# Cmentarz Centralny w Wiedniu
Cmentarz Centralny w Wiedniu (niem. Wiener Zentralfriedhof) – główna nekropolia Wiednia, jeden z największych cmentarzy Europy

## Geneza
Drugi pod względem powierzchni (2,5 km²) i największy pod względem liczby pochowanych (3,3 mln) cmentarz Europy. Pod względem zajmowanej powierzchni większy od niego jest jedynie cmentarz Ohlsdorf w Hamburgu. Znajduje się tu około 330 000 grobów. Powstał w rezultacie obowiązującego od czasów cesarza Józefa II ustawodawstwa zakazującego pochówku na cmentarzach znajdujących się w obrębie miasta. W 1784 powstało pięć cmentarzy zlokalizowanych w pasie podmiejskim: St. Marks, Hundsturm, Matzleinsdorfer, Währinger, Schmelzer. W połowie XIX wieku wobec stale rosnącej ludności Wiednia a tym samym rosnącej także liczby pochówków Rada Miasta podjęła decyzję w 1863 o założeniu centralnego cmentarza, znajdującego się daleko poza miastem, a jednocześnie na tyle rozległego aby nie mógł być szybko zapełniony. Decyzję tę umożliwiła zmiana prawa, pozbawiającego Kościół katolicki wyłączności w zakresie prowadzenia cmentarzy i pozwalającego na powstawanie cmentarzy należących do wspólnot gminnych i miejskich. Po długotrwałych poszukiwaniach miejsca i korzystnej ekspertyzie wydanej przez cesarski Instytut Geologiczny w 1869 ostatecznie gmina Wiedeń zakupiła działki na terenie wsi Kaiserebersdorf i Simmering. W 1870 ogłoszono konkurs na urządzenie cmentarza – który wygrał zespół pochodzących z Frankfurtu architektów: Karla Jonasa Myliusa i Alfreda Friedricha Bluntschliego. Według ich projektu po zaledwie trzech latach budowy (1871–1874) zbudowano nowe „miasto umarłych” w Wiedniu.

## Historia
Przy podjęciu decyzji w 1863 o budowie Centralnego Cmentarza określono jego międzywyznaniowy charakter, a także możliwość stworzenia na jego terenie oddzielnych sektorów poszczególnych wspólnot religijnych. Decyzje te budziły sprzeciw dostojników Kościoła katolickiego, ale ostatecznie status cmentarza został przez nich zaakceptowany, a nawet 30 października 1874 odbyło się uroczyste poświęcenie części cmentarza. Pierwszy pogrzeb odbył się na nim 1 listopada 1874 (zachował się grób pochowanego wówczas Jakoba Zelzera). Cmentarz od momentu powstania był siedem razy przebudowywany. Do dzisiaj pozostaje czynny i wciąż odbywają się tu pochówki.
Początkowo lokalizacja cmentarza budziła powszechną krytykę przede wszystkim z powodu złego skomunikowania z centrum Wiednia. Aby przeciwdziałać temu negatywnemu wizerunkowi i zwiększyć atrakcyjność cmentarza, Rada Miasta podjęła w 1881 decyzję o wzniesieniu honorowego kompleksu grobowego. W tym celu na centralny cmentarz przeniesiono prochy różnych wybitnych postaci z innych cmentarzy, w tym Ludwiga van Beethovena i Franza Schuberta z cmentarza Währinger. W 1910 roku cmentarz otrzymał kościół cmentarny św. Karola Boromeusza. Cały czas, ale z oporami trwały prace nad skomunikowaniem go z resztą miasta – w ich wyniku powstała specjalna linia kolejowa, a także linia tramwajowa (istniejące do dziś). Od końca XIX wieku przybywało także zwolenników kremacji – stąd mimo sprzeciwu czynników kościelnych naprzeciwko bramy głównej cmentarza powstało w 1922 działające do dziś krematorium przy ul. Simmering.
Do dziś widoczne są na cmentarzu ślady okresu rządów nazistów i II wojny światowej. W trakcie pogromu ludności żydowskiej (Noc kryształowa) 9 listopada 1938 zostały wysadzone sale ceremonii oraz zniszczone liczne groby na starym i nowym cmentarzu żydowskim. W okresie 1938–1945 chowano na nim członków ruchu oporu i dezerterów z Wehrmachtu którzy decyzją Sądu Okręgowego w Wiedniu byli rozstrzeliwani i chowani w masowych grobach szybowych na zamkniętej dla ludności części cmentarza. Krewni ofiar nie byli poinformowani o miejscu ani czasie pochówku. Obecnie sektor 40 gdzie znajdują się te groby decyzją władz Wiednia stanowi pomnik historii.
Podczas bitwy pod Wiedniem w kwietniu 1945 cmentarz został poważnie uszkodzony podczas bombardowań miasta (w pobliżu znajdowała się np. rafineria ropy naftowej w Schwechat), a także w trakcie walk między Armią Czerwoną a jednostkami niemieckimi. Po zakończeniu wojny na terenie cmentarza było około 550 kraterów bombowych i ponad 12 000 zniszczonych grobów. Zniszczona została również kopuła kościoła Karola Boremeusza, której odbudowa trwała do końca lat 50. XX wieku. Od lat sześćdziesiątych stopniowo odrestaurowano część zniszczonych grobów na starym cmentarzu żydowskim oraz zbudowano od nowa budynek ceremonii pogrzebowych na nowym cmentarzu żydowskim.

## Architektura i układ cmentarza

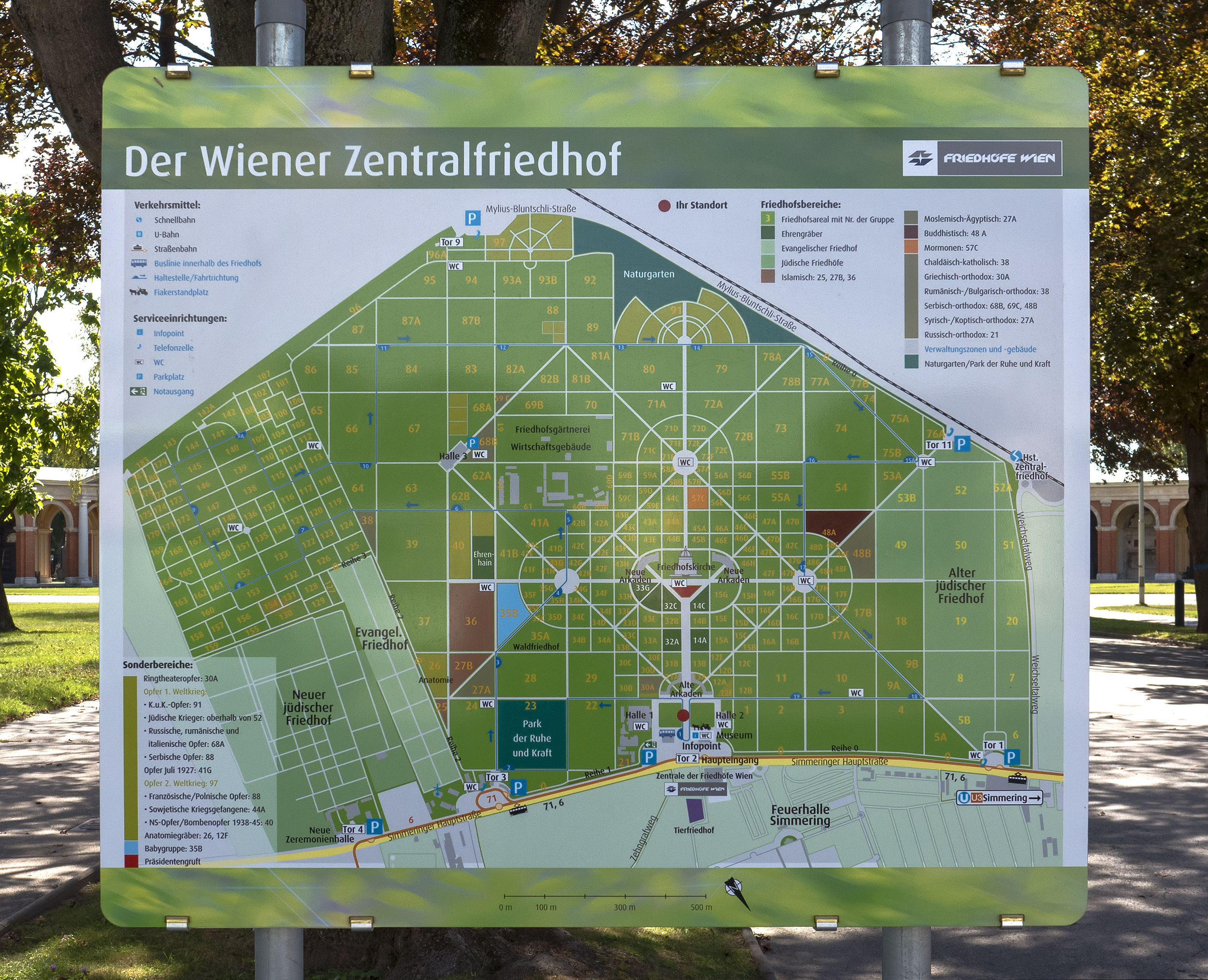
Cmentarz Centralny w Wiedniu – plan

Cmentarz Centralny został zbudowany na wcześniej niezagospodarowanym terenie, stąd jego architekci mieli dużą swobodę w projektowaniu. Już na planie charakteryzuje się linią geometrycznych i uporządkowanych alei. Główna aleja prowadząca od znajdującej się na północy bramy głównej prowadzi poprzez Stare Arkady i sektory grobów honorowych do znajdującego się w centrum cmentarza kościoła do którego symetrycznie przylegają Nowe Arkady. Od bramy głównej odchodzą też dwie aleje pod około 45° stanowiące ramę centrum cmentarza.Oprócz części międzywyznaniowej na której w dużej części pochowani są rzymscy katolicy wydzielono sektory zawierające: cmentarz ewangelicki, nowy i stary cmentarz żydowski, sektor islamski, sektor prawosławnych z Syrii, sektor muzułmańsko-egipski, sektor koptyjsko-ortodoksyjny, sektor greckokatolicki, rosyjski cmentarz prawosławny, rumuński cmentarz prawosławny, serbski cmentarz prawosławny. Na Cmentarzu Centralnym znajdują się też wydzielone sektory, cmentarze wojenne i pomniki konfliktów militarnych które dotknęły tę część Europy.

### Budynki w głównej części Cmentarza Centralnego
Zespół budynków w głównej części cmentarza powstawał w kilku etapach. Najpierw powstały Stare Arkady. Po rozstrzygnięciu konkursu w 1899 na projekt ukończenia budowy kompleksu cmentarnego na rzecz koncepcji Maxa Hegele – związanego ze środowiskiem Secesji Wiedeńskiej skupionej wokół Otto Wagnera. W latach 1900–1908 powstały brama główna oraz dwie sale pogrzebowe. W latach 1905–1907 zbudowano Nowe Arkady, a w ostatnim etapie w latach 1908–1910 wybudowano kościół cmentarny.

#### Stare Arkady

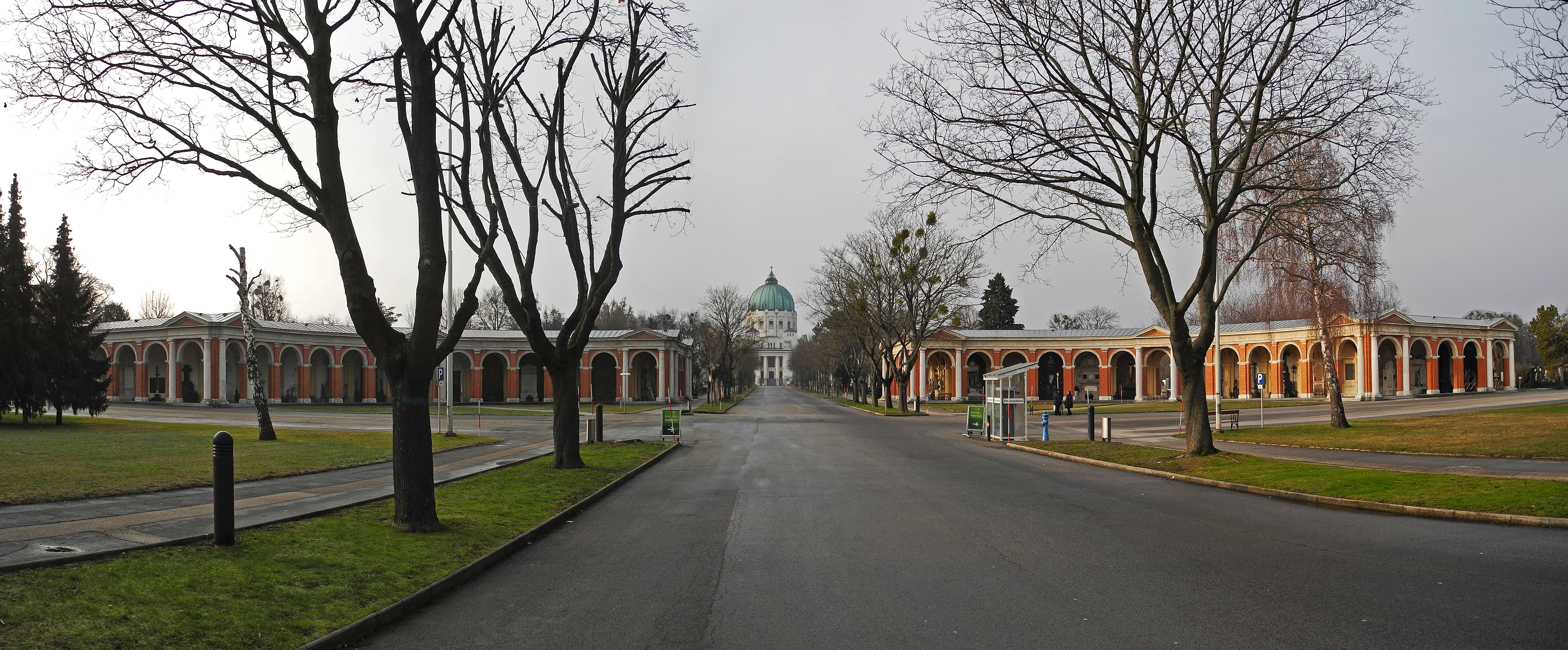
Stare Arkady (Alte Arkaden)

Najstarszymi budynkami na Cmentarzu Centralnym są powstałe w latach 1879–1881 Stare Arkady położone symetrycznie na lewo (sektor 31 A) i prawo (sektor 13 A) od głównej alei prowadzącej od bramy głównej (nr 2) do kościoła cmentarnego. Budynek ma charakter eklektyczny, w stylu dominującego wówczas historyzmu. Zaprojektowany został przez twórców Cmentarza Centralnego Karla Jonasa Myliusa i Alfreda Friedricha Bluntschliego. Stare Arkady mieściły pierwotnie grobowce arystokratycznych rodów austriackich, obecnie chowani w nich są także ludzie zasłużeni dla miasta Wiednia.

#### Główna Brama (nr 2) i budynki pogrzebowe.

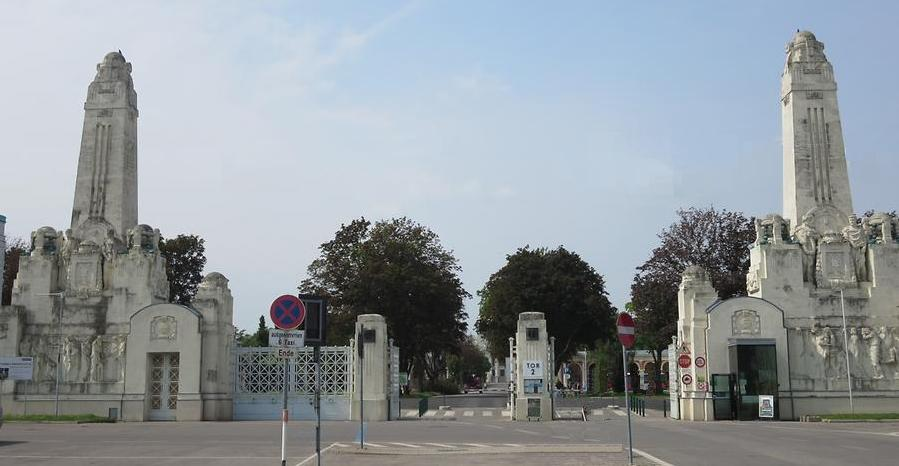
Brama Główna (nr 2) na Cmentarzu Centralnym

Główna brama Centralnego Cmentarz powstała w 1905 roku. Składa się z dwóch symetrycznie zbudowanych pylonów. Jeden jest poświęcony cesarzowi Franciszkowi Józefowi I drugi burmistrzowi Wiednia Karlowi Luegerowi. Wraz z bramą powstały wówczas wybudowane w stylu secesyjnym dwie sale pogrzebowe (kostnice) znajdujące się w sektorze 2; większa nr 1 na lewo od Starych Arkad i mniejsza nr 2 znajdująca się na prawo od Starych Arkad (obecnie muzeum cmentarza). Wszystkie te obiekty wybudowano według projektu Maxa Hegele. Ciekawym obiektem związanym z cmentarzem jest znajdujące się poza jego obrębem naprzeciwko bramy głównej przy ulicy Simmering krematorium (Feuerhalle Simmering), zbudowane według projektu Clemensa Holzmeistera w stylu ekspresjonistycznym z orientalnymi wpływami. Prawie pół wieku później, od 1965 do 1969 roku, Holzmeister przeprowadził rozbudowę i przebudowę obiektu, wówczas m.in. dodano nowe sale pogrzebowe, a freski zaprojektowane przez Antona Koliga w 1927 roku przeniesiono do kopuły. Na terenie cmentarza znajdują się jeszcze jedna sala pogrzebowa (kostnica) nr 3 zbudowana w 1924 przez ucznia Wagnera Karla Ehna w sektorze 68 B.

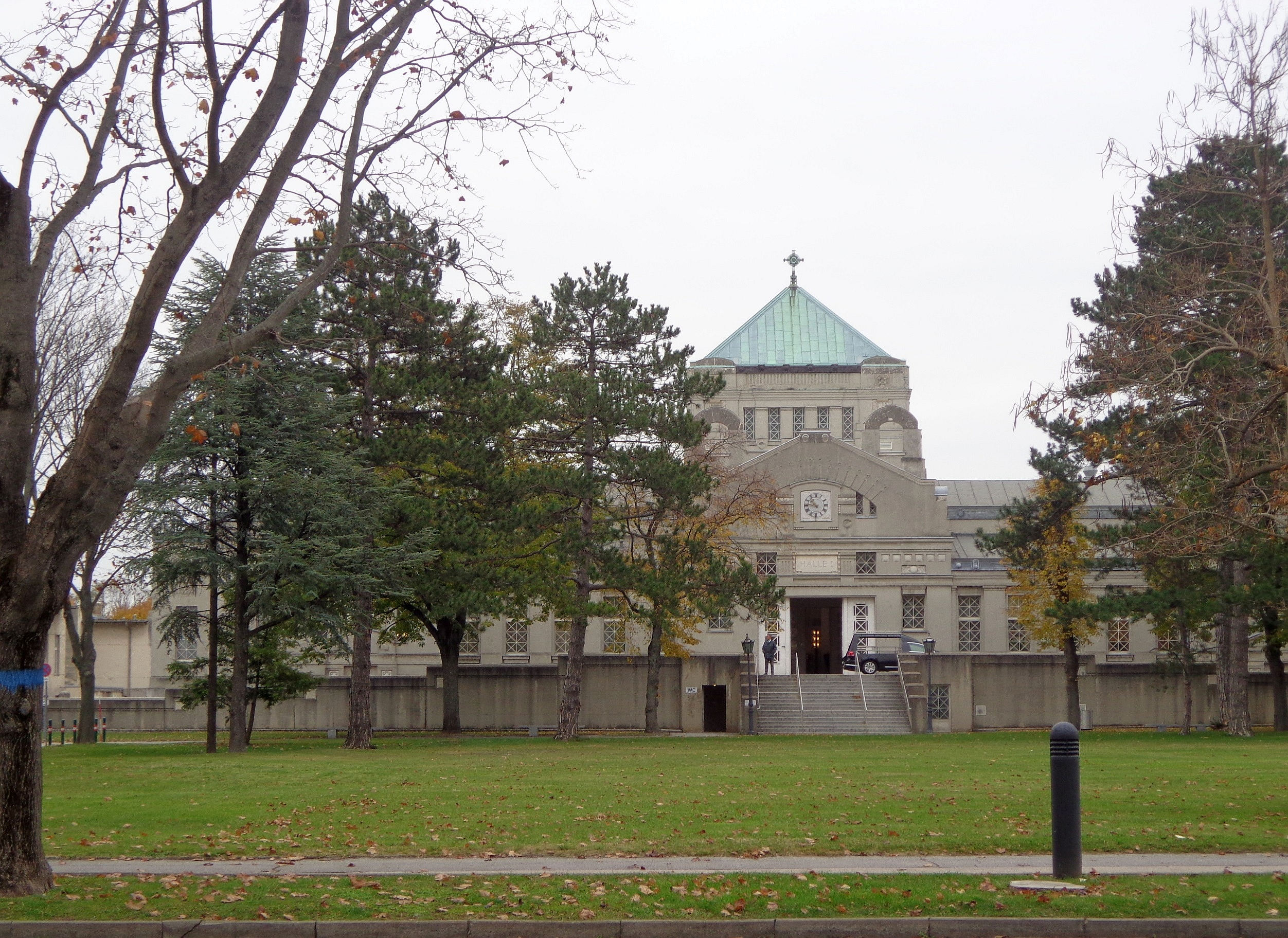
Budynek pogrzebowy (kostnica) nr 1 – widok ogólny
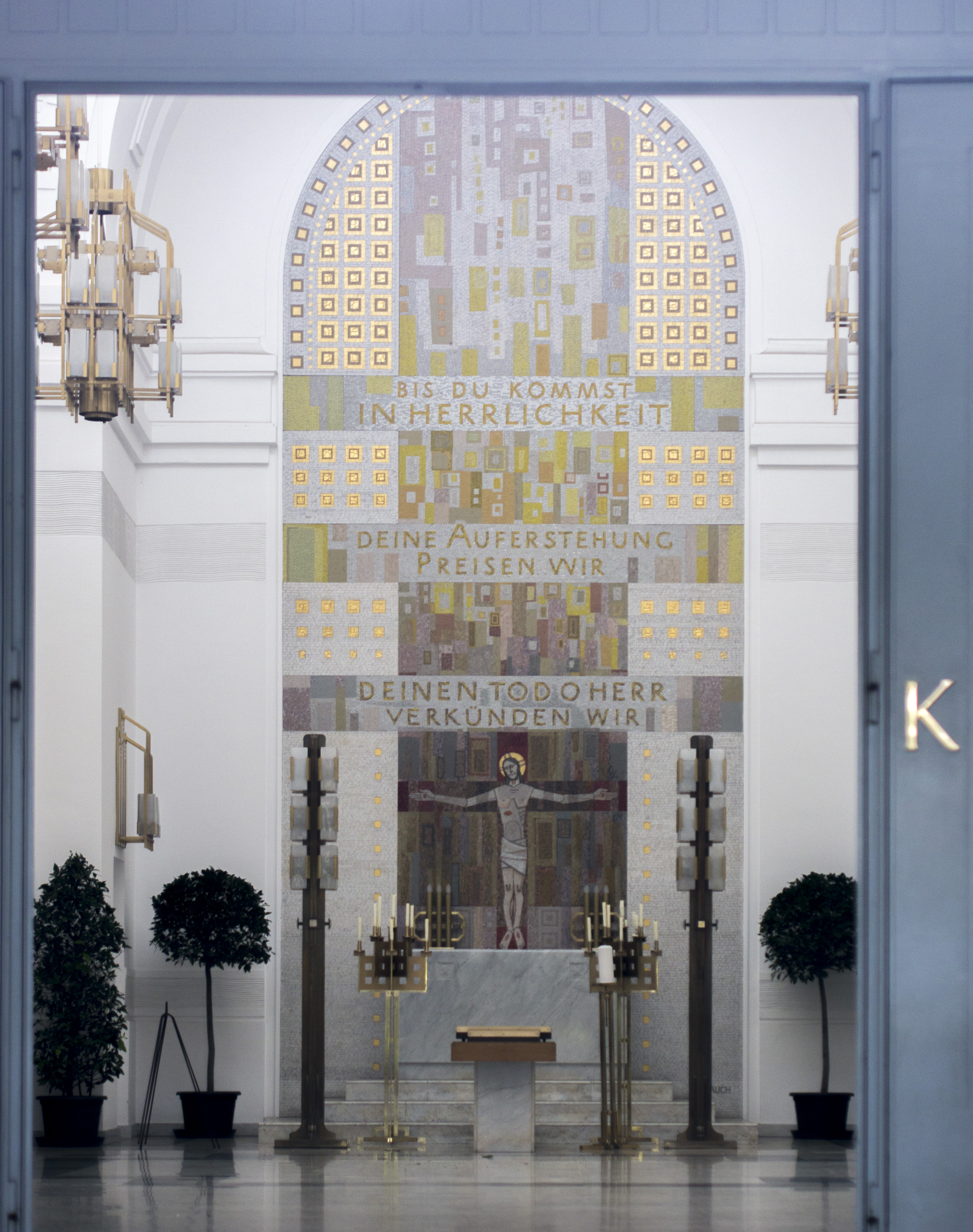
Budynek pogrzebowy (kostnica) nr 1 – wewnątrz
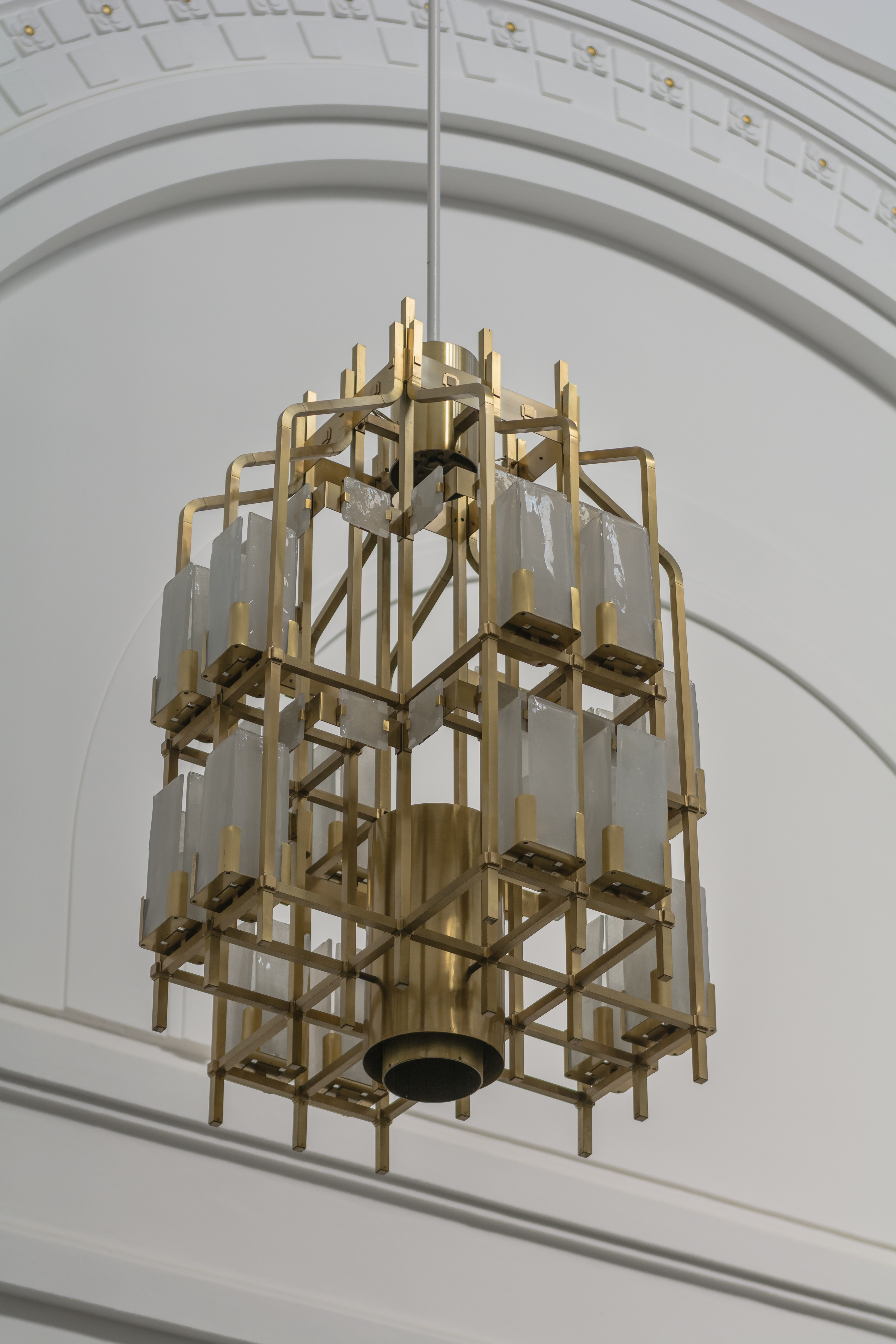
Budynek pogrzebowy (kostnica) nr 1 – kandelabr
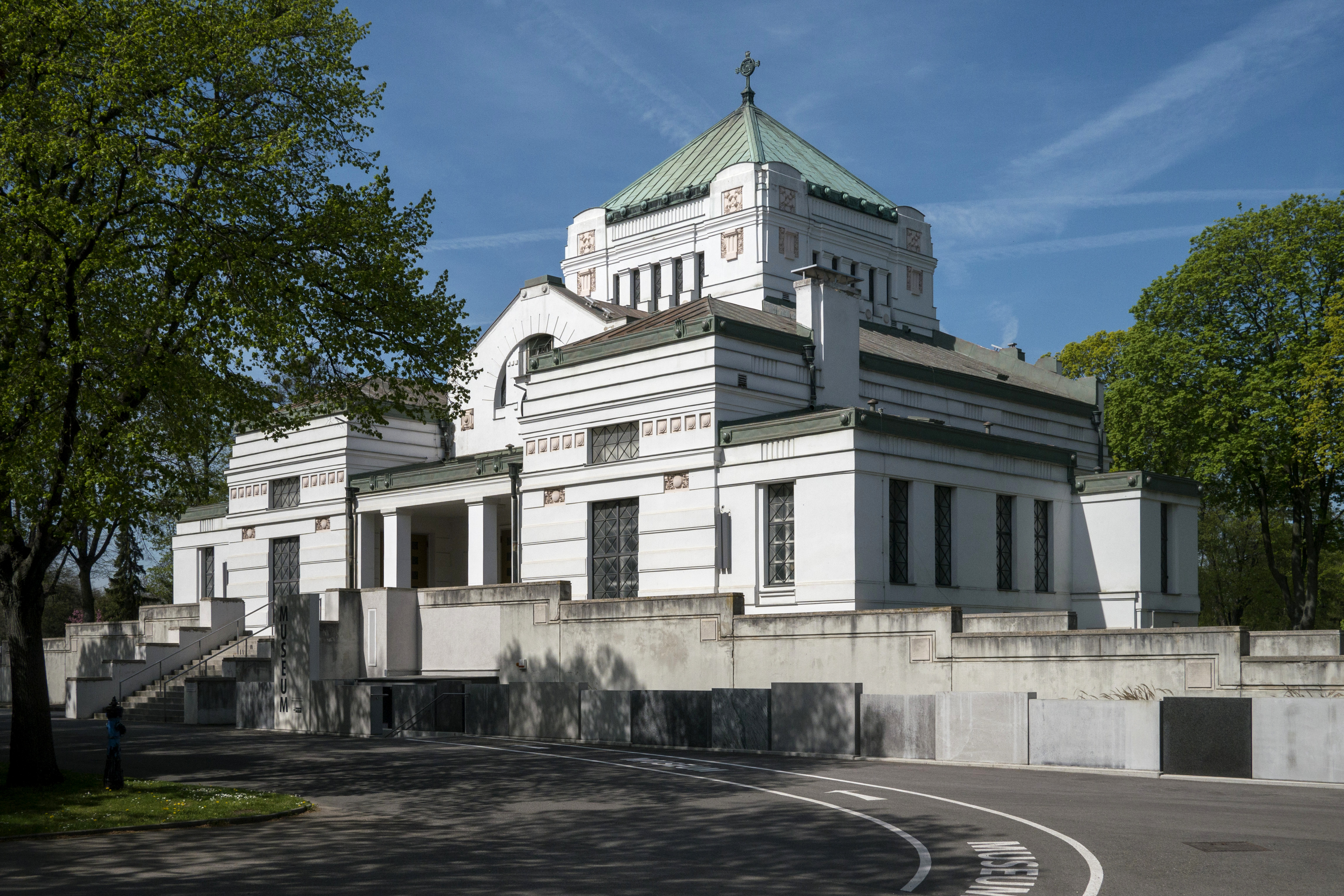
Budynek pogrzebowy (kostnica) nr 2 – widok ogólny
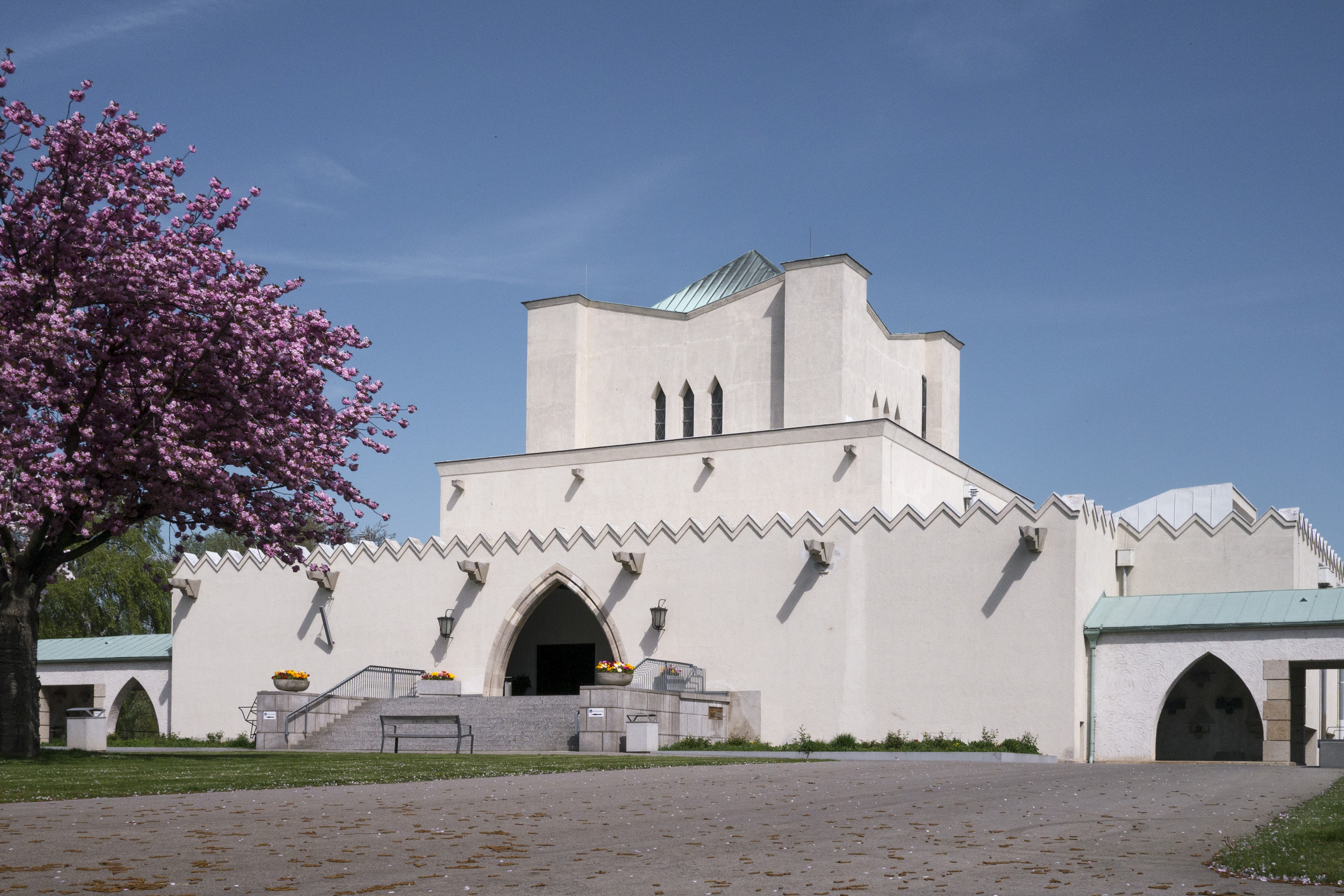
Krematorium Simmering
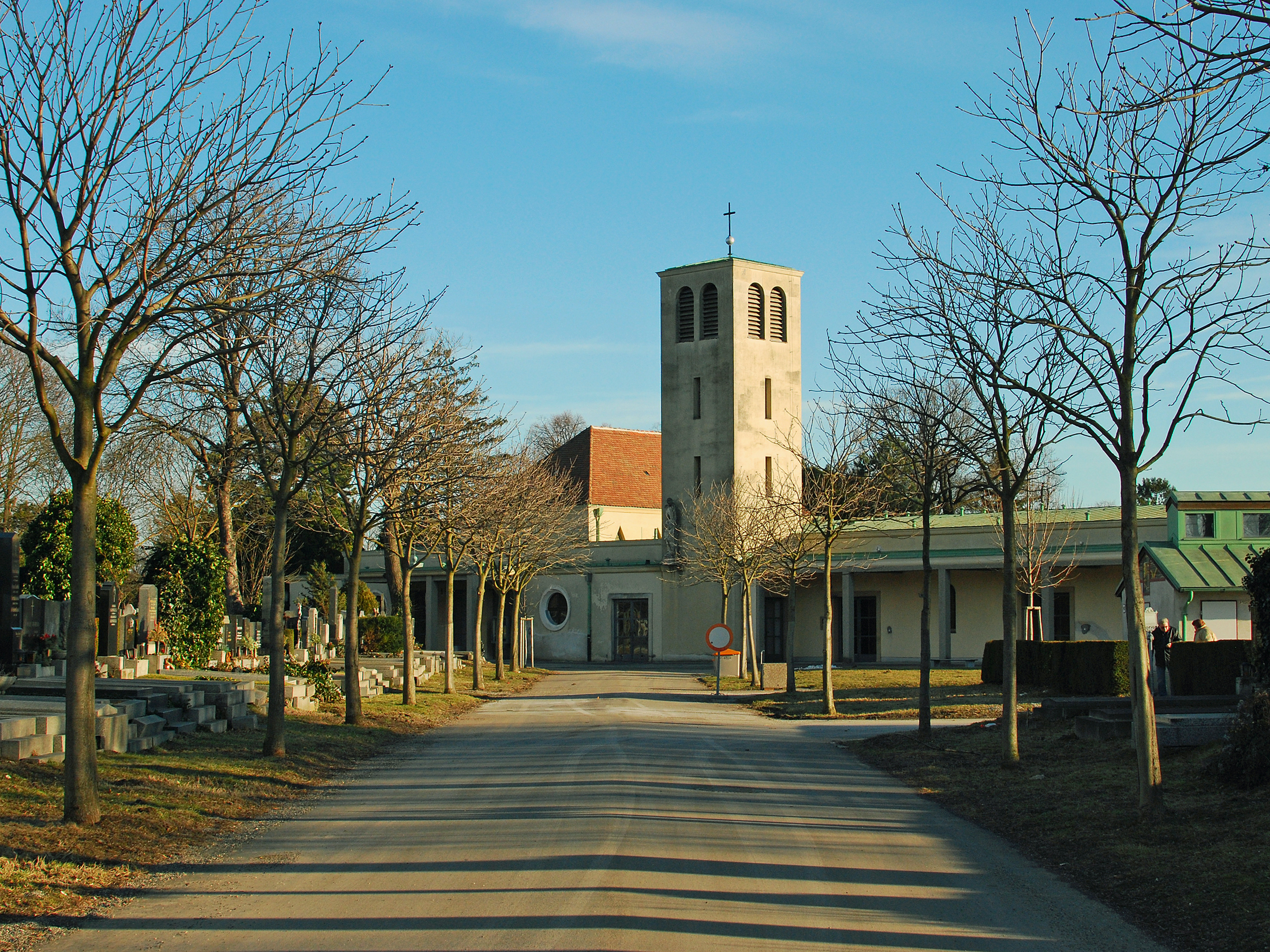
Budynek pogrzebowy (kostnica) nr 3 – widok ogólny

#### Kościół św. Karola Boremeusza i Nowe Arkady

Kościół św. Karola Boremeusza z Nowymi Arkadami od strony wschodniej

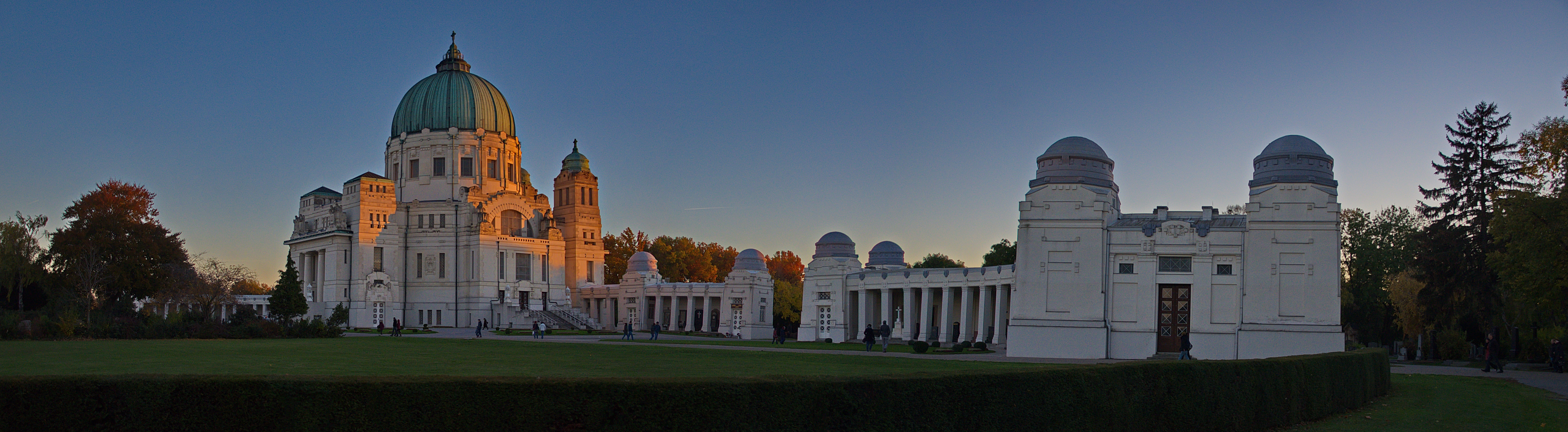
Kościół św. Karola Boremeusza z Nowymi Arkadami od strony zachodniej

Dominantę dla Cmentarza Centralnego stanowi kościół cmentarny św. Karola Boromeusza, Zbudowany w latach 1908–1910, jest obecnie jednym z najważniejszych budynków secesyjnych Wiednia. Przed wybudowaniem kościoła w latach 1905–1907 zbudowano Nowe Arkady. W pierwotnym założeniu miały one obejmować półkoliście cały plac przed kościołem.Ostatecznie zbudowane zostały tylko położone w południowej części placu, stanowiące obecnie skrzydło lewe i prawe. Obecnie podzielone są na 70 sklepień arkadowych, dwa mauzolea i 768 kolumnadowych wnęk. Zarówno kościół, jak i Nowe Arkady zbudowane zostały według projektu Maxa Hegele.

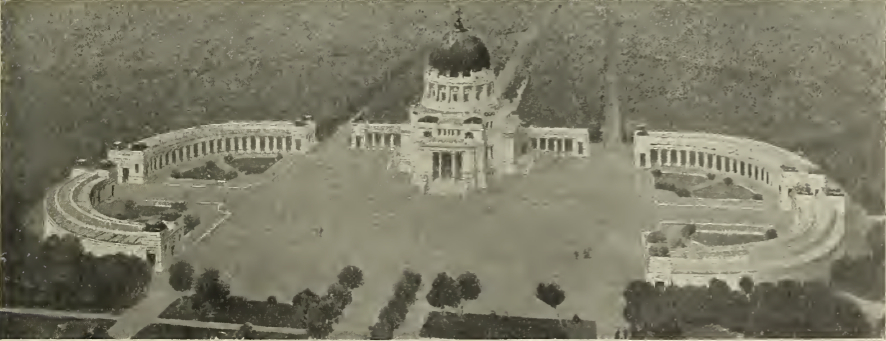
pierwotny plan Nowych Arkad (1910)
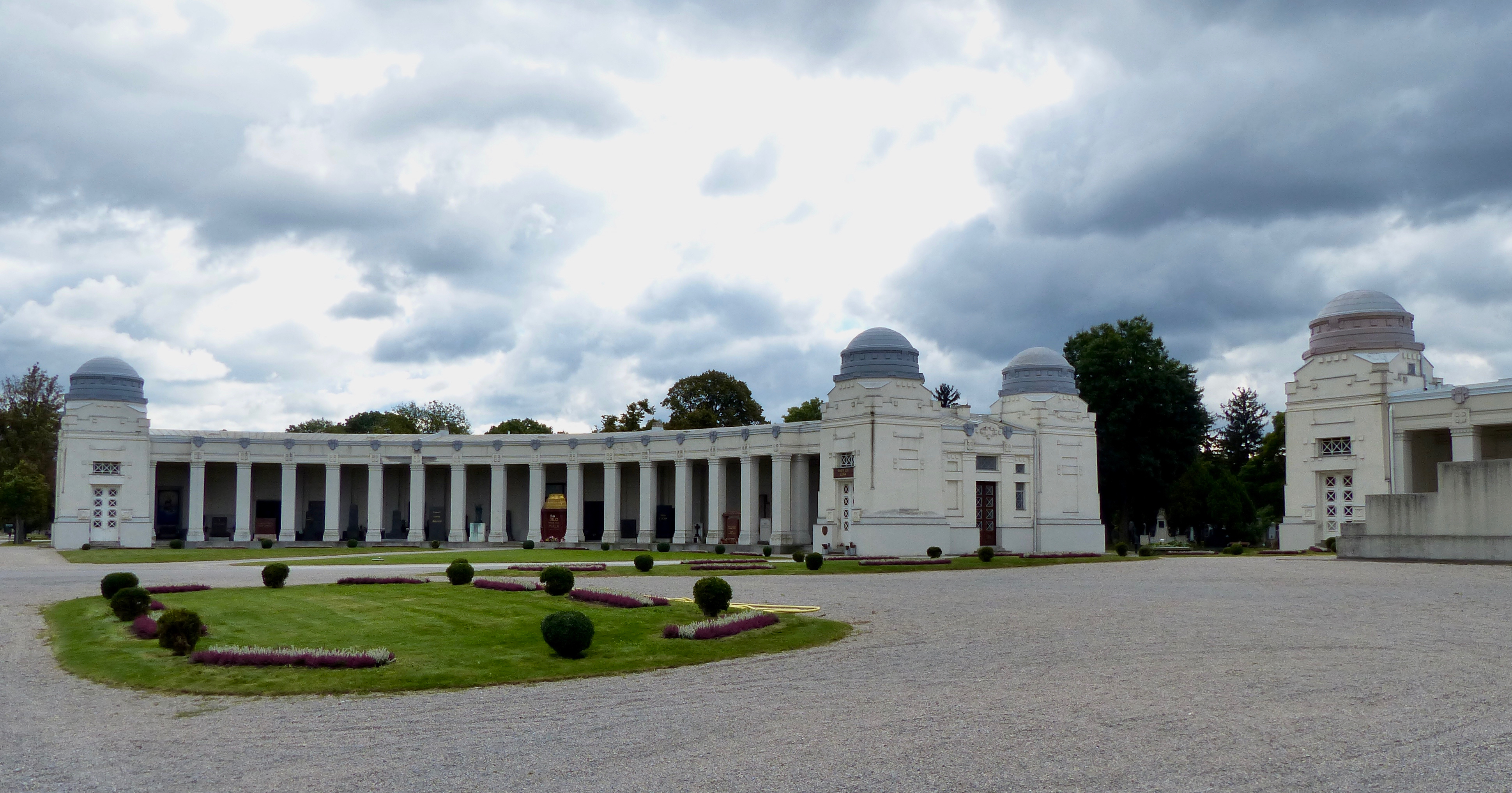
Nowe Arkady część wschodnia (lewa) – widok współczesny
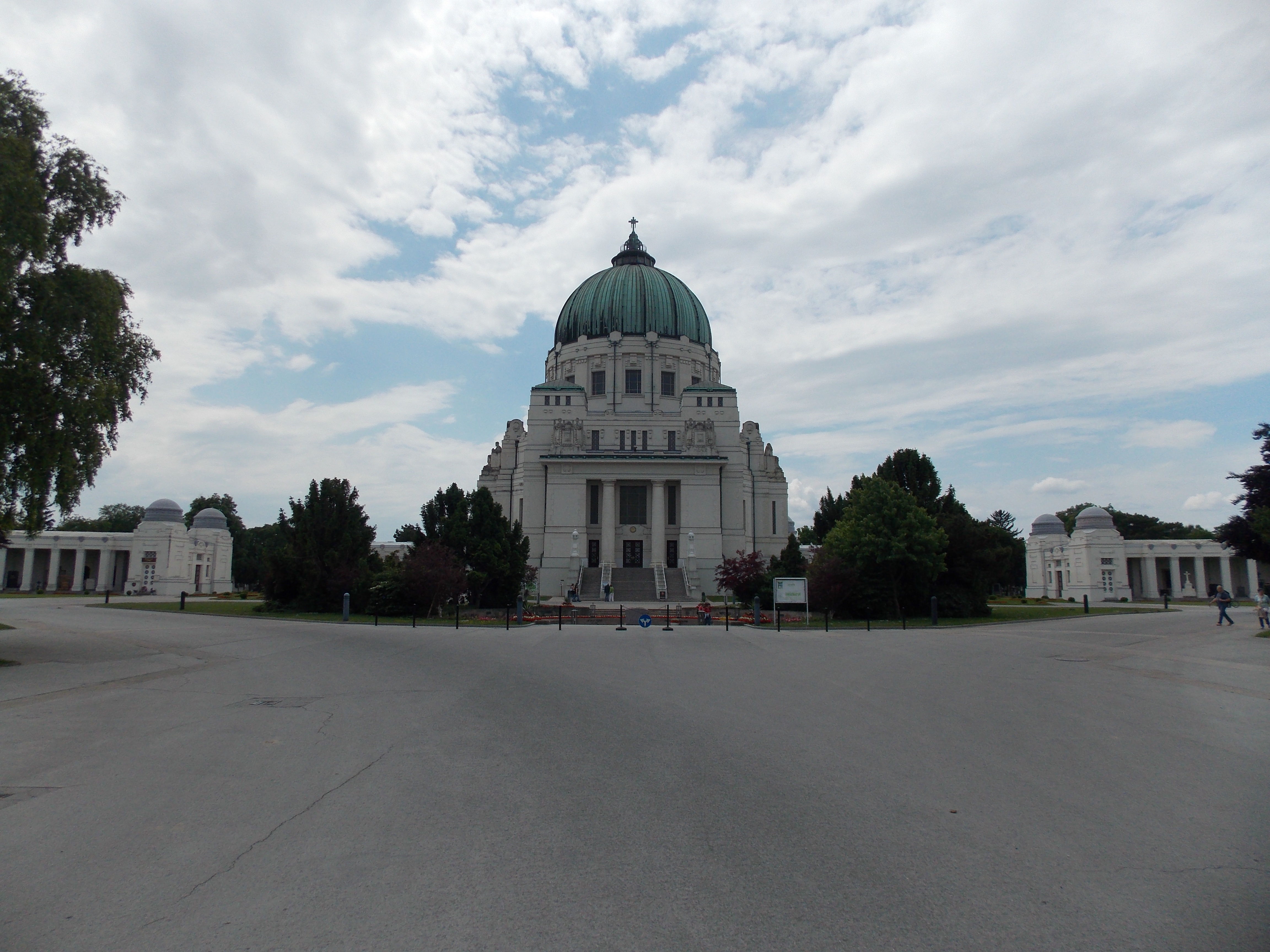
Kościół św. Karola Boremeusza – po bokach widać Nowe Arkady; skrzydło wschodnie i zachodnie
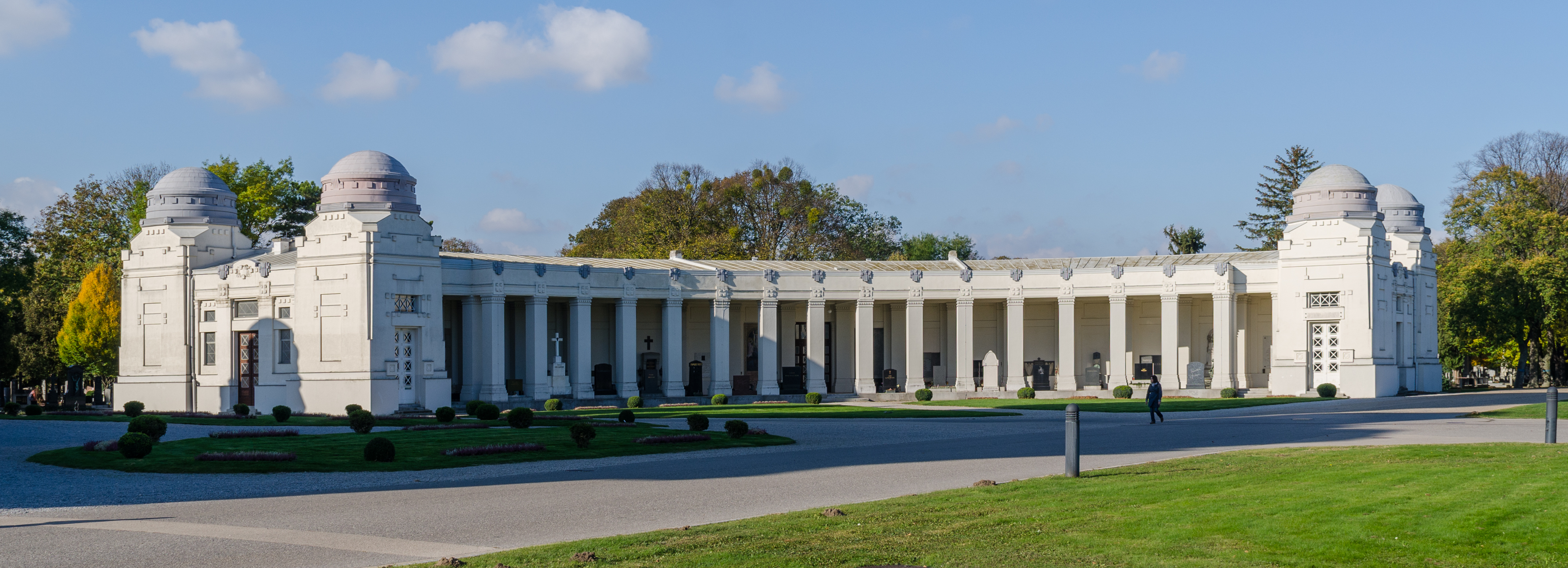
Nowe Arkady część zachodnia (prawa) – widok współczesny
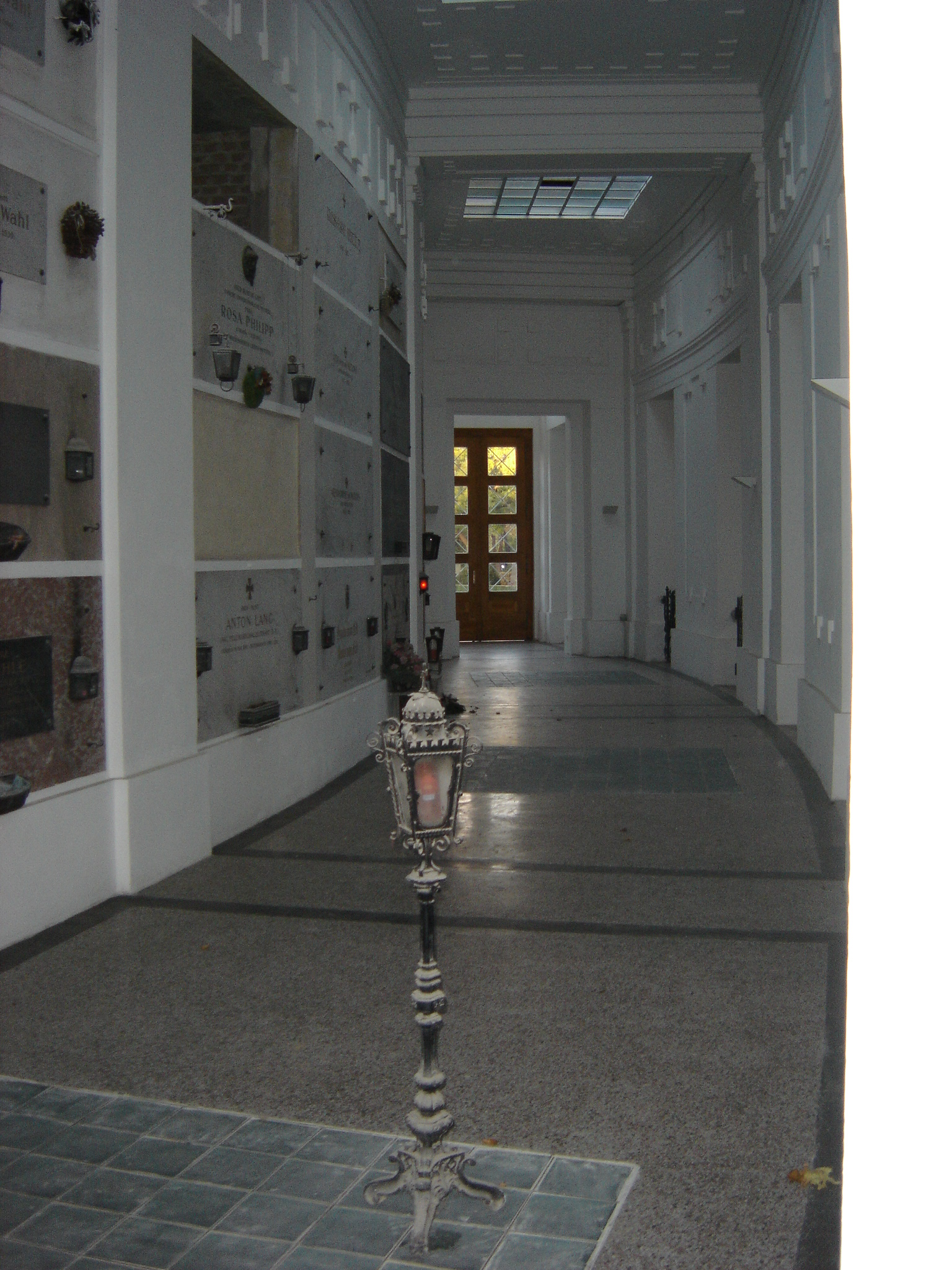
Nowe Arkady – wewnątrz

### Krypta prezydencka

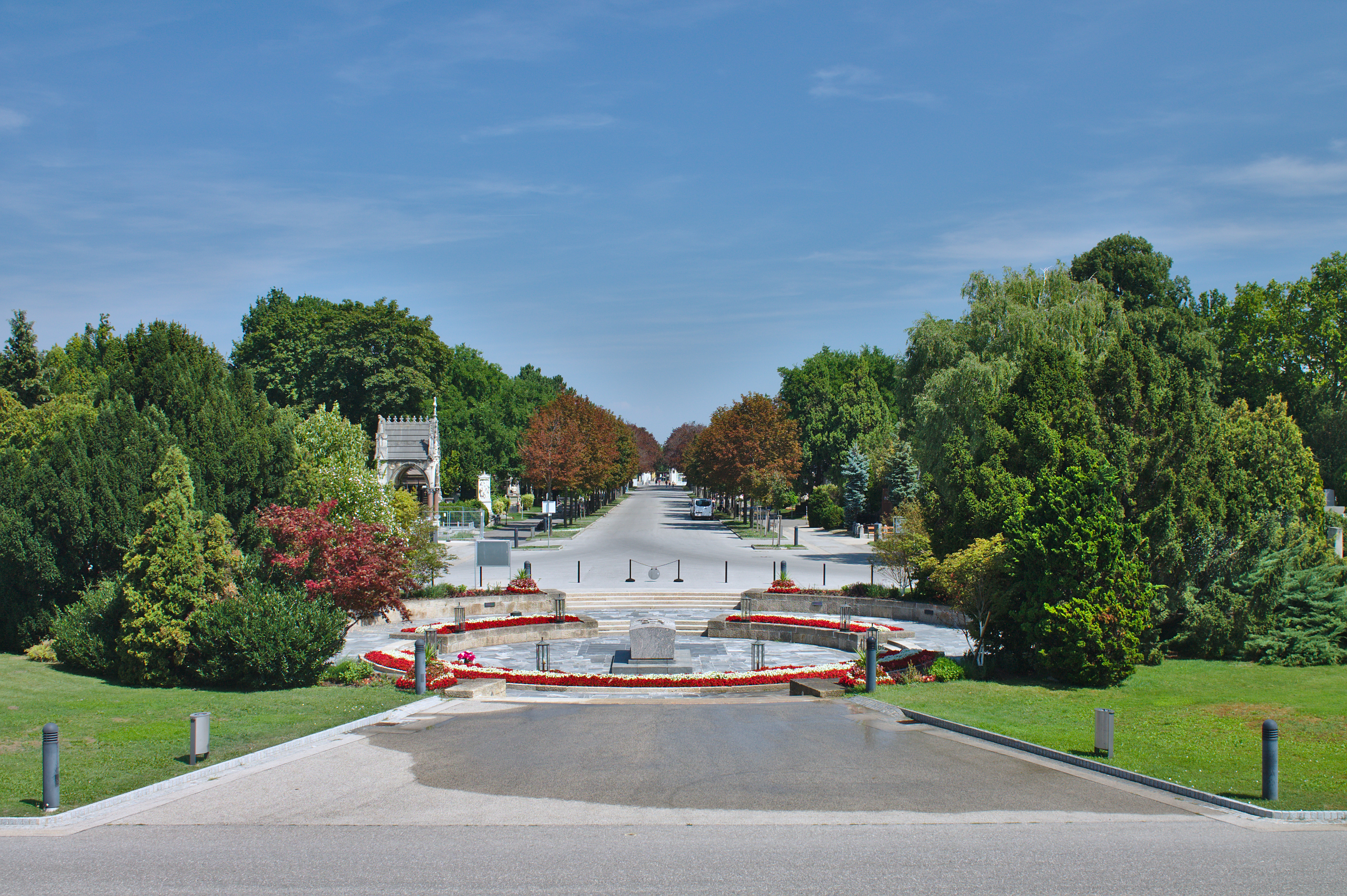
Krypta prezydencka

Bezpośrednio na północ od kościoła cmentarnego niego znajduje się sektor mieszczący kryptę Prezydencką (niem. Präsidentengruft) w której pochowano prezydentów Drugiej Republiki: Karla Rennera (1870-1950), Theodora Körnera (1873-1957), Adolfa Schärfa (1890–1965), Franza Jonasa (1899-1974), Rudolfa Kirchschlägera (1915-2000), Thomasa Klestila (1932–2004), Kurta Waldheima (1918-2007). Od krypty w kierunku bramy rozciągają się sektory mieszczące groby arystokracji oraz ludzi polityki, nauki i sztuki.

### Groby honorowe na Cmentarzu Centralnym (politycy, ludzie nauki i sztuki)
Od 1885 rozpoczęto na cmentarzu budowę grobów honorowych aby zwiększyć atrakcyjność pochówku na cmentarzu. Te grupy grobów znajdują się w sektorach 32 A, 14 A, 32 C, 14 C, 33 G. Jest tu ponad 350 grobów tego typu. Od 1954 powstają także groby honorowe w sektorze 40 (Ehrenhain) oraz sporadycznie w innych sektorach cmentarza. Powstało takich grobów ponad 600.
Niektóre osoby pochowane w grobach honorowych
| Nazwisko i imię                 | żył w latach | dziedzina działalności               |
| ------------------------------- | ------------ | ------------------------------------ |
| Victor Adler                    | 1852–1918    | polityk                              |
| Jean Améry                      | 1912–1978    | pisarz                               |
| Franz Antel                     | 1913–2007    | reżyser, producent i aktor           |
| Ludwig Anzengruber              | 1839–1889    | pisarz                               |
| Ludwig van Beethoven            | 1770–1827    | kompozytor                           |
| Max (Maxi) Böhm                 | 1916–1982    | aktor                                |
| Ludwig Bösendorfer              | 1835–1919    | pianista                             |
| Ludwig Boltzmann                | 1844–1906    | matematyk, fizyk i filozof           |
| Johannes Brahms                 | 1833–1897    | kompozytor                           |
| Gerhard Bronner                 | 1922–2007    | artysta kabaretowy, muzyk            |
| Elfi von Dassanowsky            | 1924–2007    | piosenkarz, pianista i producent     |
| Nicolaus Dumba                  | 1830–1900    | przemysłowiec, mecenas, polityk      |
| Franz (Ferry) Dusika            | 1908–1984    | rowerzysta                           |
| Falco (Johann Hölzel)           | 1957–1998    | muzyk                                |
| Karl Farkas                     | 1893–1971    | pisarz i artysta kabaretowy          |
| Fatty George                    | 1927–1982    | muzyk jazzowy                        |
| Peter Fendi                     | 1796–1842    | malarz i litograf                    |
| Leopold Figl                    | 1902–1965    | polityk                              |
| Carl von Ghega                  | 1802–1860    | Inżynier, budowniczy kolei Semmering |
| Hans Gillesberger               | 1909–1986    | dyrektor chóru, nauczyciel muzyki    |
| Alexander Girardi               | 1850–1918    | aktor                                |
| Christoph Willibald Gluck       | 1714–1787    | kompozytor                           |
| Ludwig Gottsleben               | 1836–1911    | pisarz i aktor                       |
| Ferdinand Grossmann             | 1887–1970    | dyrektor chóru, i kompozytor         |
| Theophil von Hansen             | 1813–1891    | architekt (budynki wzdłuż Ringu)     |
| Karl von Hasenauer              | 1833–1894    | architekt                            |
| Hans-Peter Heinzl               | 1942–1996    | aktor i artysta kabaretowy           |
| Josef Hoffmann                  | 1870–1956    | architekt i projektant               |
| Paul Hörbiger                   | 1894–1981    | aktor                                |
| Feliks Jabłonowski              | 1808-1857    | feldmarszałek                        |
| Ernst Jandl                     | 1925–2000    | pisarz i poeta                       |
| Curd Jürgens                    | 1915–1982    | autor                                |
| Udo Jürgens                     | 1934–2014    | kompozytor, pianista, śpiewak        |
| Joachim Kemmer                  | 1939–2000    | aktor i artysta kabaretowy           |
| Ludwig von Köchel               | 1800–1877    | kompozytor i pisarz, botanik         |
| Karl Kraus                      | 1874–1936    | pisarz                               |
| Bruno Kreisky                   | 1911–1990    | polityk                              |
| Josef Kriehuber                 | 1800–1876    | malarz i litograf                    |
| Carl Kundmann                   | 1838–1919    | rzeźbiarz                            |
| Hermann Leopoldi                | 1888–1959    | kompozytor i artysta kabaretowy      |
| György Ligeti                   | 1923–2006    | kompozytor                           |
| Theo Lingen                     | 1903–1978    | aktor                                |
| Adolf Loos                      | 1870–1933    | architekt                            |
| Paul Löwinger                   | 1904–1988    | artysta ludowy                       |
| Siegfried Marcus                | 1831–1898    | wynalazca i pionier motoryzacji      |
| Carl Merz                       | 1906–1979    | pisarz i artysta kabaretowy          |
| Hans Moser                      | 1880–1964    | aktor                                |
| Alois Negrelli von Moldelbe     | 1799–1858    | inżynier, zaplanował Kanał Sueski    |
| Johann Nestroy                  | 1801–1862    | aktor i dramaturg                    |
| Julian Niedzielski              | 1849–1901    | architekt                            |
| Peter von Nobile                | 1774–1854    | architekt                            |
| Eduard van der Nüll             | 1812–1868    | architekt (Opera Wiedeńska)          |
| Friedrich Ohmann                | 1858–1927    | architekt                            |
| Elfriede Ott                    | 1925–2019    | aktorka, reżyserka                   |
| Hans Pemmer                     | 1886–1972    | twórca muzeum miasta Wiednia         |
| Ida Pfeiffer                    | 1797–1858    | pisarka                              |
| Marcel Prawy                    | 1911–2003    | dramaturg i krytyk operowy           |
| Helmut Qualtinger               | 1928–1986    | aktor, artysta kabaretowy            |
| Julius Raab                     | 1891–1964    | polityk                              |
| Erwin Ringel                    | 1921–1994    | lekarz i psycholog                   |
| Annie Rosar                     | 1888–1963    | aktorka                              |
| Antonio Salieri                 | 1750–1825    | kompozytor                           |
| Emil Jakob Schindler            | 1842–1892    | malarz                               |
| Friedrich von Schmidt           | 1825–1891    | architekt (ratusz wiedeński)         |
| Arnold Schönberg                | 1874–1951    | kompozytor                           |
| Leopold Schrötter von Kristelli | 1837–1908    | lekarz                               |
| Franz Schubert                  | 1797–1828    | kompozytor                           |
| Karl Seitz                      | 1869–1950    | polityk                              |
| Matthias Sindelar               | 1903–1939    | piłkarz                              |
| Albin Skoda                     | 1909–1961    | aktor                                |
| Erich Sokol                     | 1933–2003    | ilustrator i karykaturzysta          |
| Robert Stolz                    | 1880–1975    | kompozytor                           |
| Franz Stoß                      | 1909–1995    | artysta i reżyser teatralny          |
| Johann Strauss (ojciec)         | 1804–1849    | kompozytor                           |
| Johann Strauss (syn)            | 1825–1899    | kompozytor                           |
| Franz von Suppé                 | 1819–1895    | kompozytor                           |
| Friedrich Torberg               | 1908–1979    | pisarz                               |
| Ernst Waldbrunn                 | 1907–1977    | aktor i artysta kabaretowy           |
| Karl Waldbrunner                | 1906–1980    | polityk                              |
| Peter Wehle                     | 1914–1986    | kompozytor i aktor                   |
| Hans Weigel                     | 1908–1991    | pisarz                               |
| Max Weiler                      | 1910–2001    | malarz                               |
| Franz Werfel                    | 1890–1945    | pisarz                               |
| Hugo Wiener                     | 1904–1993    | kompozytor i autor tekstów           |
| Anton Wildgans                  | 1881–1932    | poeta                                |
| Olga Wisinger-Florian           | 1844–1926    | malarka                              |
| Hugo Wolf                       | 1860–1903    | kompozytor                           |
| Fritz Wotruba                   | 1907–1975    | rzeźbiarz                            |
| Joe Zawinul                     | 1932–2007    | pianista jazzowy, kompozytor         |
| Karl Zeller                     | 1842–1898    | kompozytor                           |
| Helmut Zenker                   | 1949–2003    | pisarz i scenarzysta                 |
| Helmut Zilk                     | 1927–2008    | polityk                              |

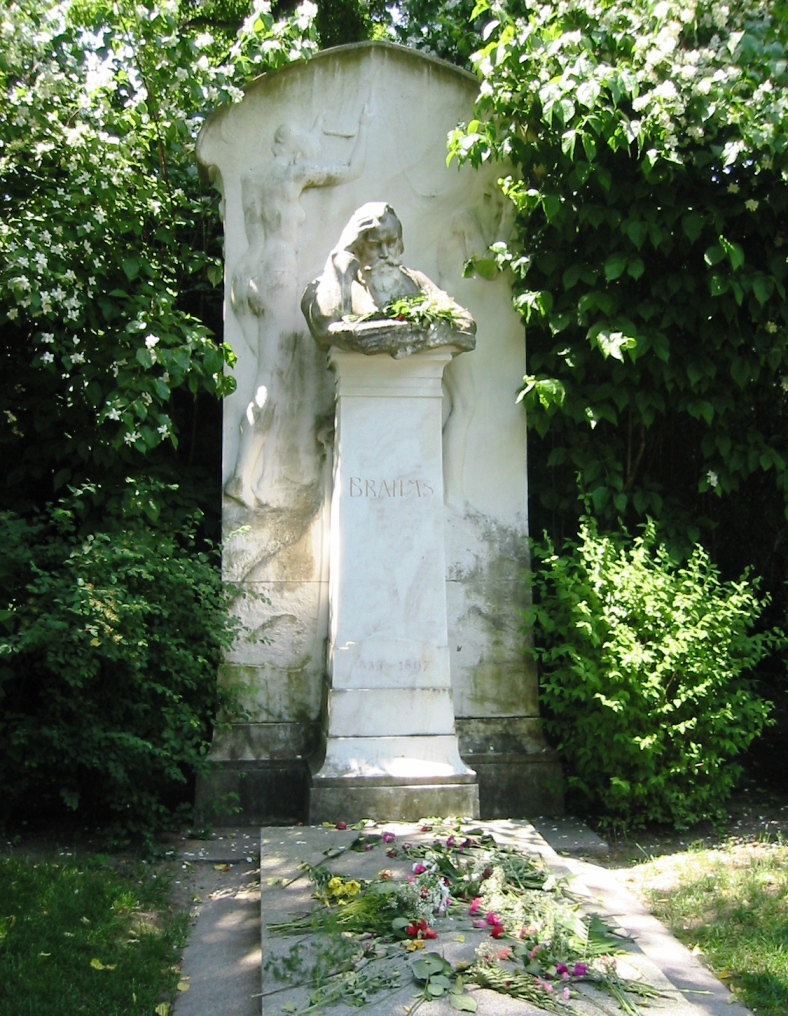
grób Johannesa Brahmsa
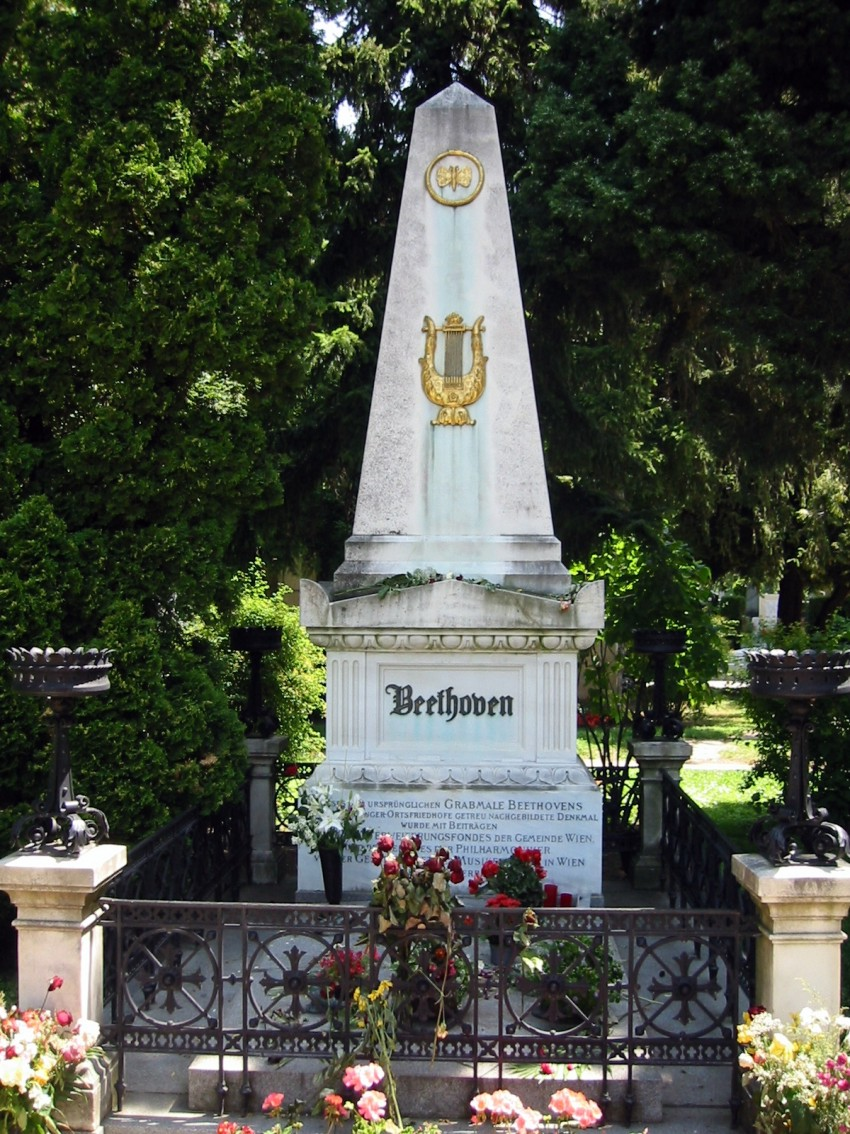
grób Ludwiga van Beethovena
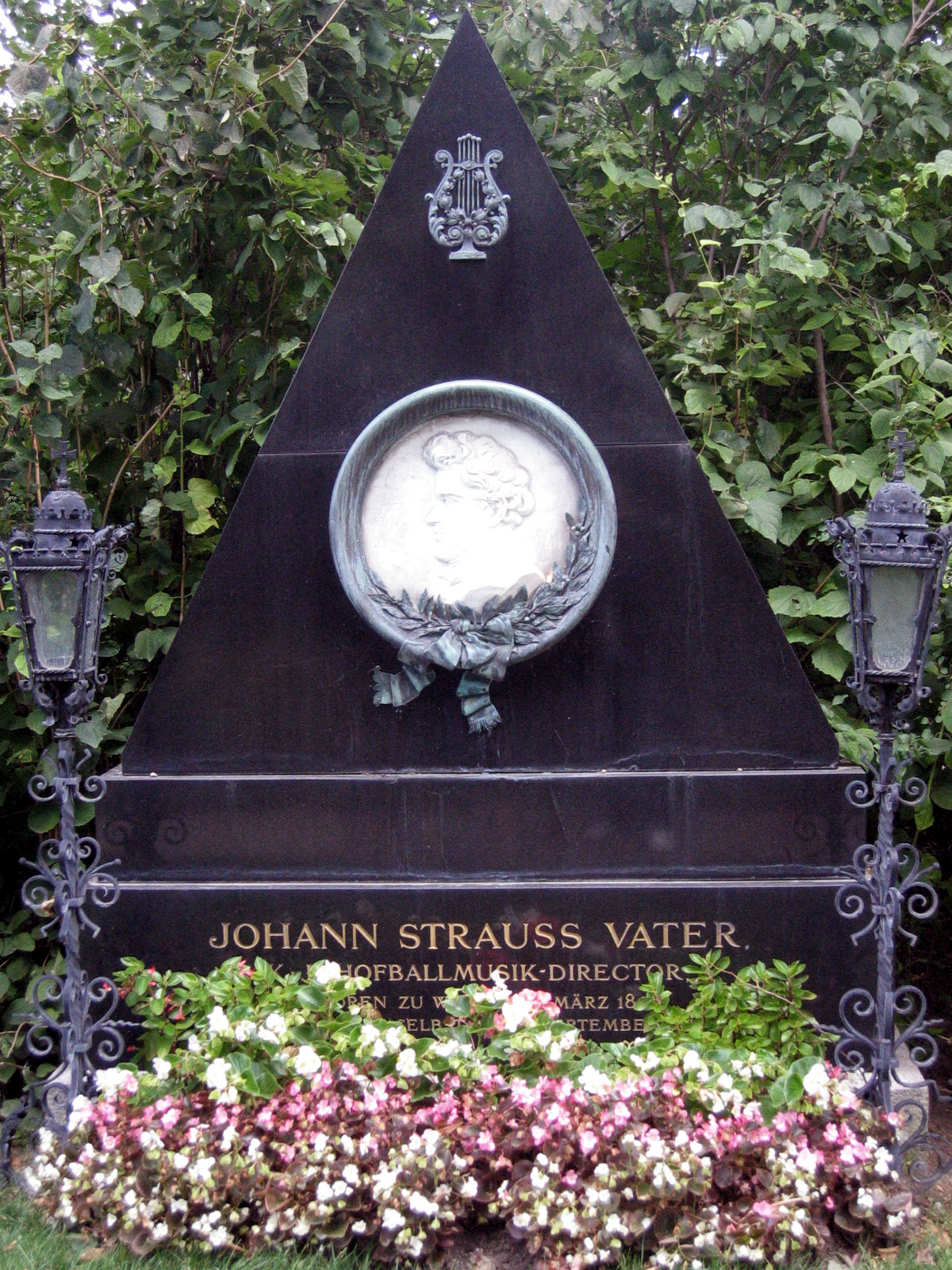
grób Jonanna Straussa (ojca)
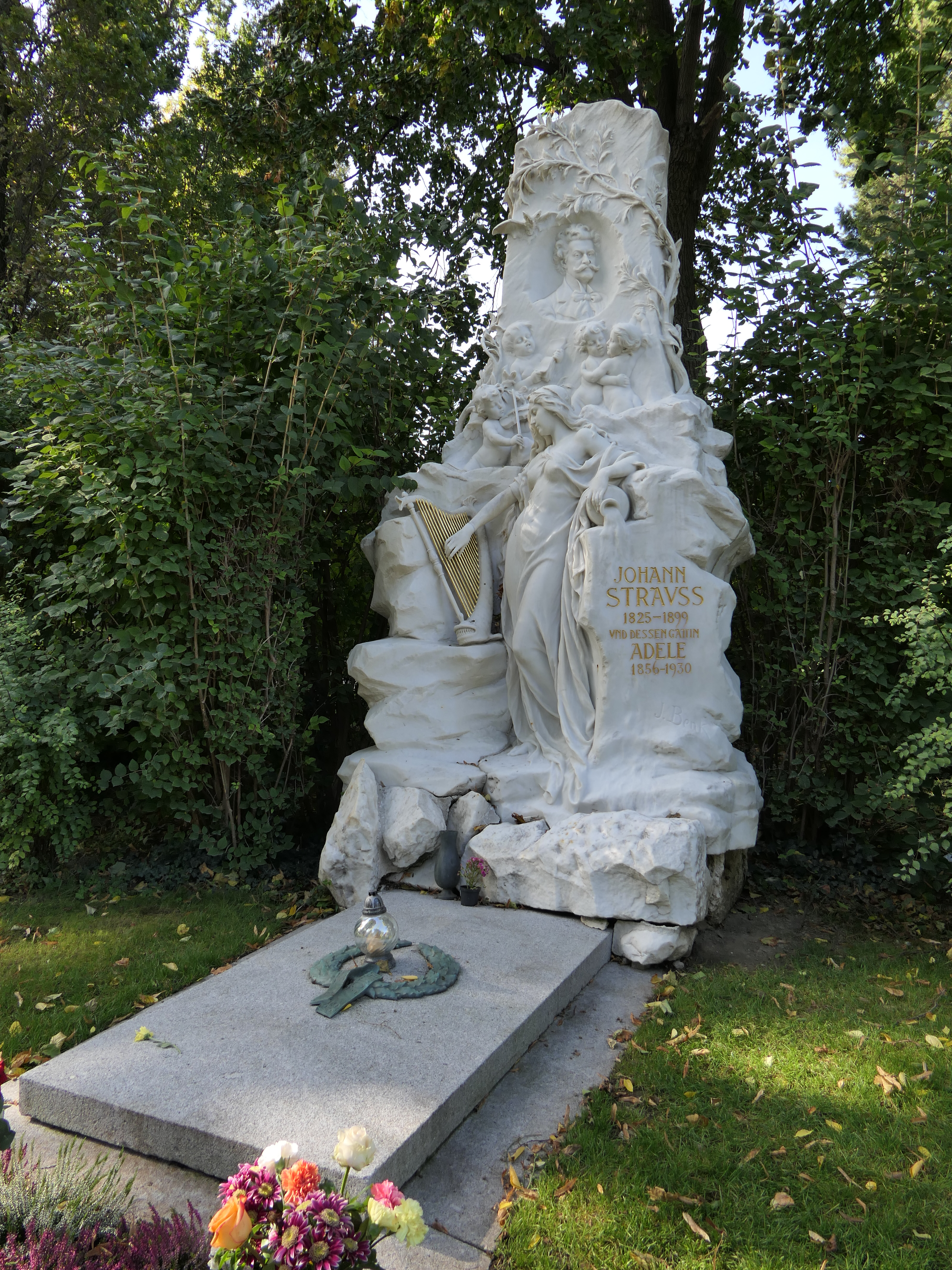
grób Johanna Straussa (syna)
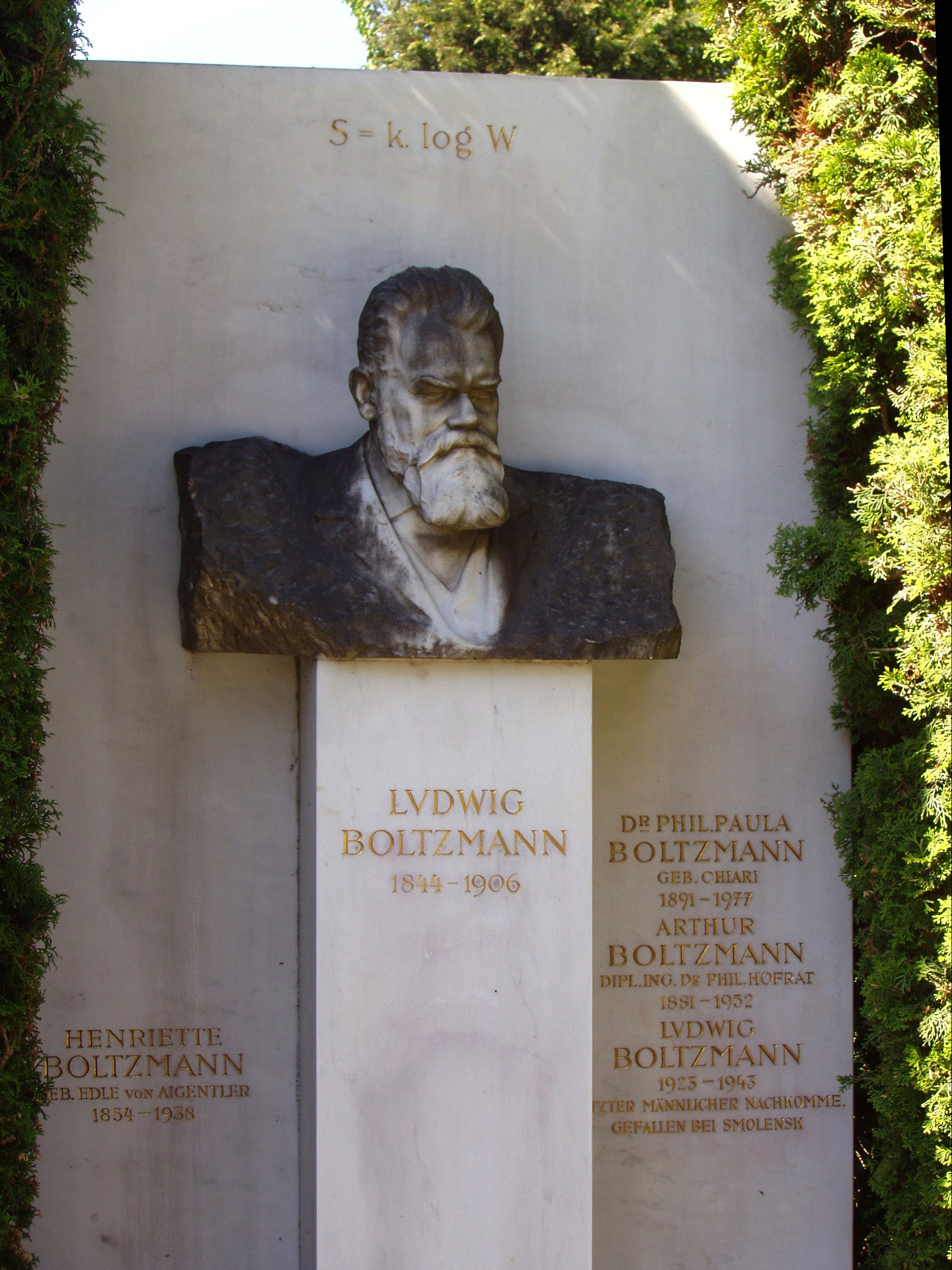
grób Ludwiga Boltzmanna
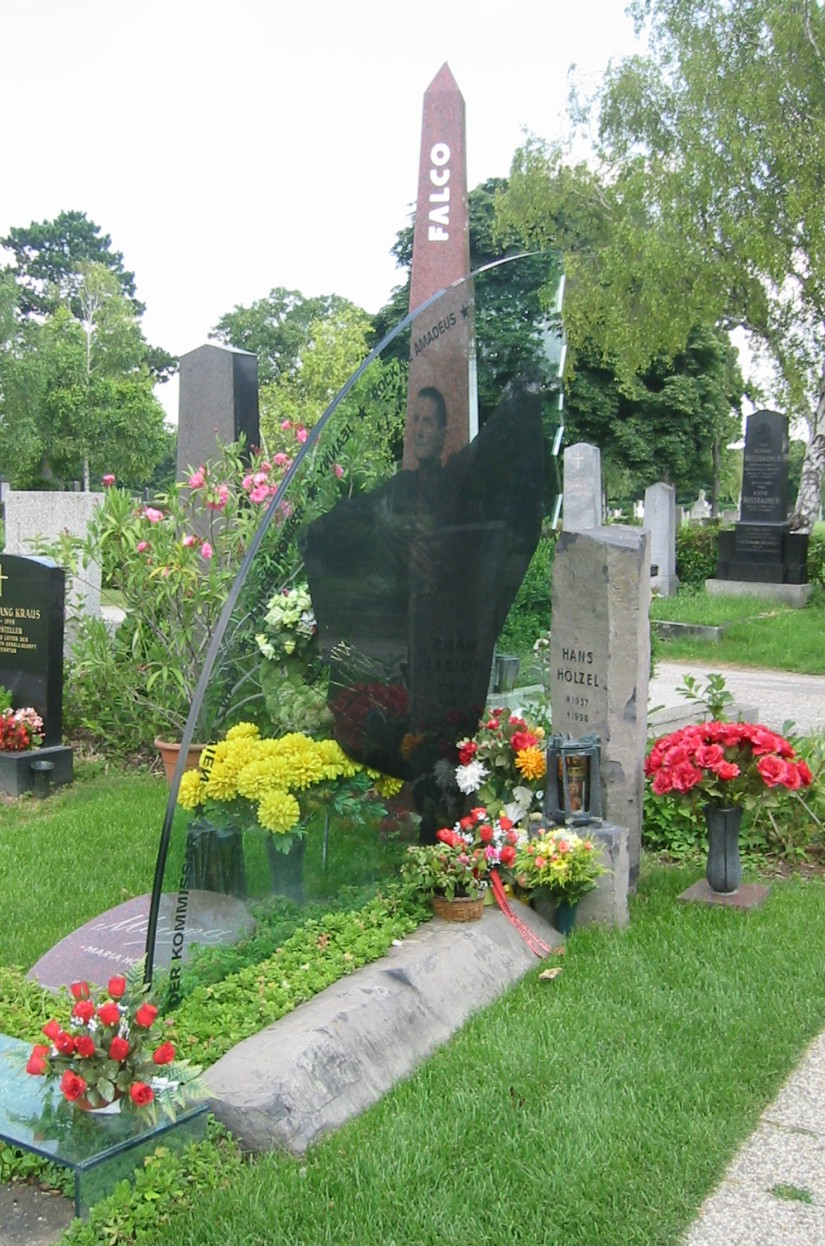
grób Falco
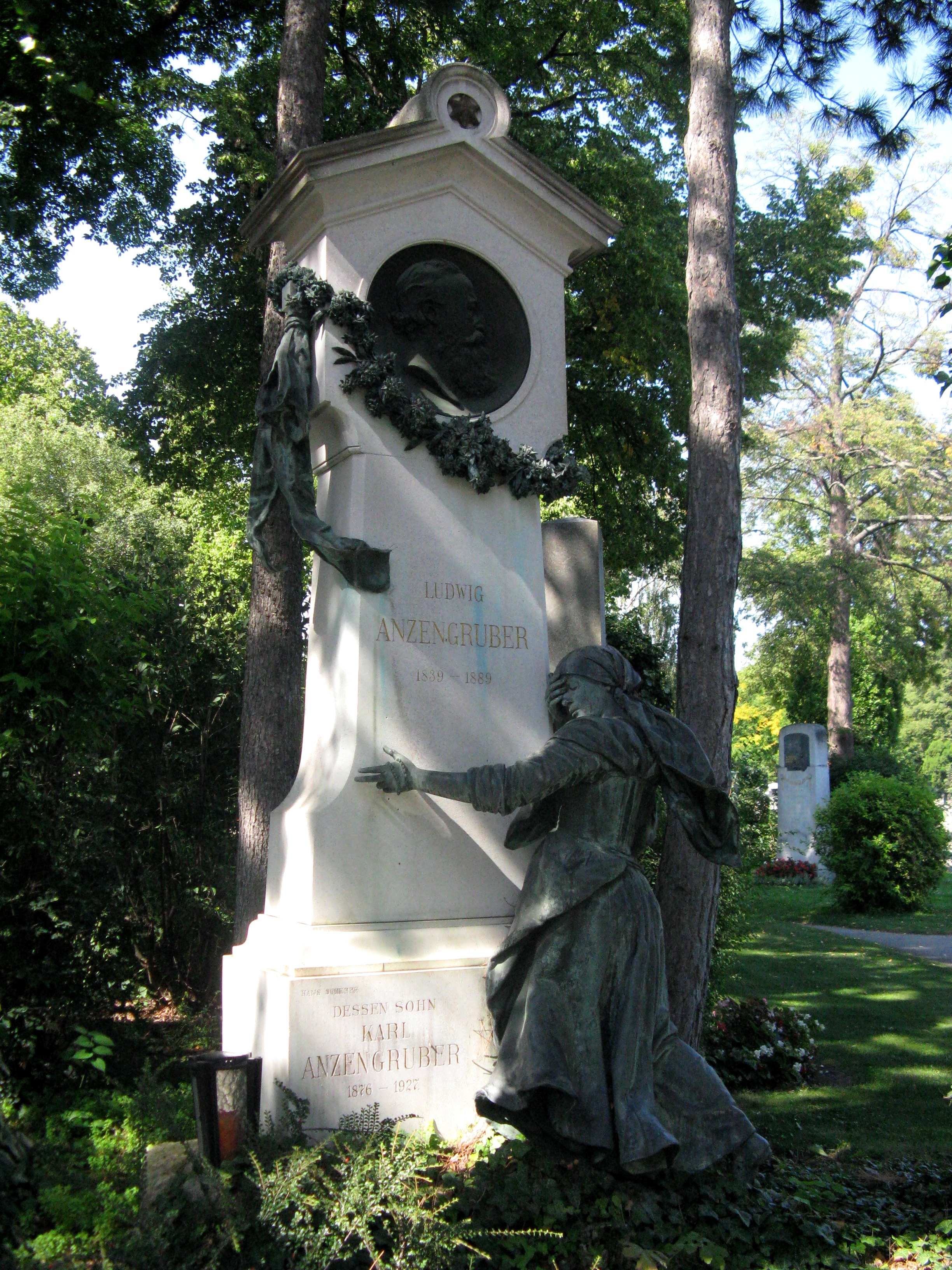
grób Ludwiga Anzengrubera
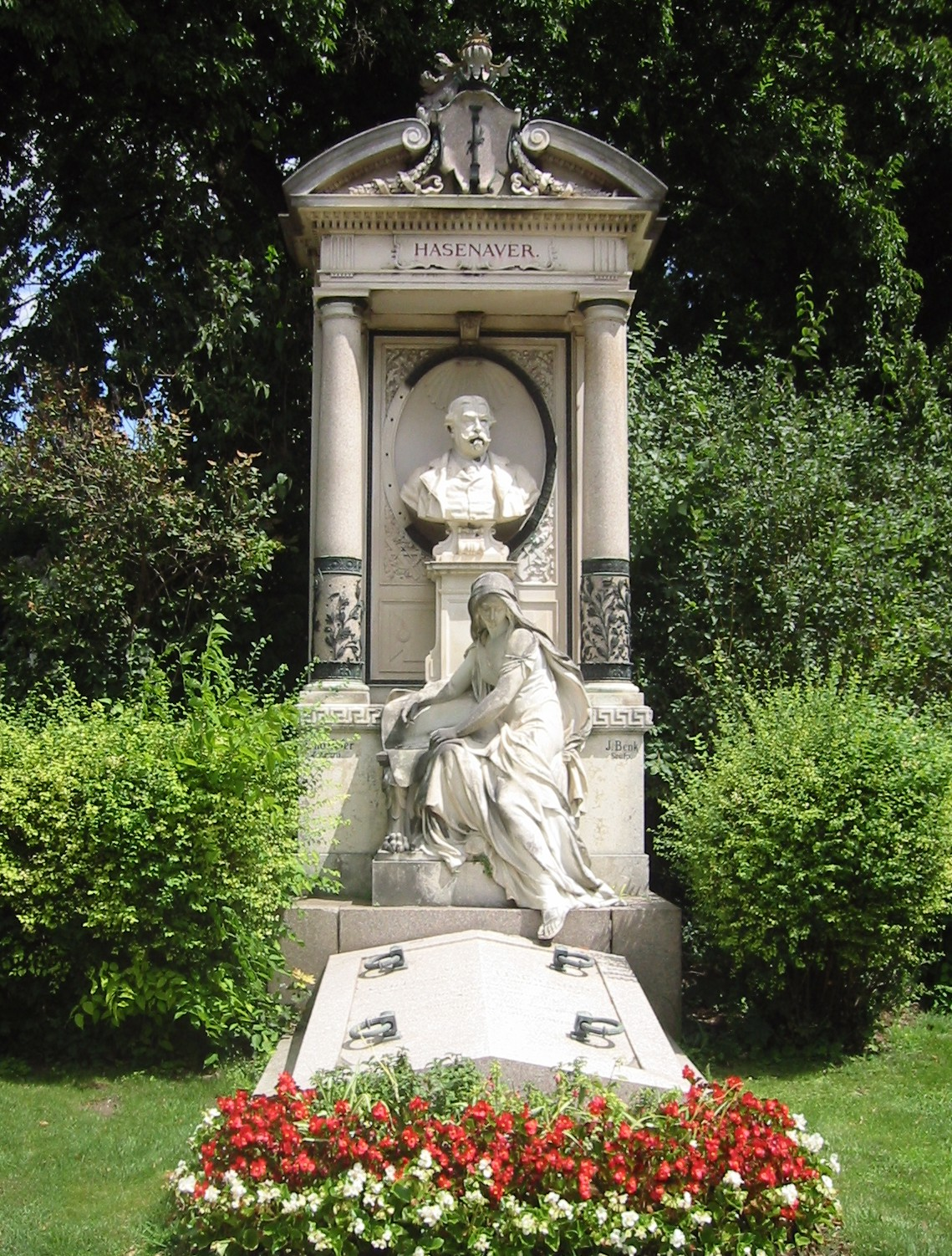
grób Karla von Hasenauera
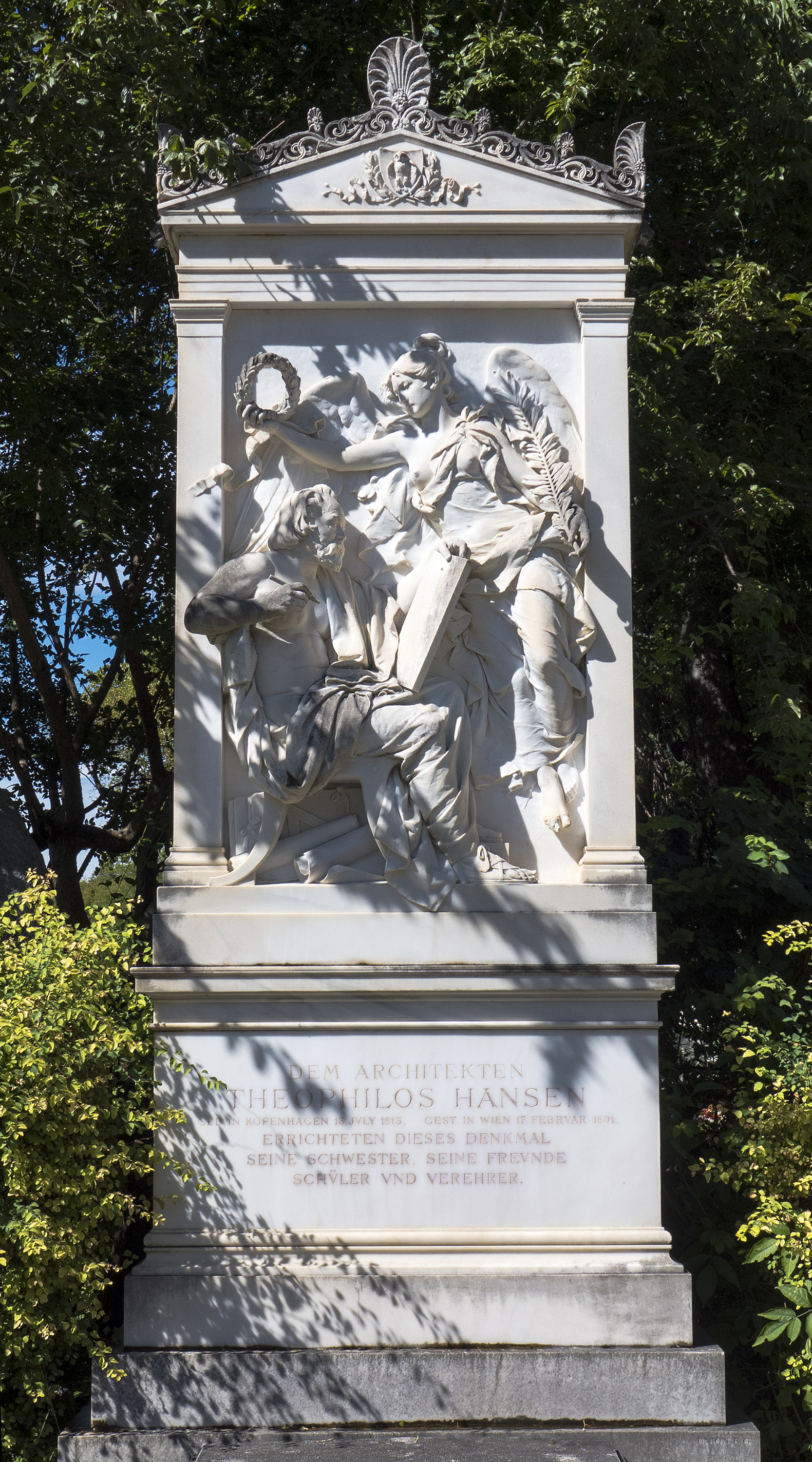
grób Theophila von Hansena
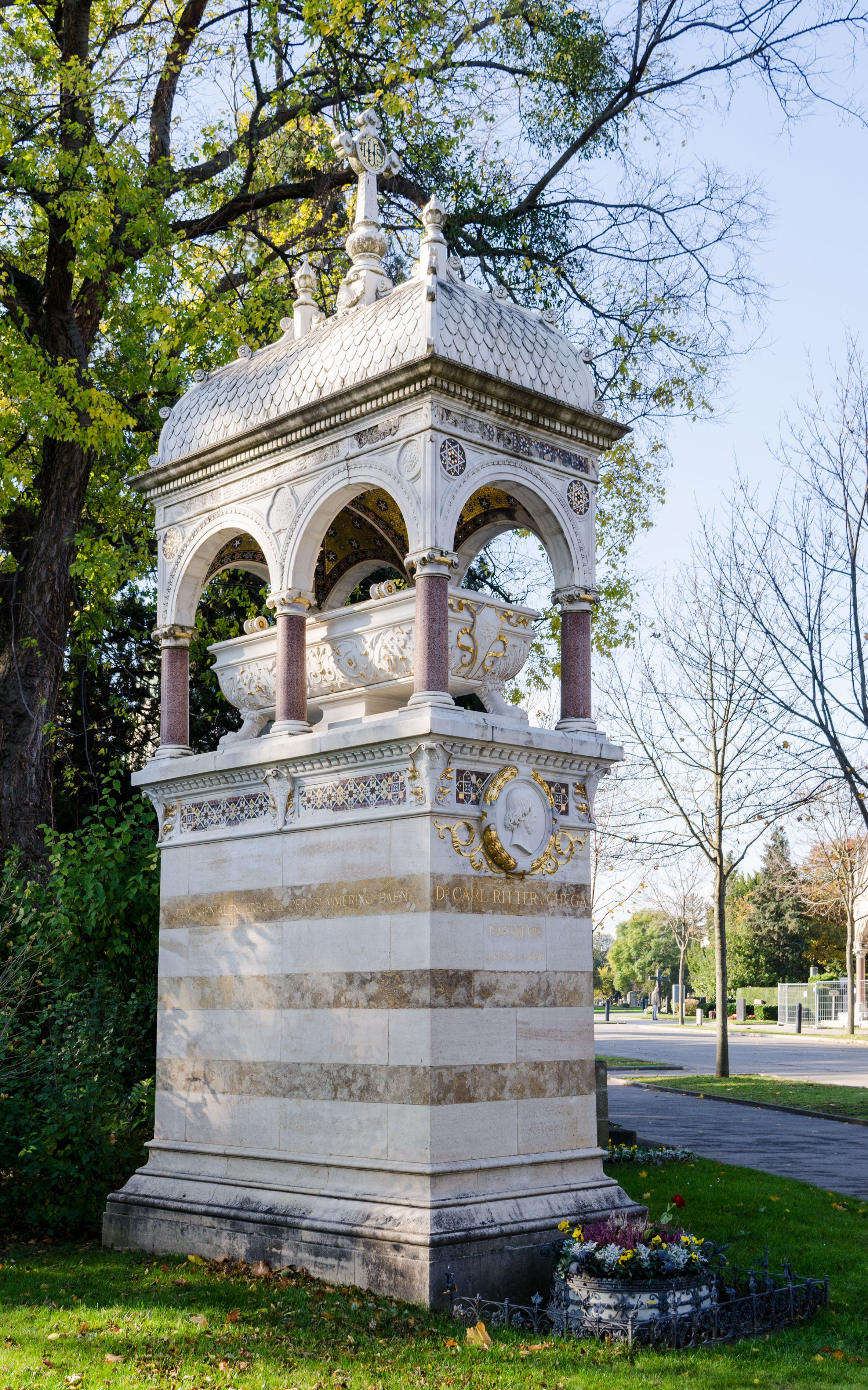
grób Carla von Ghegi
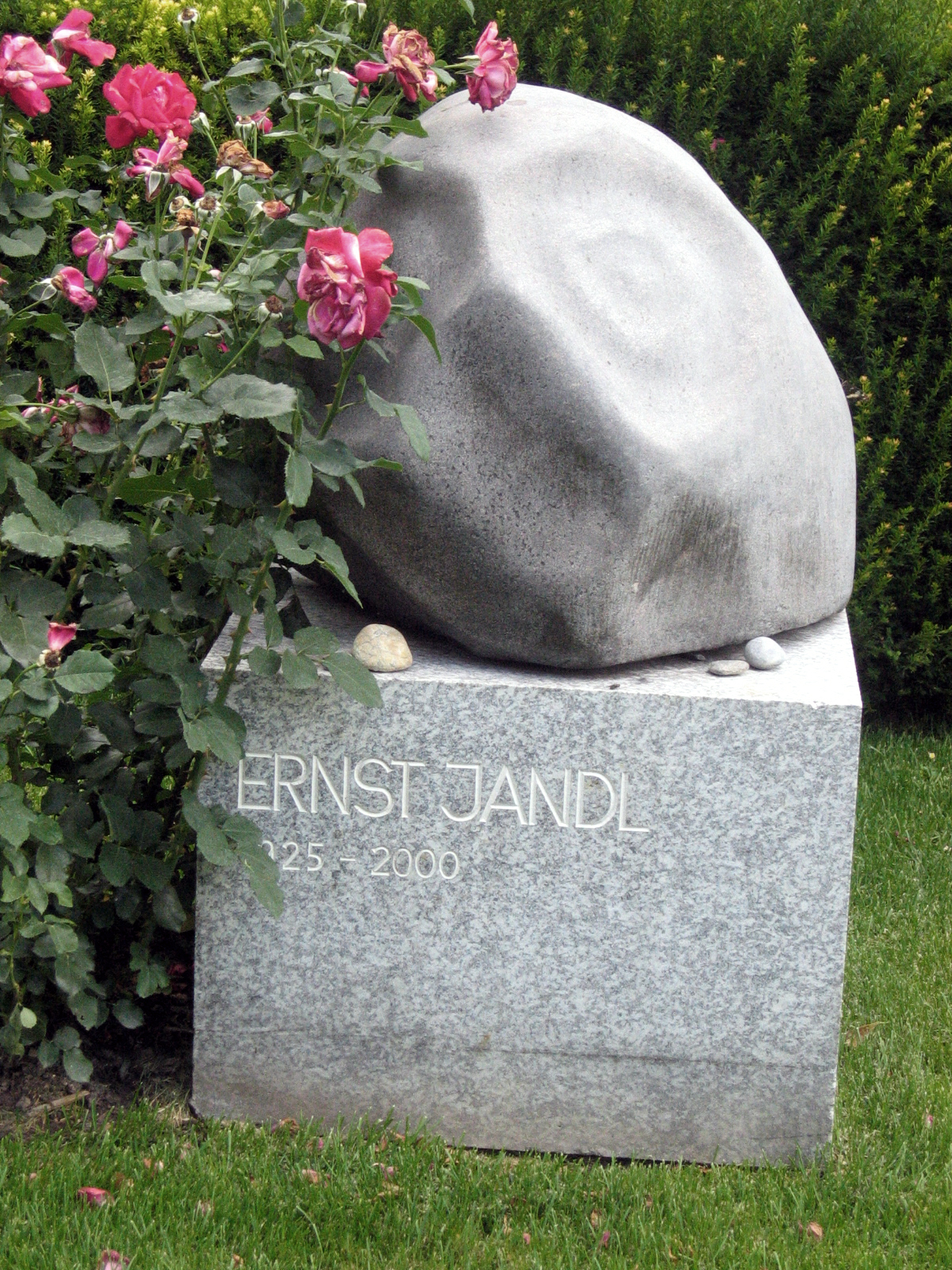
grób Ernsta Jandla
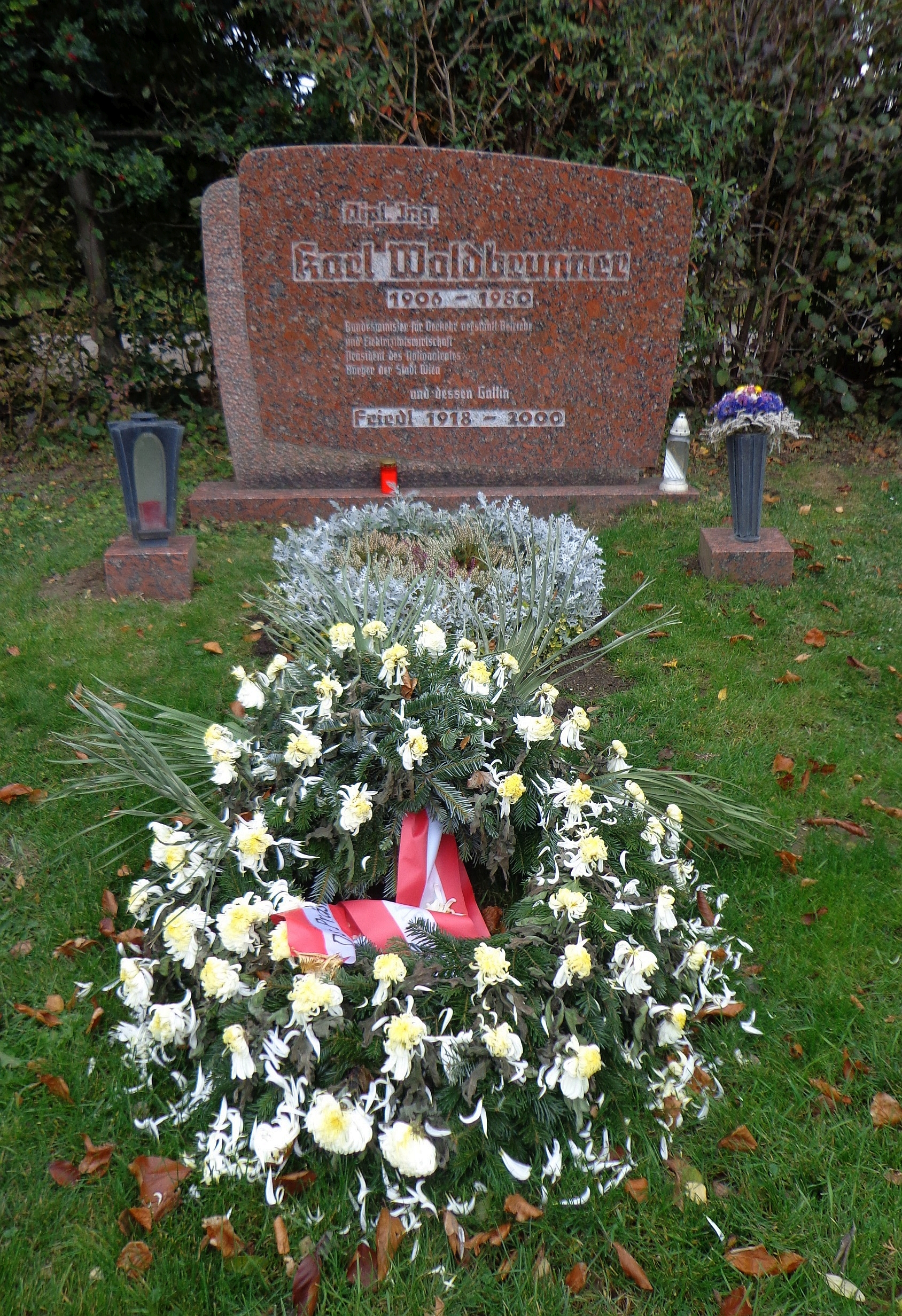
grób Karla Waldbrunnera
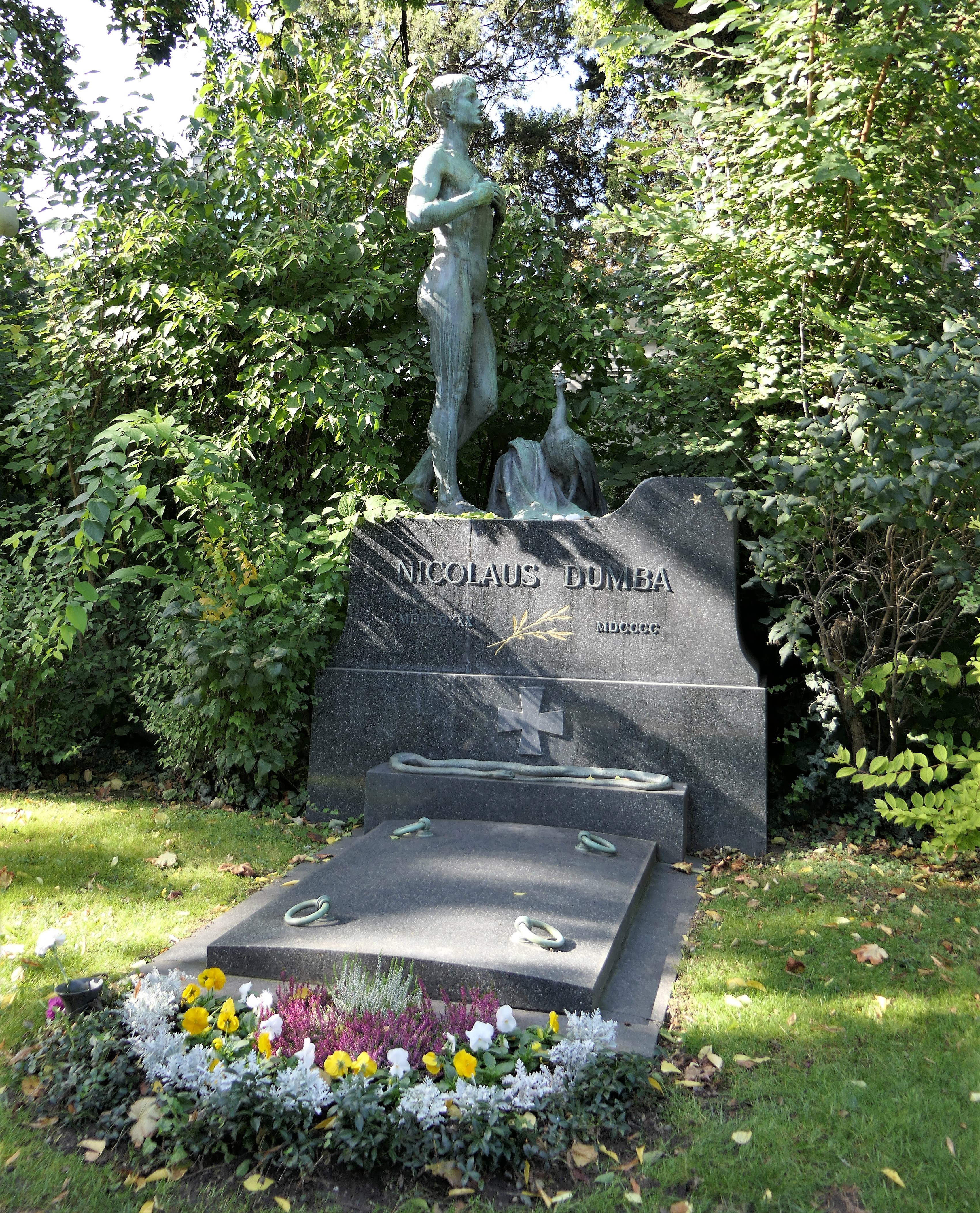
grób Nikolausa Dumby
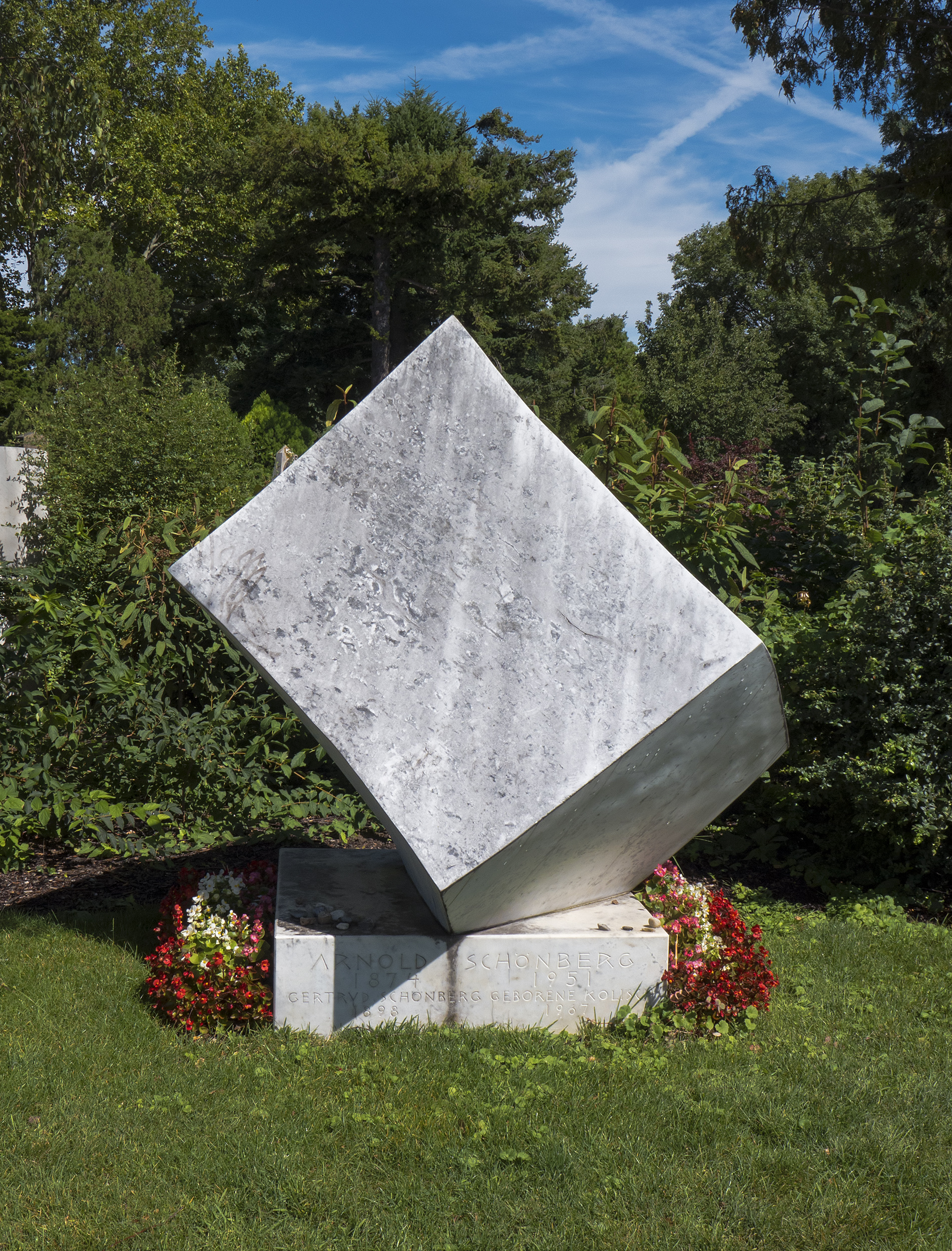
grób Arnolda Schönberga
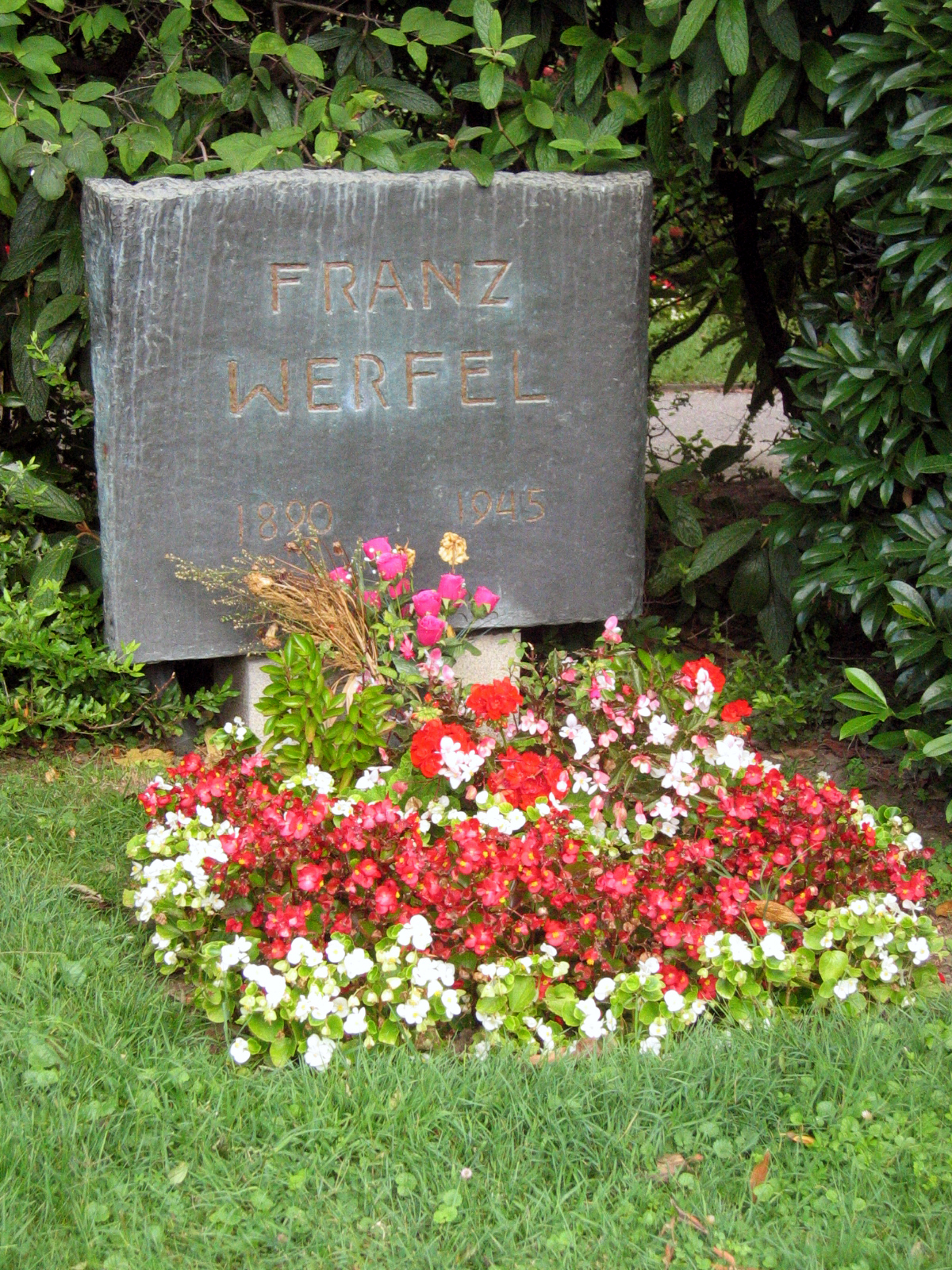
grób Franza Werfela
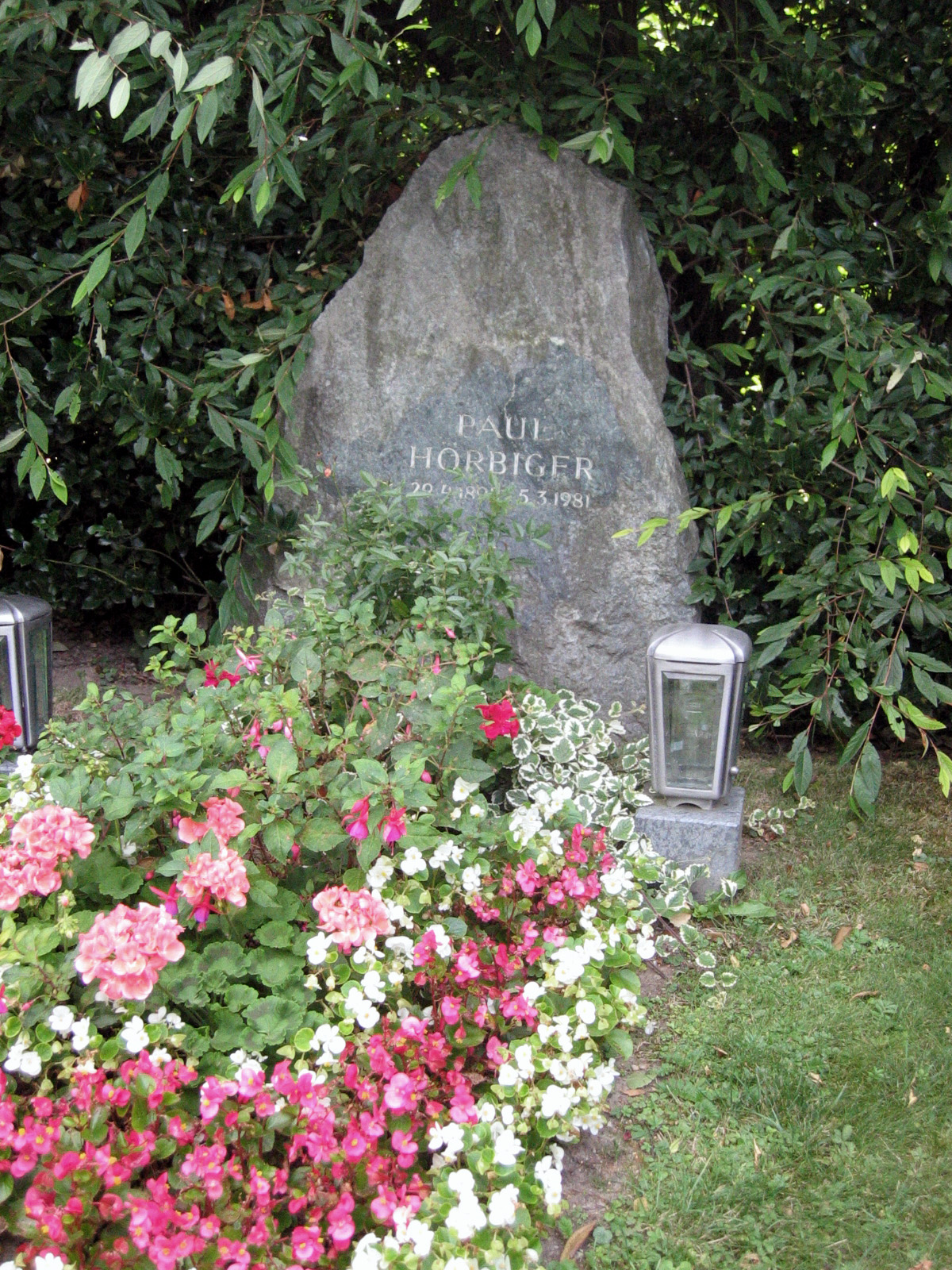
grób Paula Hoerbigera
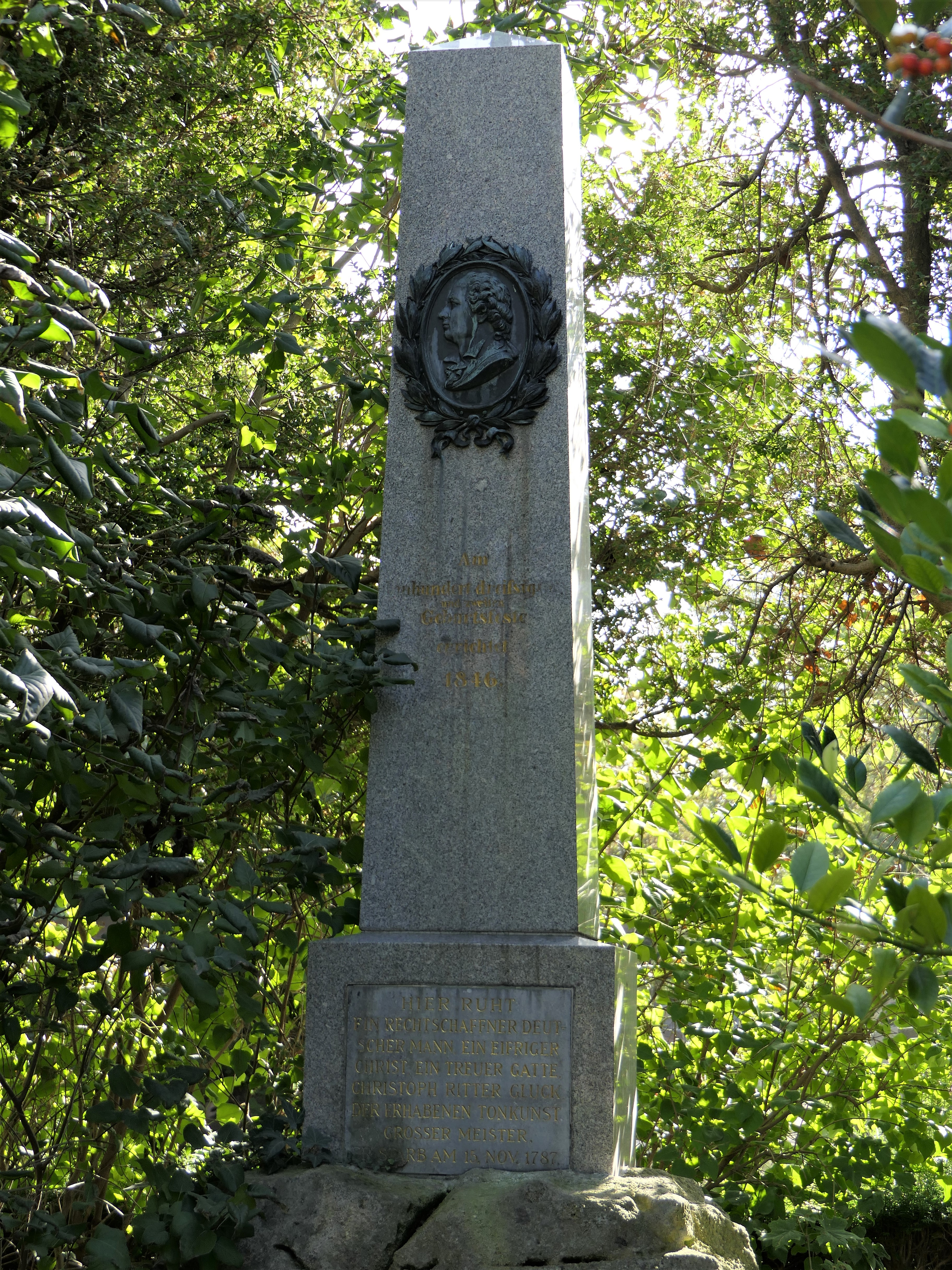
grób Christopha Willibalda Glucka
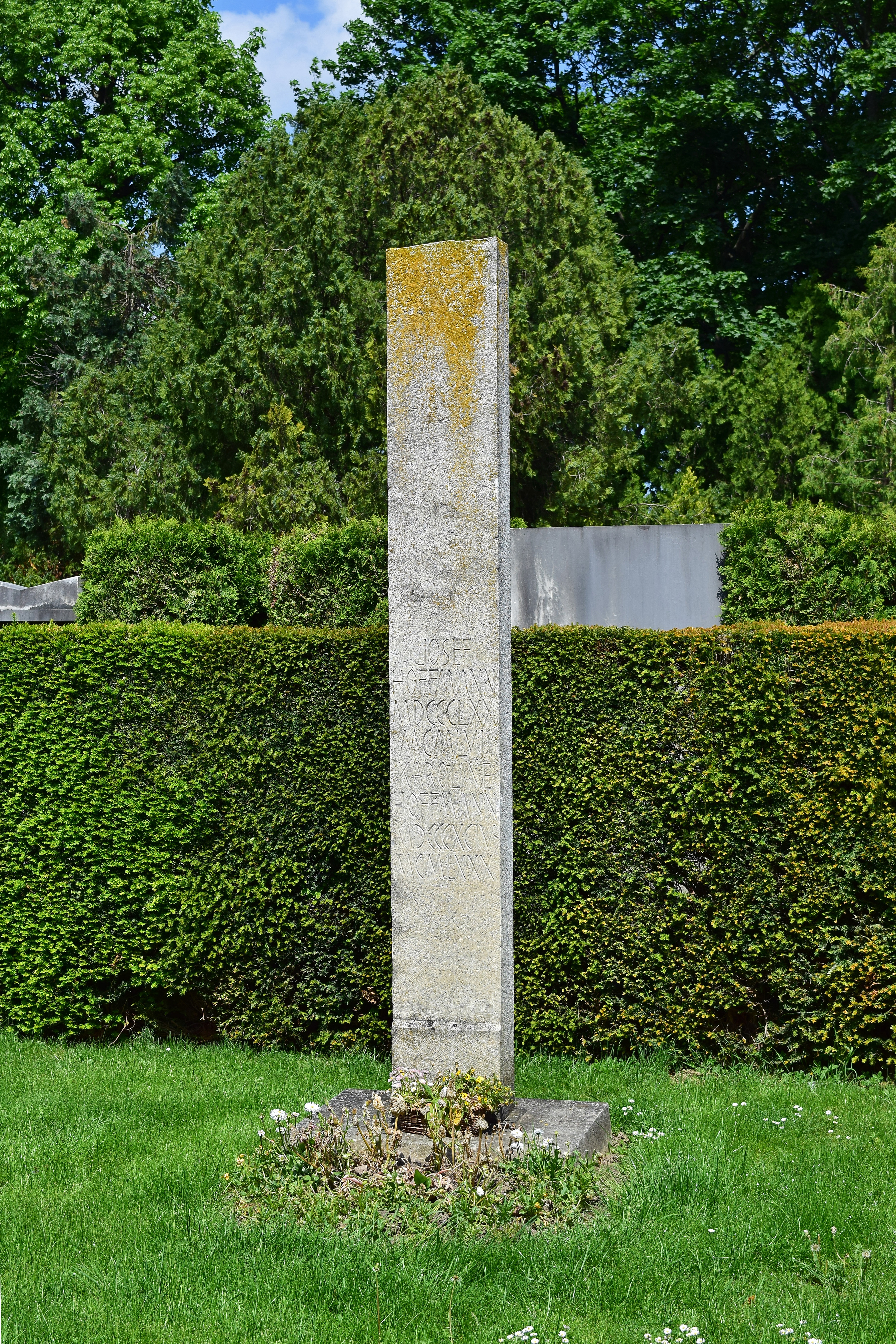
grób Josefa Hoffmanna
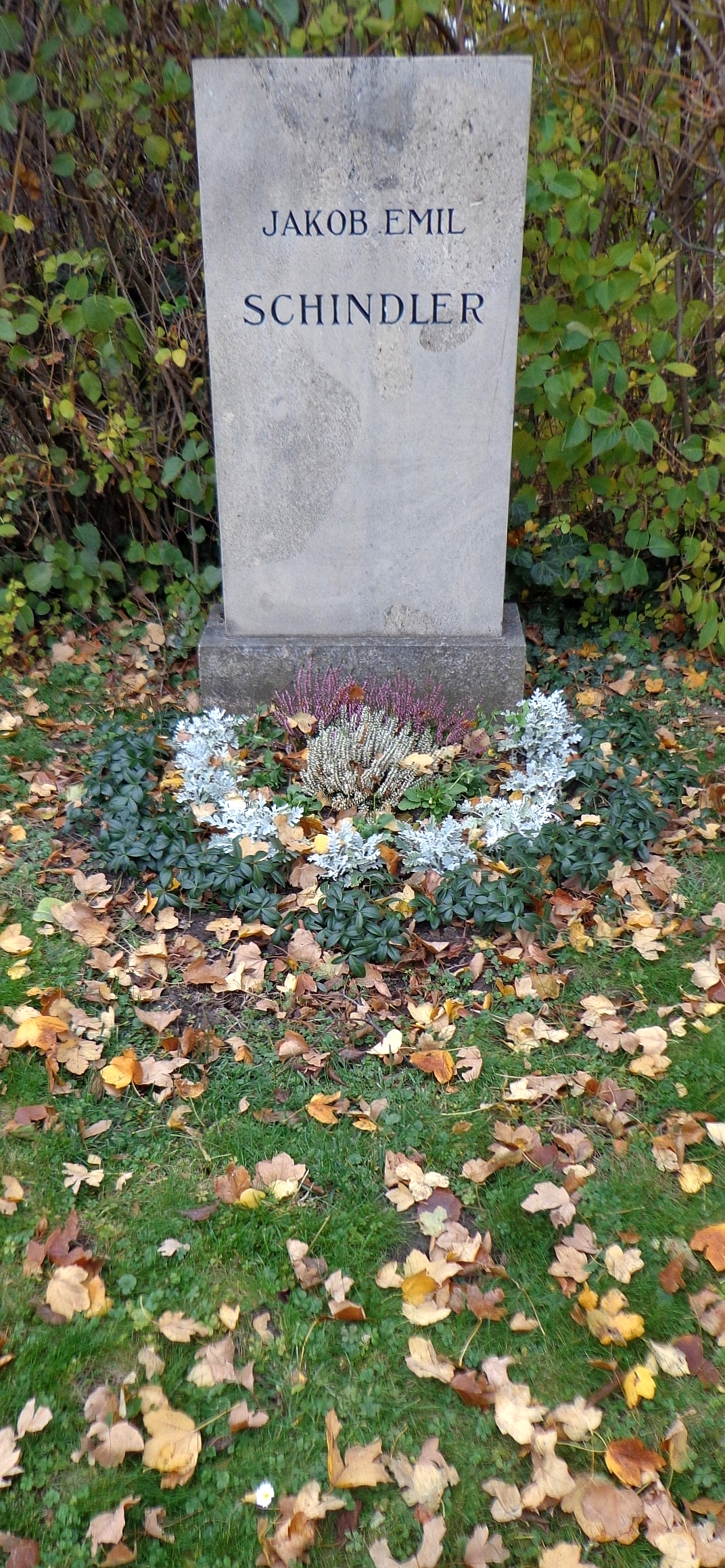
grób Emila Jakoba Schindlera
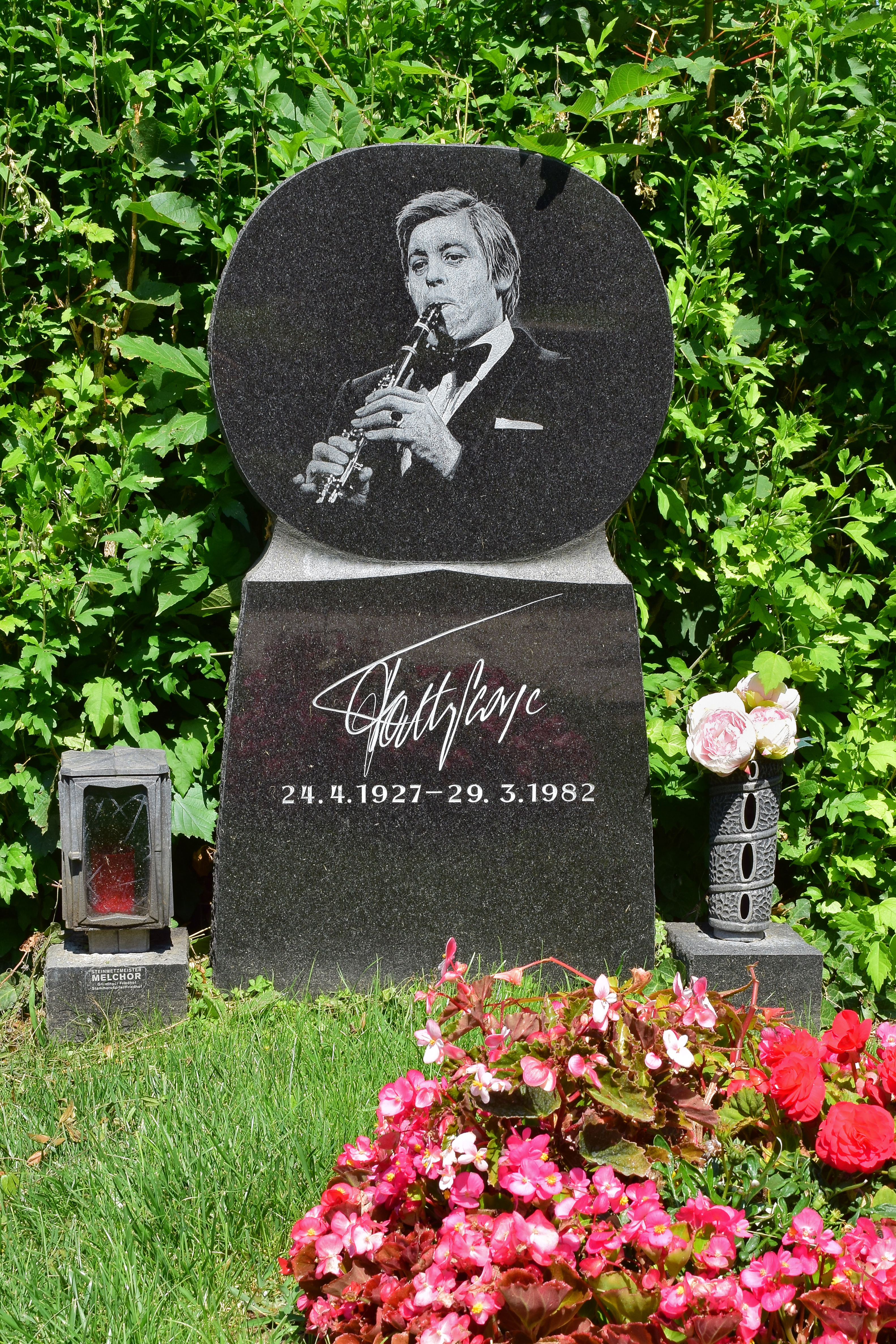
grób Fatty George’a
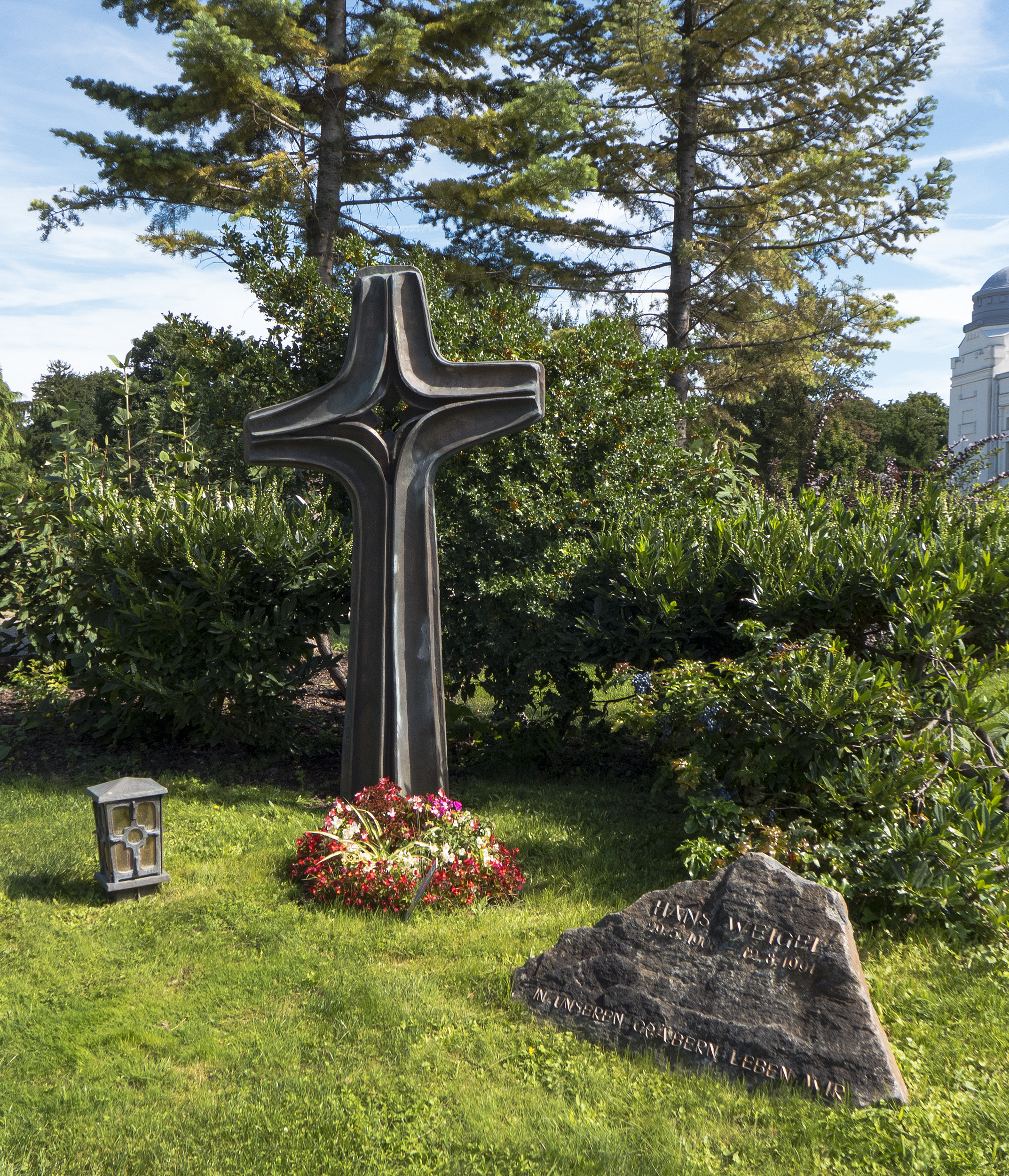
grób Hansa Weigela
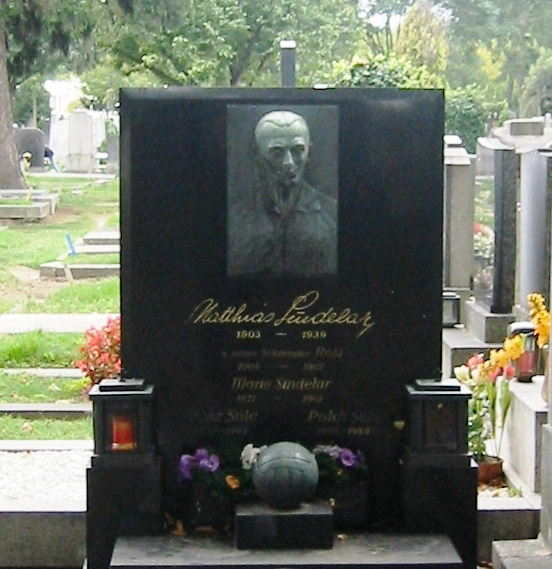
grób Matthiasa Sindelara
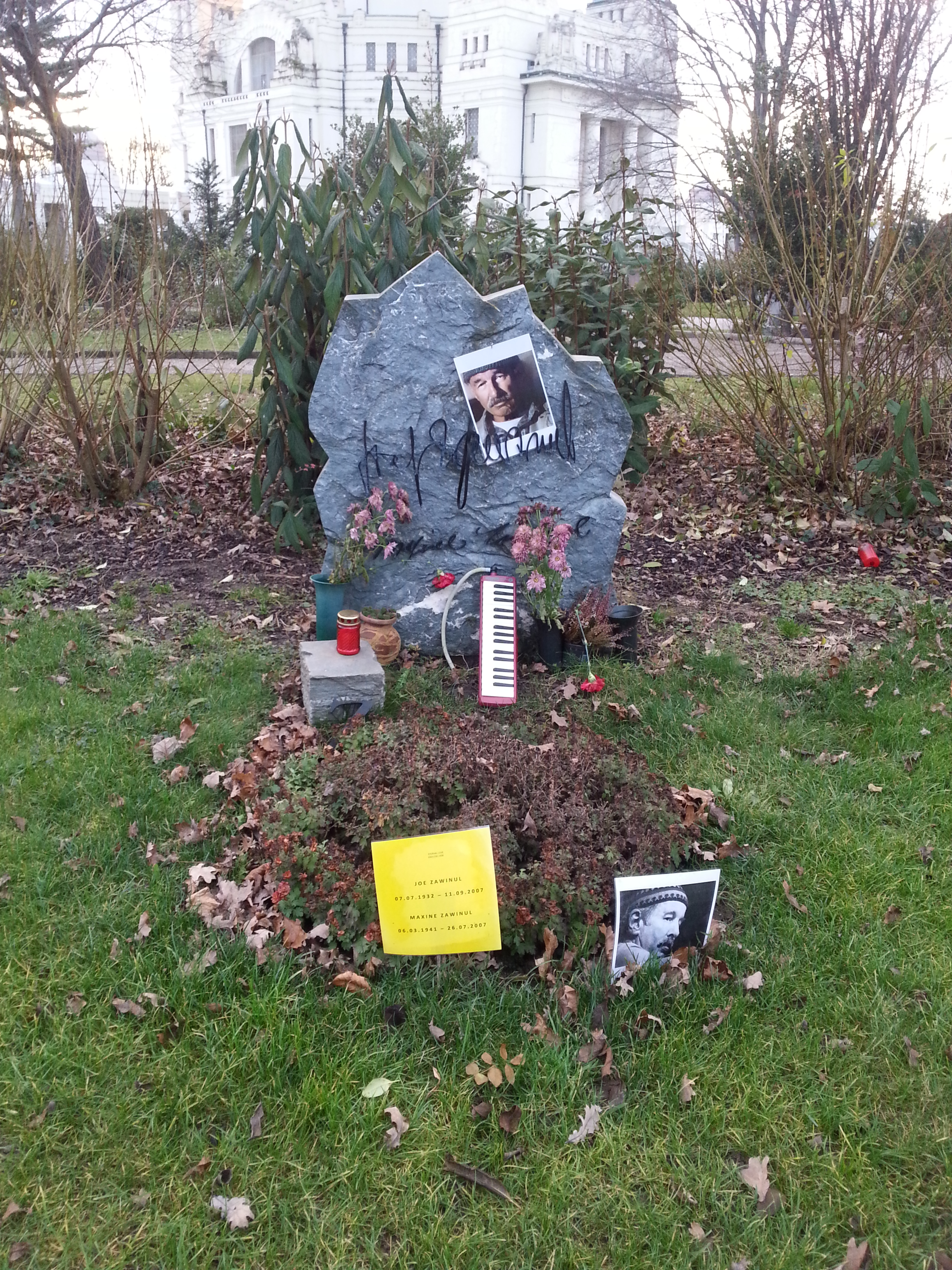
grób Joe Zawinula
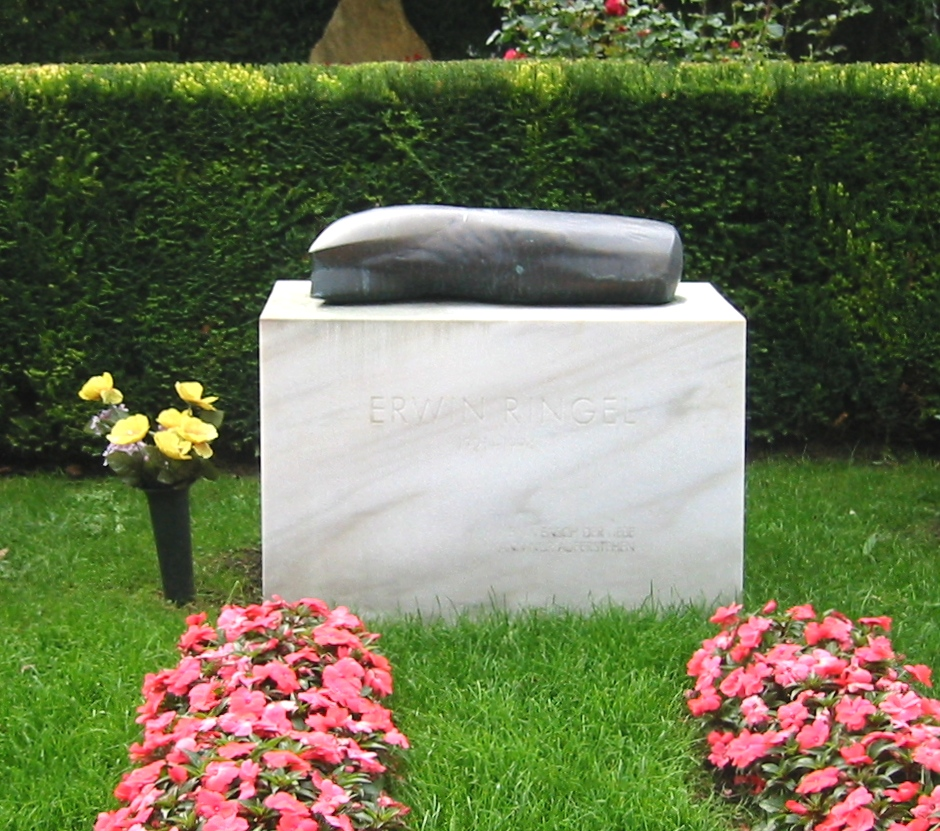
grób Erwina Ringela

## Cmentarze i sektory wyznaniowe na Cmentarzu Centralnym

### Stary i nowy cmentarz żydowski

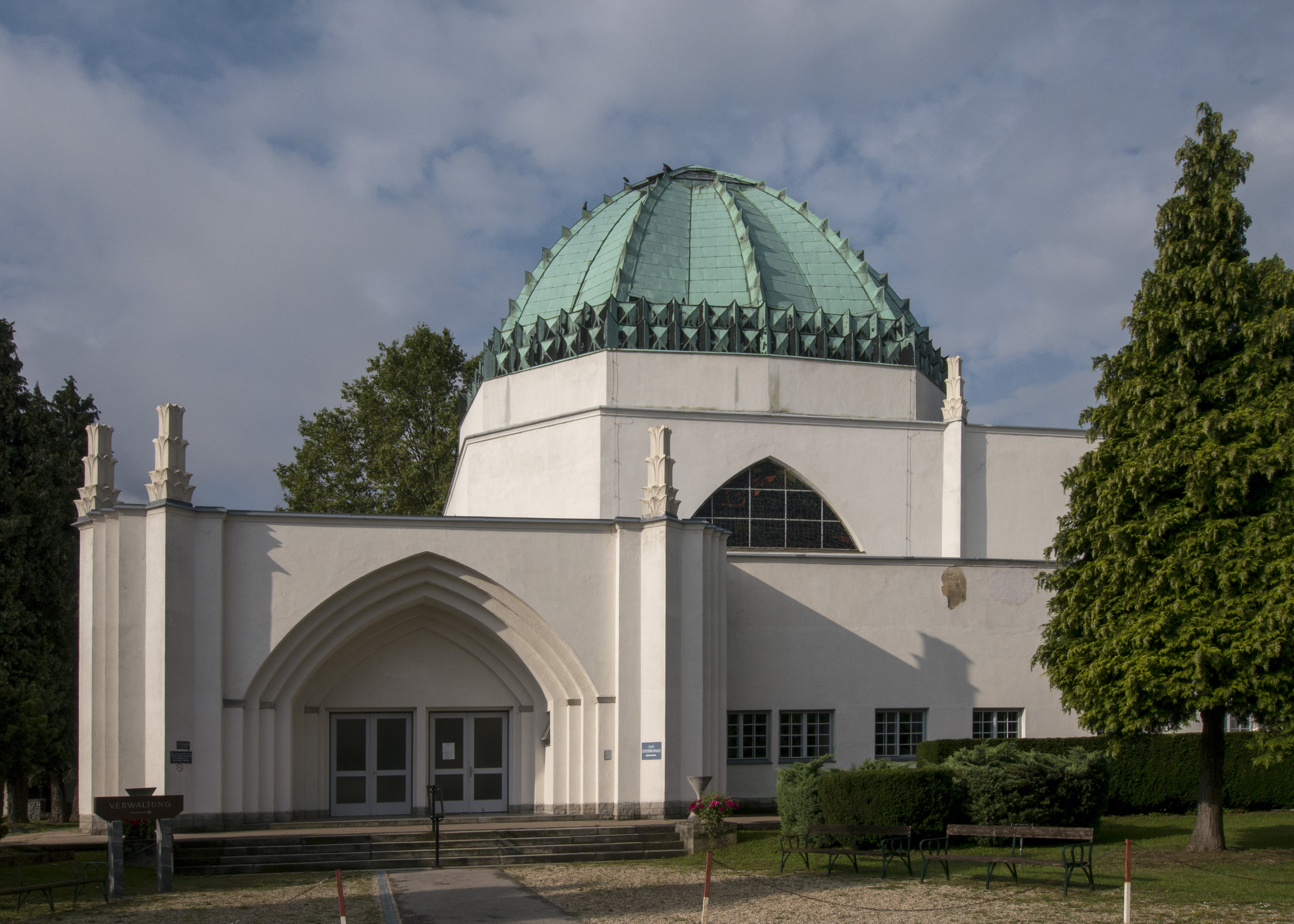
Odbudowana Sala Ceremonii na Nowym Cmentarzu Żydowskim

Stanowią największe cmentarze wyznaniowe na Cmentarzu Centralnym. Było to odzwierciedlenie faktu, że społeczność żydowska była w Wiedniu największą po katolikach społecznością wyznaniową. Wydzielony cmentarz żydowski (tzw. stary) powstał w 1879, pięć lat po założeniu Cmentarza Centralnego. Zajmuje obszar 260 000 m² i został nabyty przez wiedeńską gminę żydowską z kwotę 60 000 guldenów w 1877. Dwa lata później pow wybudowaniu Sali Ceremonii rozpoczęły się pochówki. Położony jest w zachodniej części cmentarza. Obejmuje sektory 5 B, 6, 7, 19, 20, 49, 50, 51, 52, 52 A, 53 B, 76. Wejść można do niego od północy przez bramę nr 1 (od ulicy Simmering), a od południa bramami 11 i 12 przy stacji kolejowej Zentralfriedhof. Przy bramie nr 1 znajdowała się dziś nieistniejąca sala ceremonii pogrzebowych (wysadzona przez nazistów podczas Nocy Kryształowej w 1938). Na cmentarzu pochowana została elita żydowska dziewiętnastowiecznego Wiednia. Znajdują się tu m.in. groby Isaka Mannheimera, Arthura Schnitzlera, Friedricha Torberga, Gerharda Bronnera i Viktora Frankla. W południowej części w sektorze 76 znajduje się cmentarz żołnierzy żydowskich z okresu I wojny światowej wraz z Mauzoleum bohaterów armii austro-węgierskiej. W 1916 powodu braku miejsca na nowe pochówki otwarto osobny Nowy Cmentarz Żydowski we wschodniej części Cmentarza Centralnego, wejście do niego znajduje przez 4 bramę (od ulicy Simmering). W latach 1926–1928 wybudowano na nim nową salę ceremonii pogrzebowych zaprojektowaną przez architekta Ignaza Reisera (1863–1940). Podobnie jak na cmentarzu starym została zniszczona przez nazistów podczas Nocy Kryształowej w 1938. Spośród znaczniejszych osobistości jest tu pochowany m.in. Otto Soyka. W okresie rządów nazistowskich, a potem także nalotów bombowych w 1945 cmentarze, a szczególnie stary zostały poważnie zniszczone – na tym ostatnim przestało istnieć około 3000 grobów. Następne dziesięciolecia przyniosły kolejne szkody. Od 1991 stowarzyszenie „Schalom” prowadzi na cmentarzu starym szerokie prace konserwacyjne, w ramach których zaczęto rekonstruować zniszczone groby i odtwarzać inskrypcje grobowe.

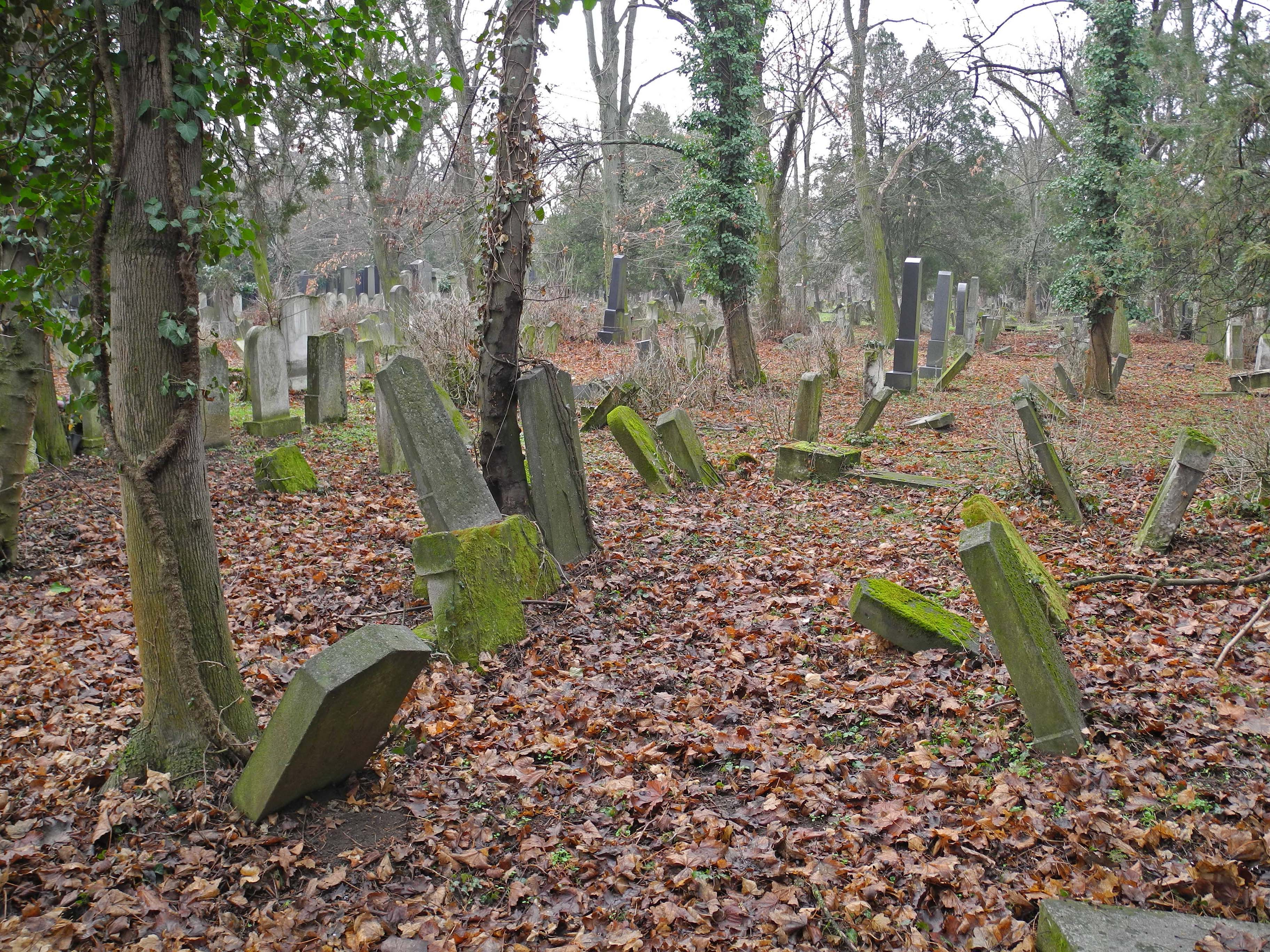
Stary Cmentarz Żydowski – 01
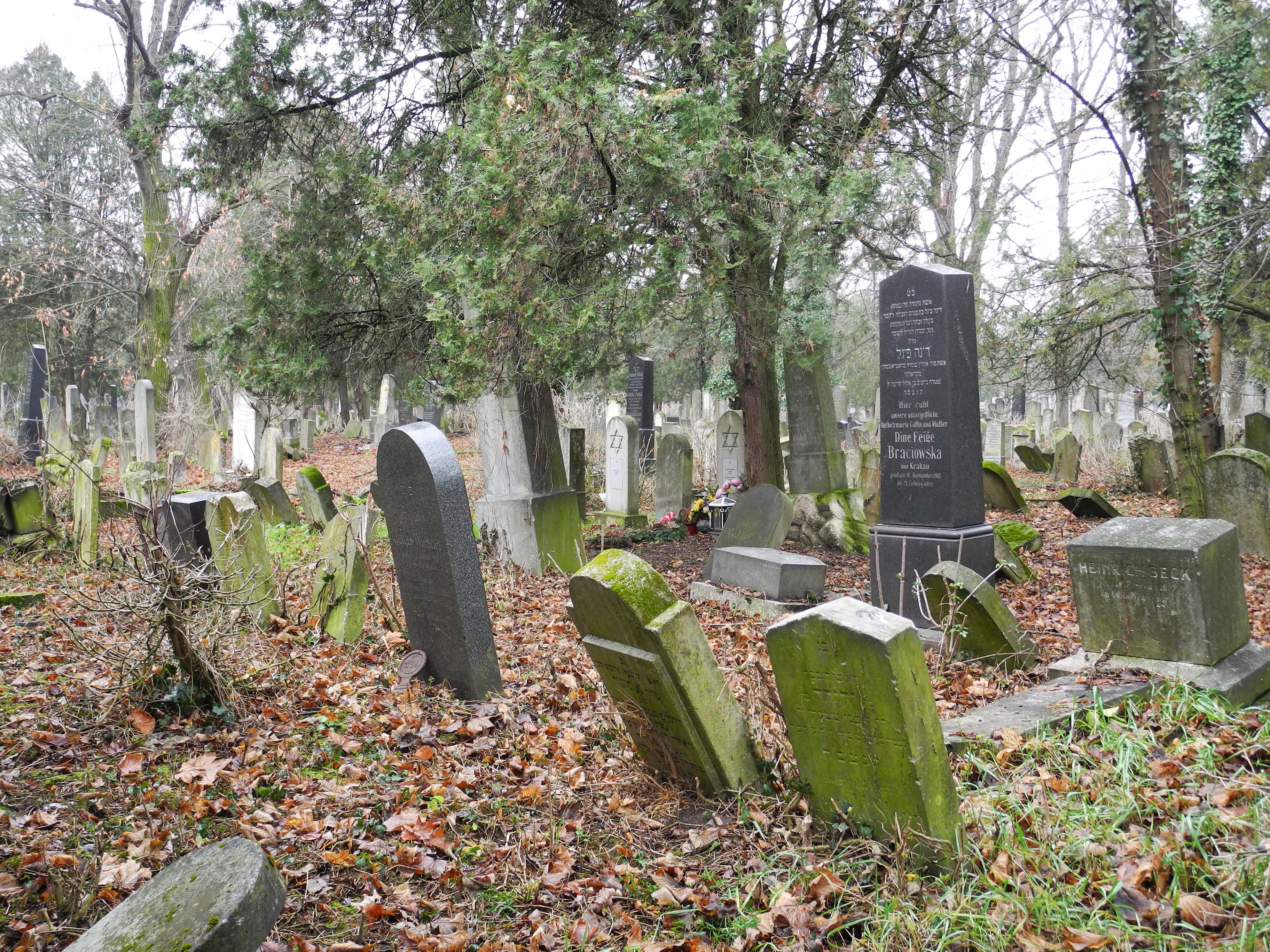
Stary Cmentarz Żydowski – 02
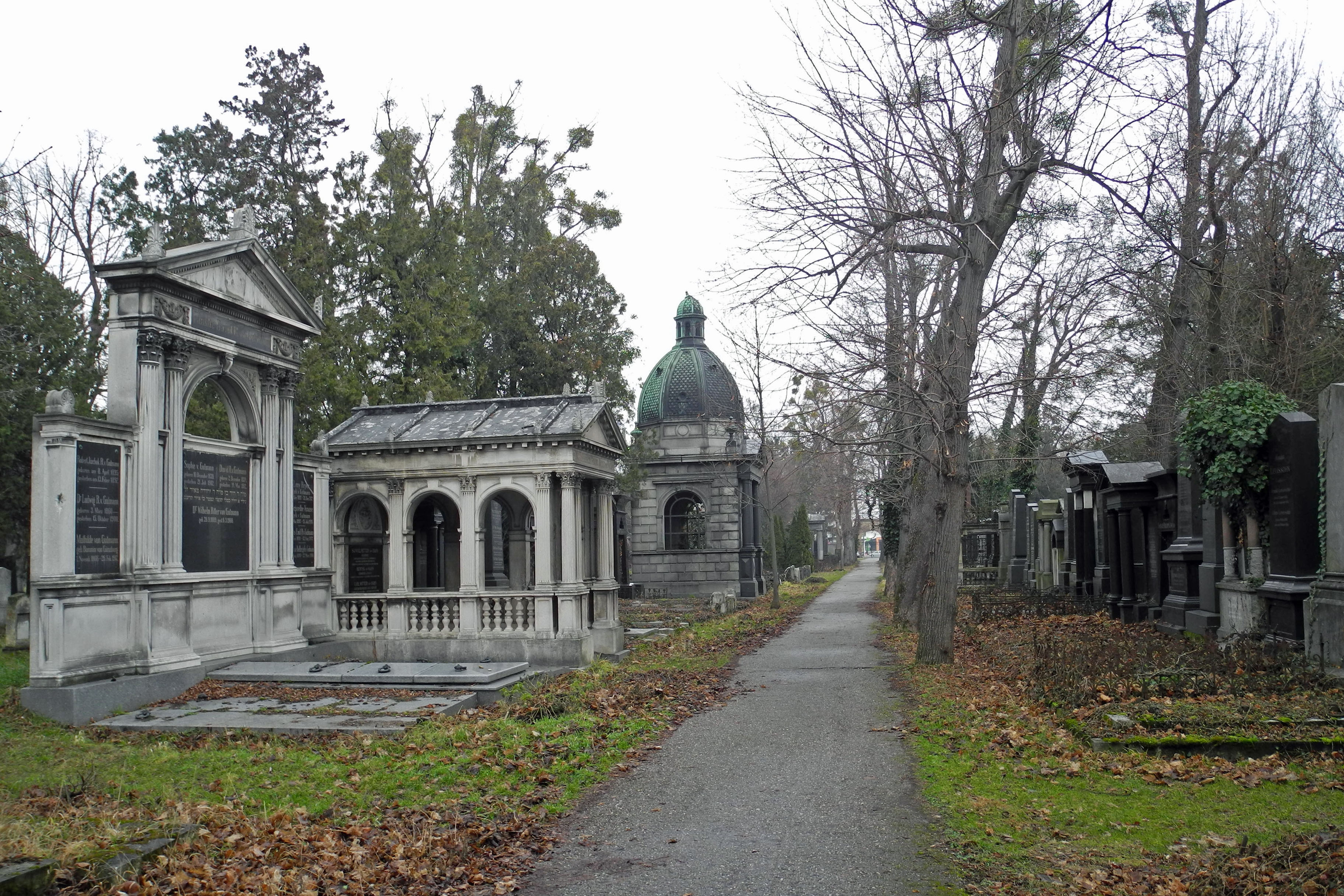
Stary Cmentarz Żydowski – 03
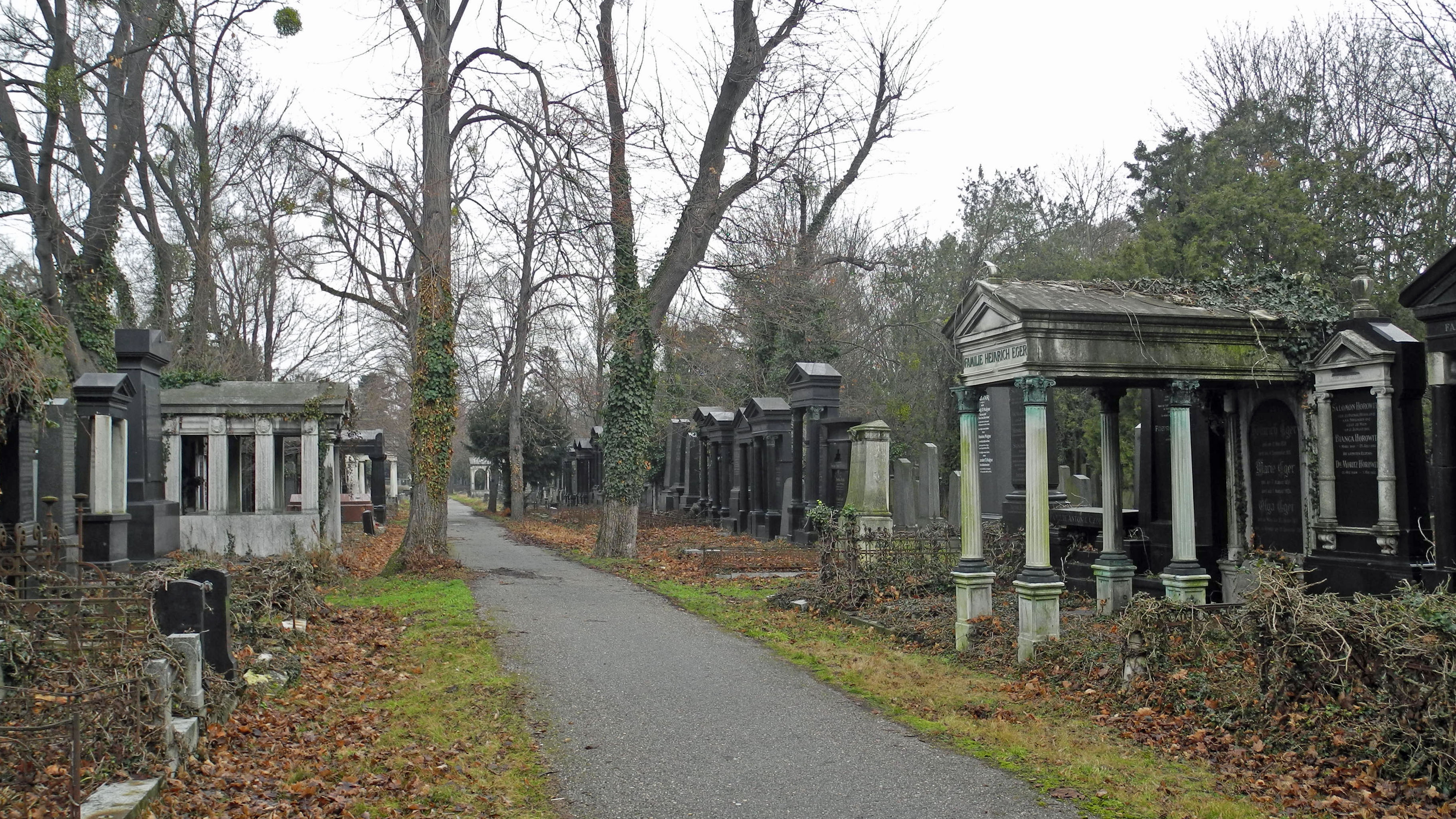
Stary Cmentarz Żydowski – 04
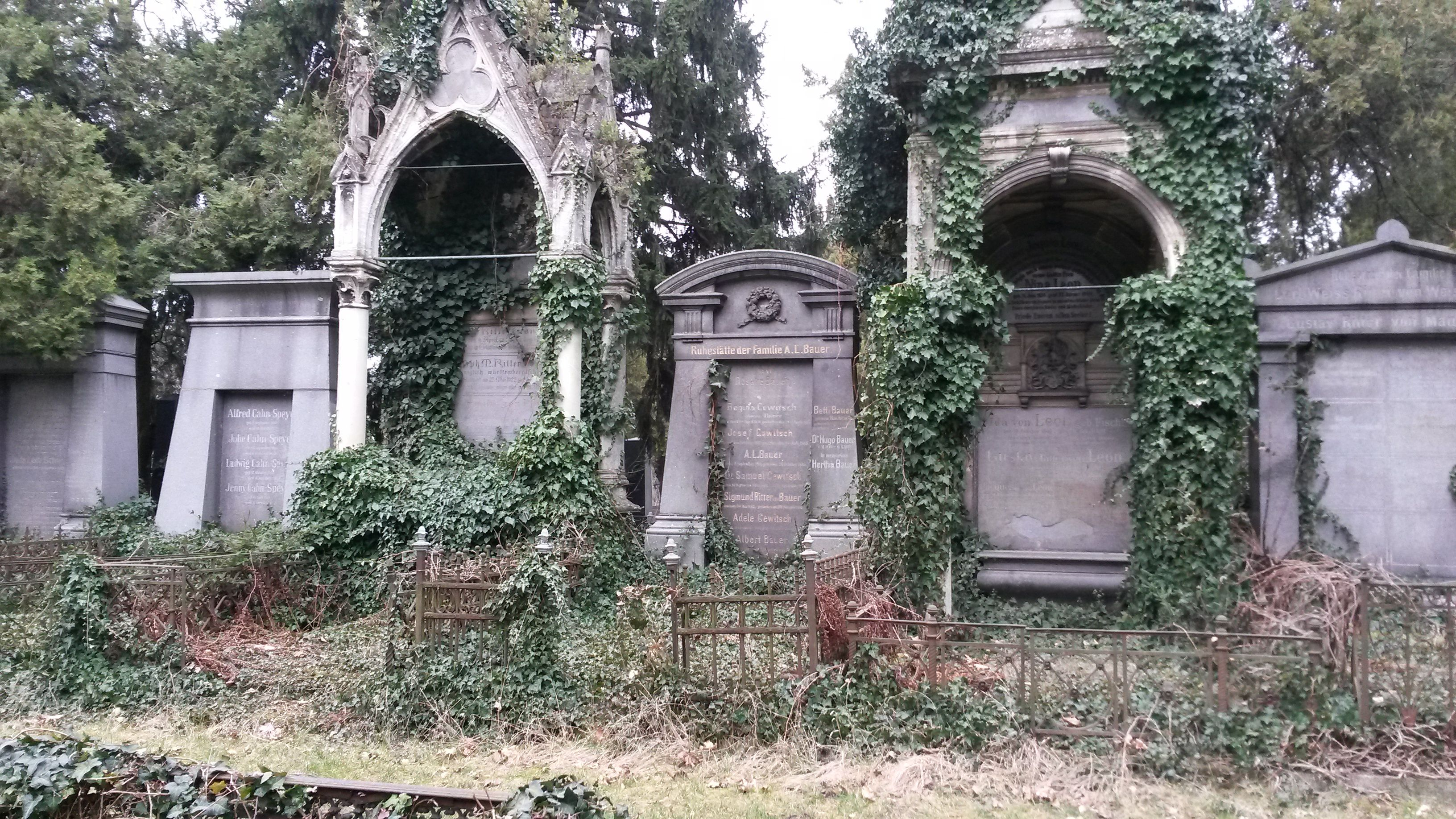
Stary Cmentarz Żydowski – 05
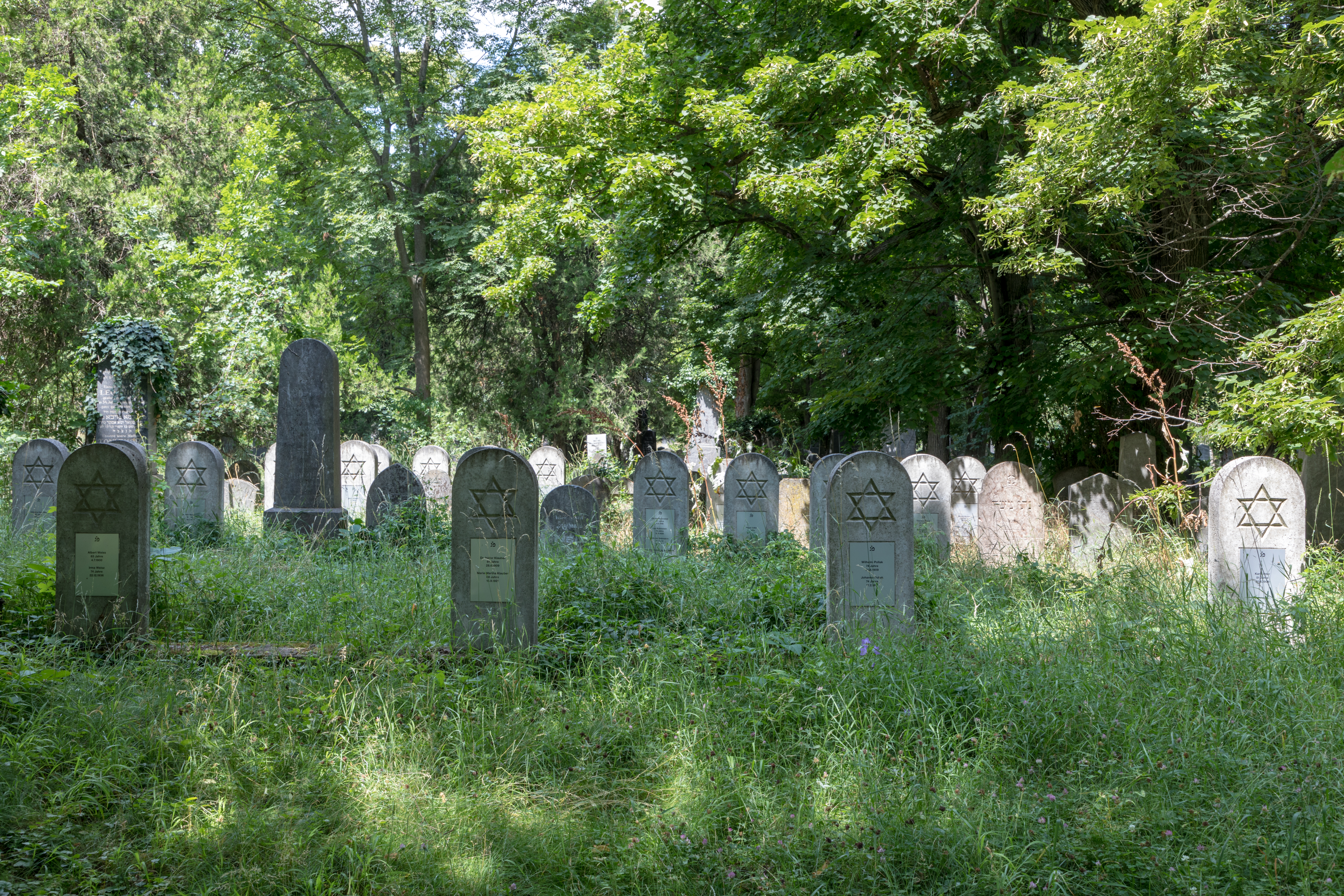
Stary Cmentarz Żydowski – 06
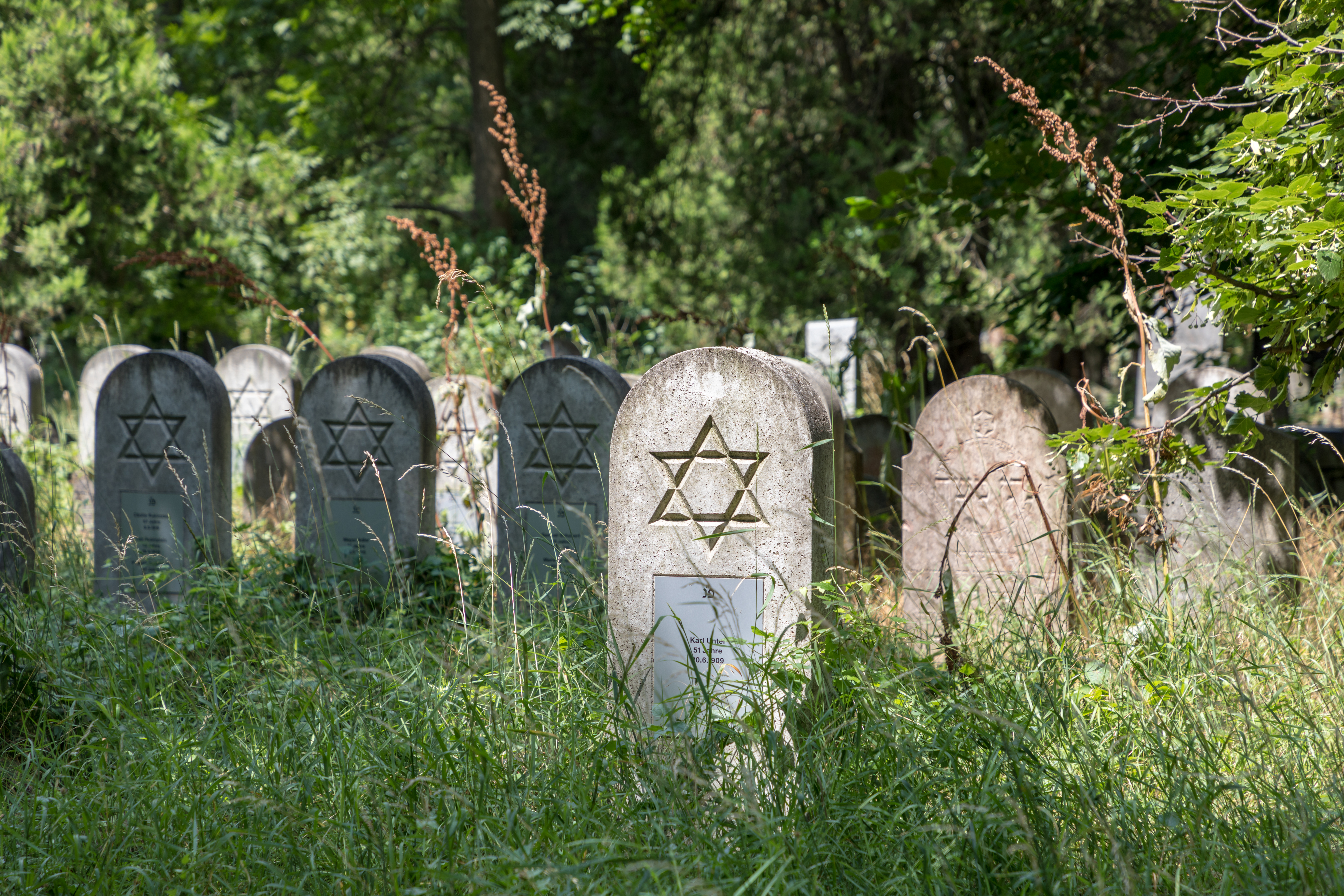
Stary Cmentarz Żydowski – 07
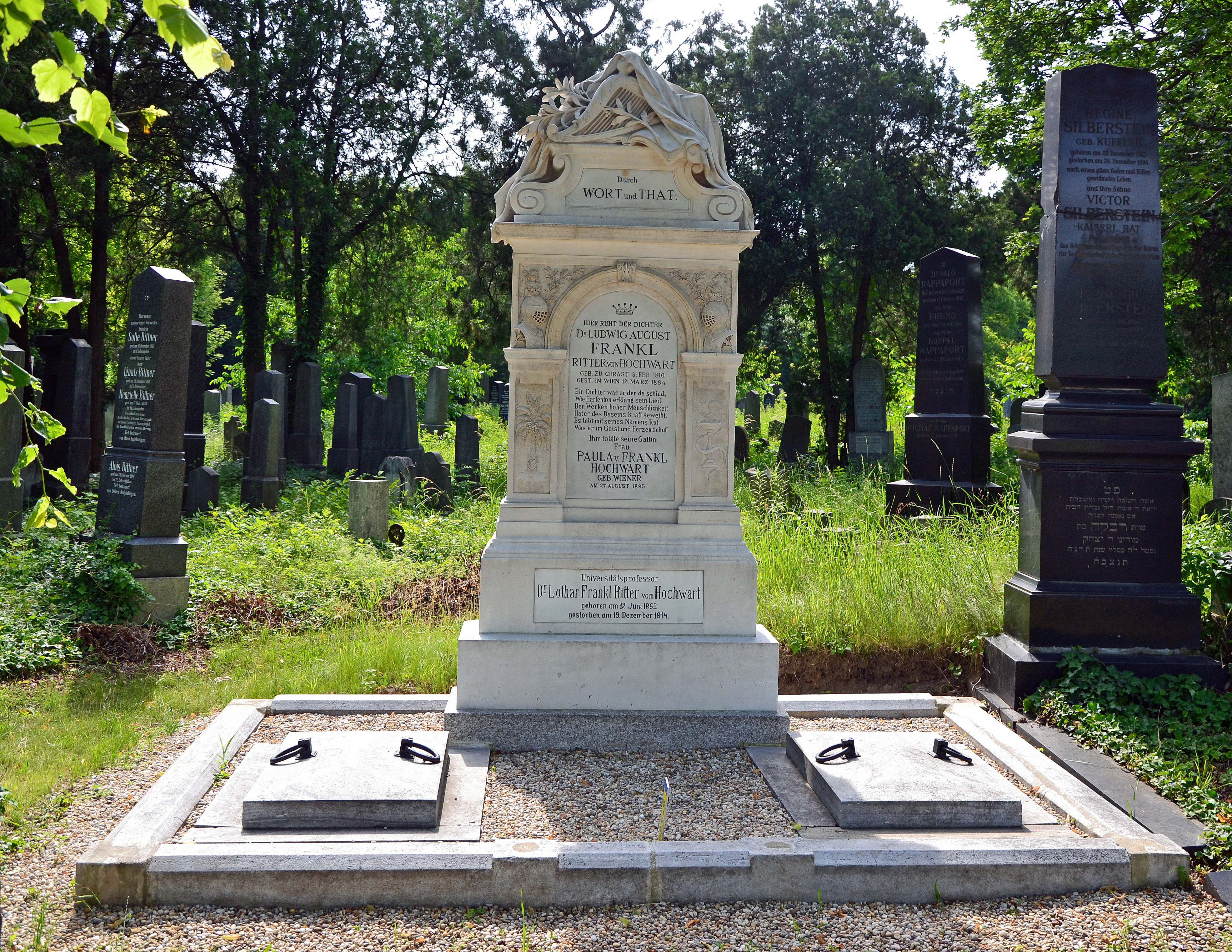
Grób Ludwiga Augusta Frankla
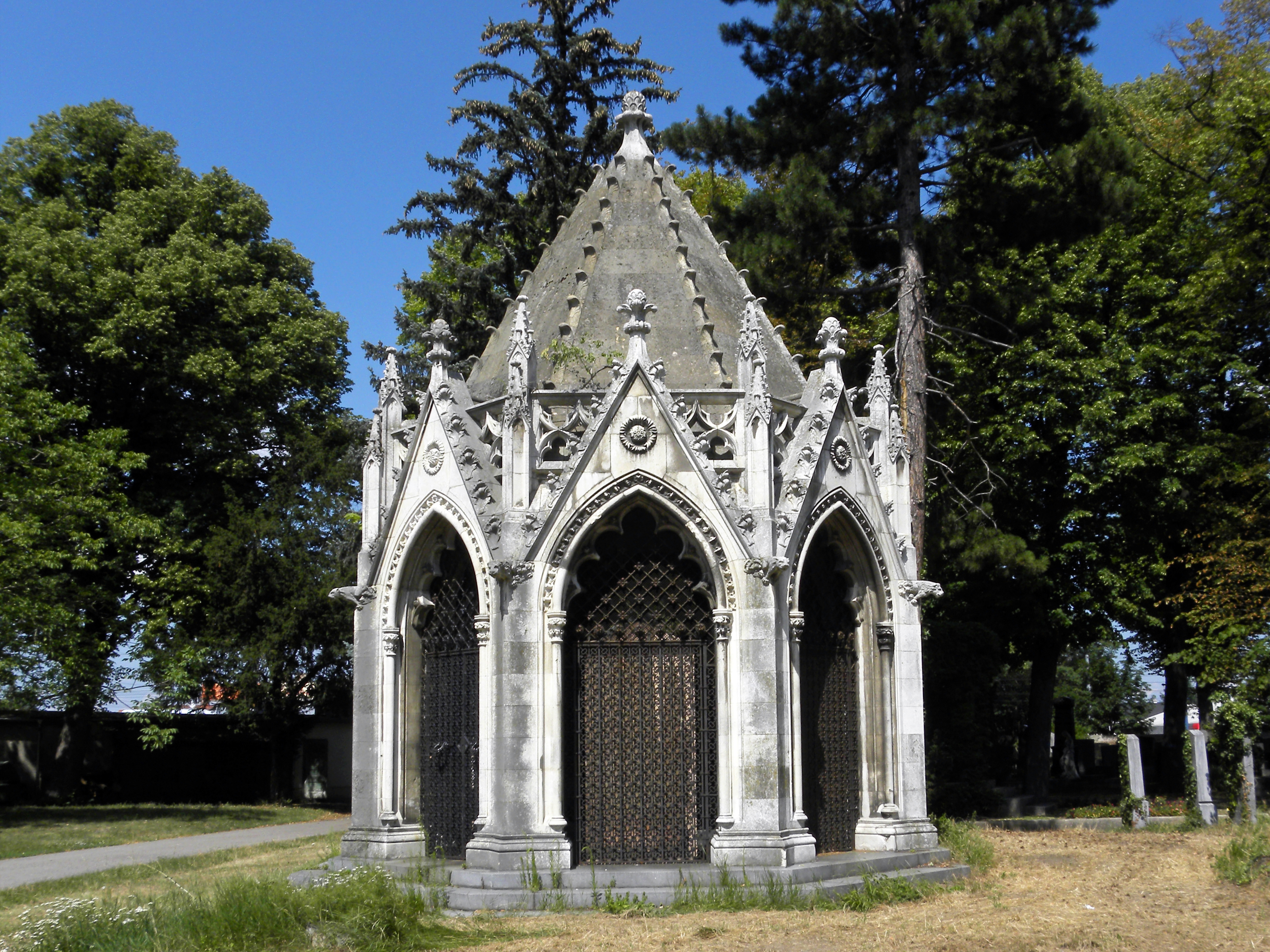
Stary Cmentarz Żydowski – grobowiec rodziny Bosel
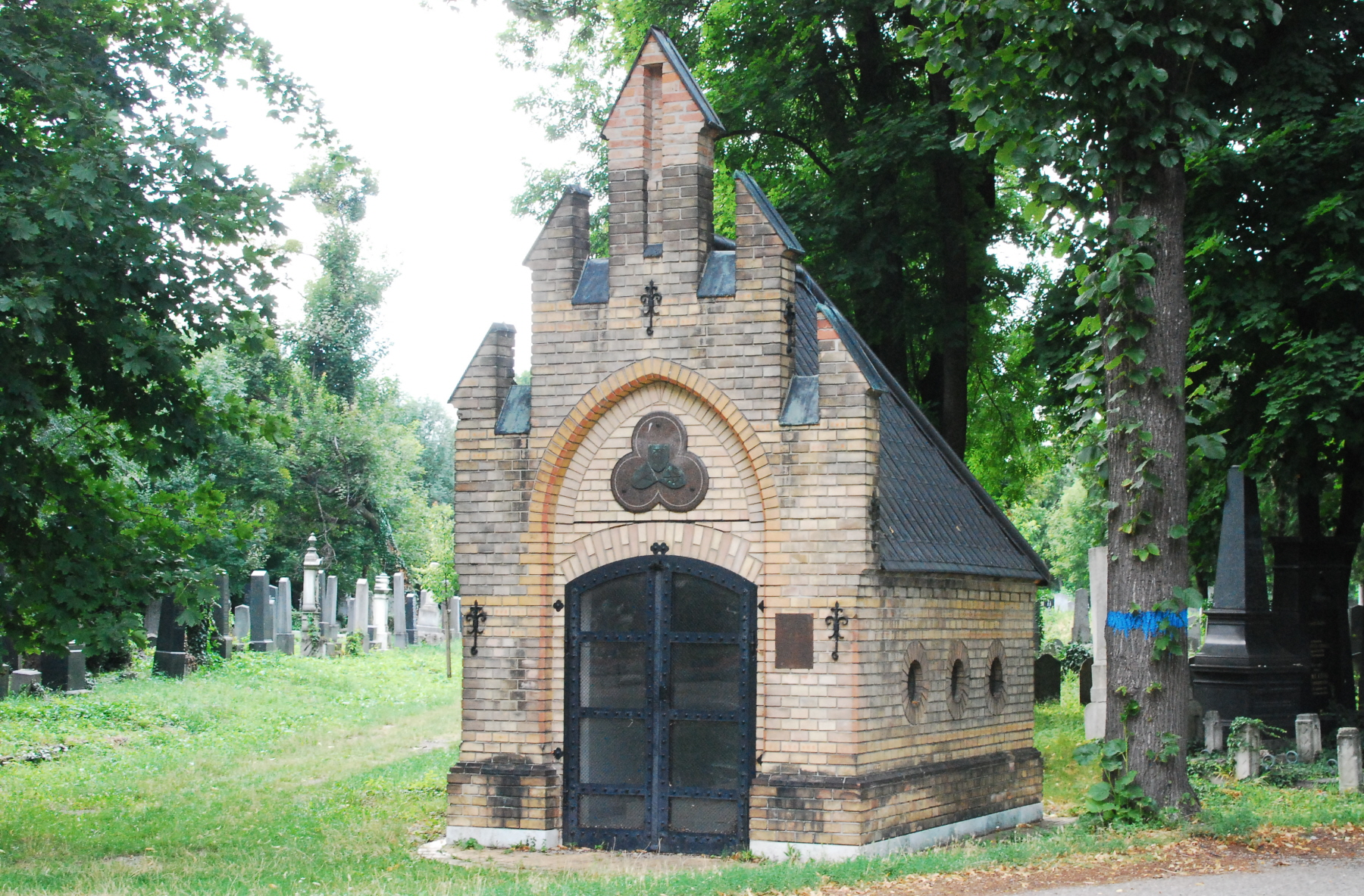
Stary Cmentarz Żydowski – grobowiec Maxa Fleischera
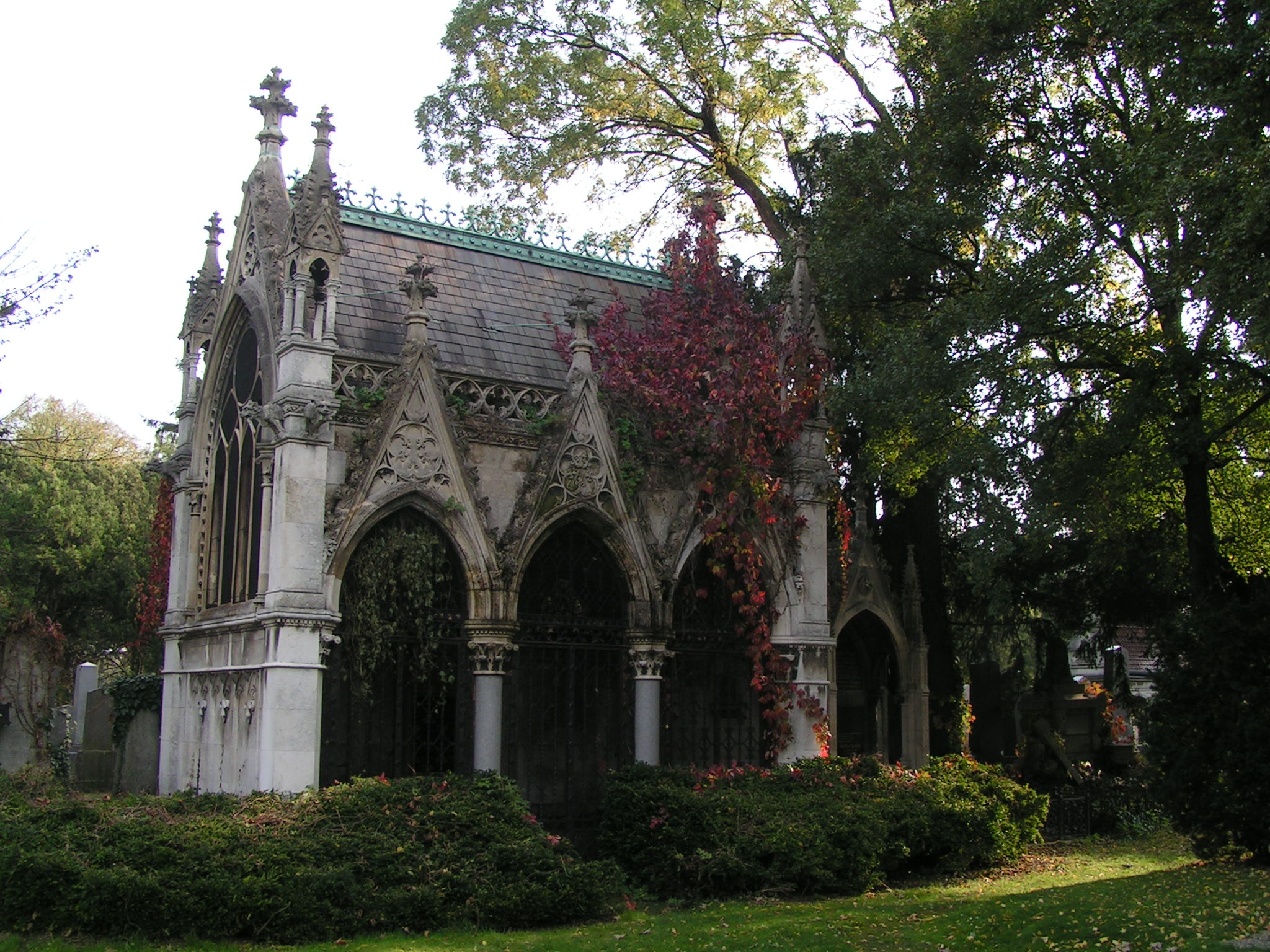
Stary Cmentarz Żydowski – grobowiec rodziny Gutmanów
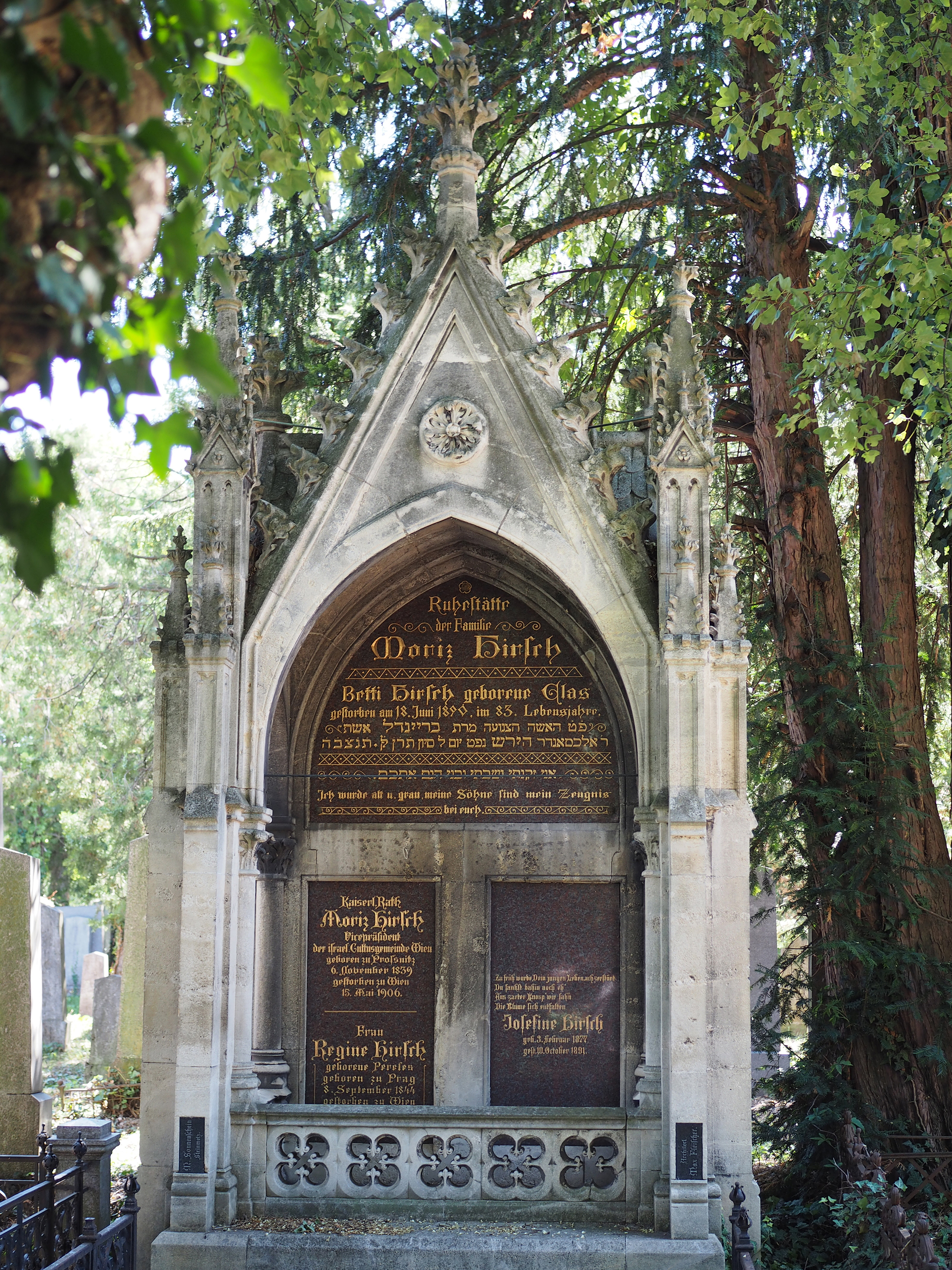
Stary Cmentarz Żydowski – grobowiec rodziny Hirschów
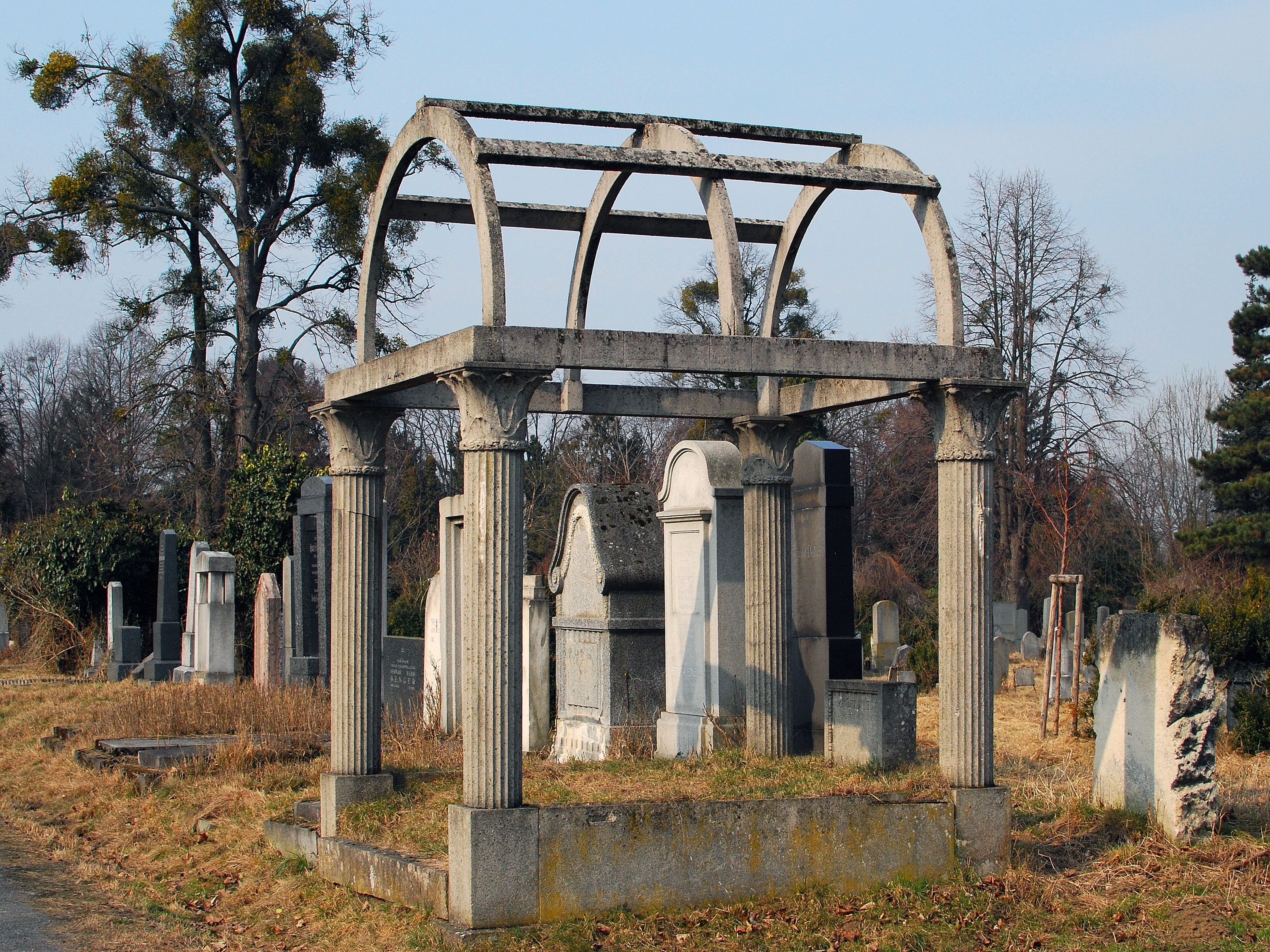
Nowy Cmentarz Żydowski – 01

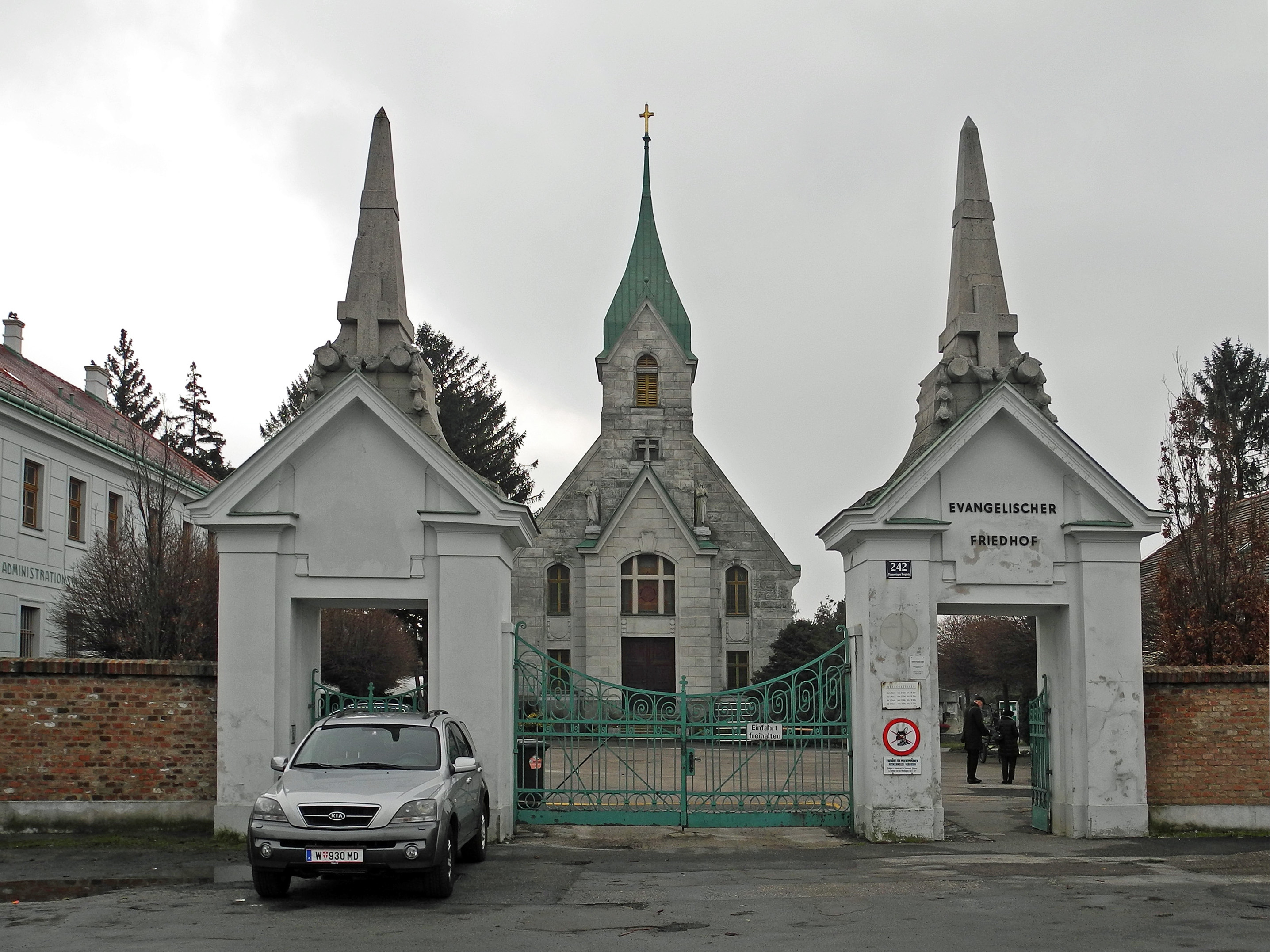
Kościół cmentarny na cmentarzu ewangelickim

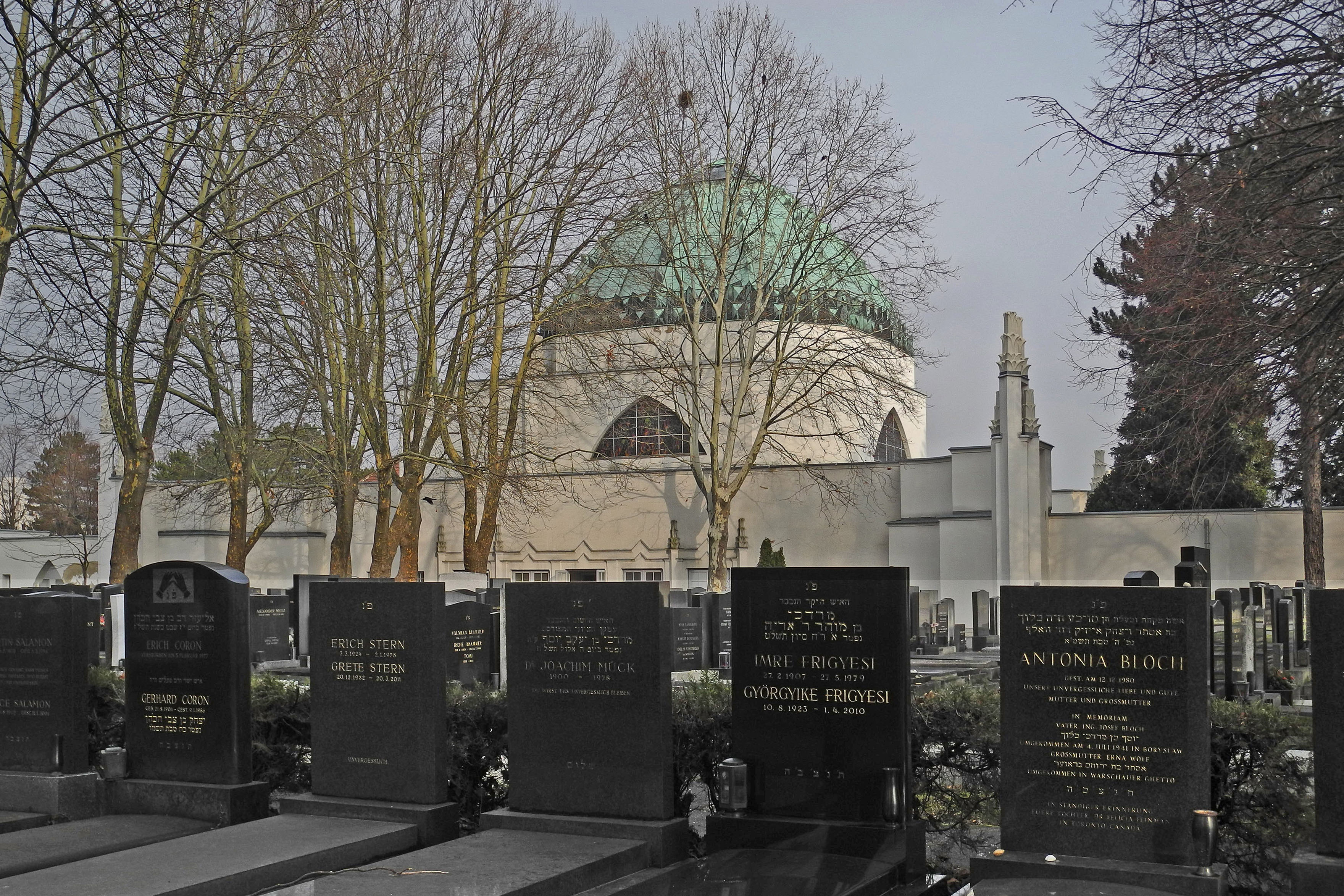
Nowy Cmentarz Żydowski – 02
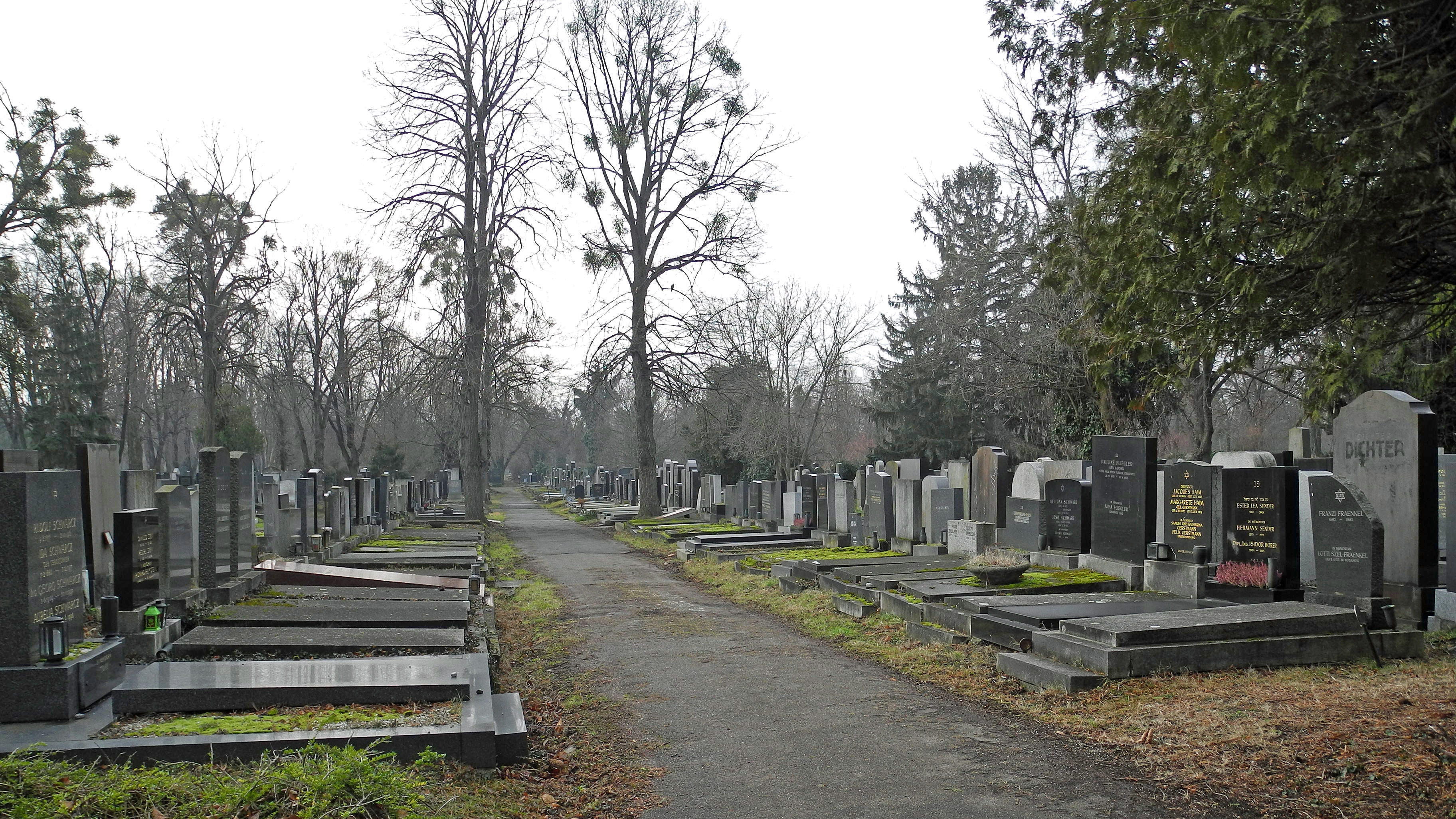
Nowy Cmentarz Żydowski – 03
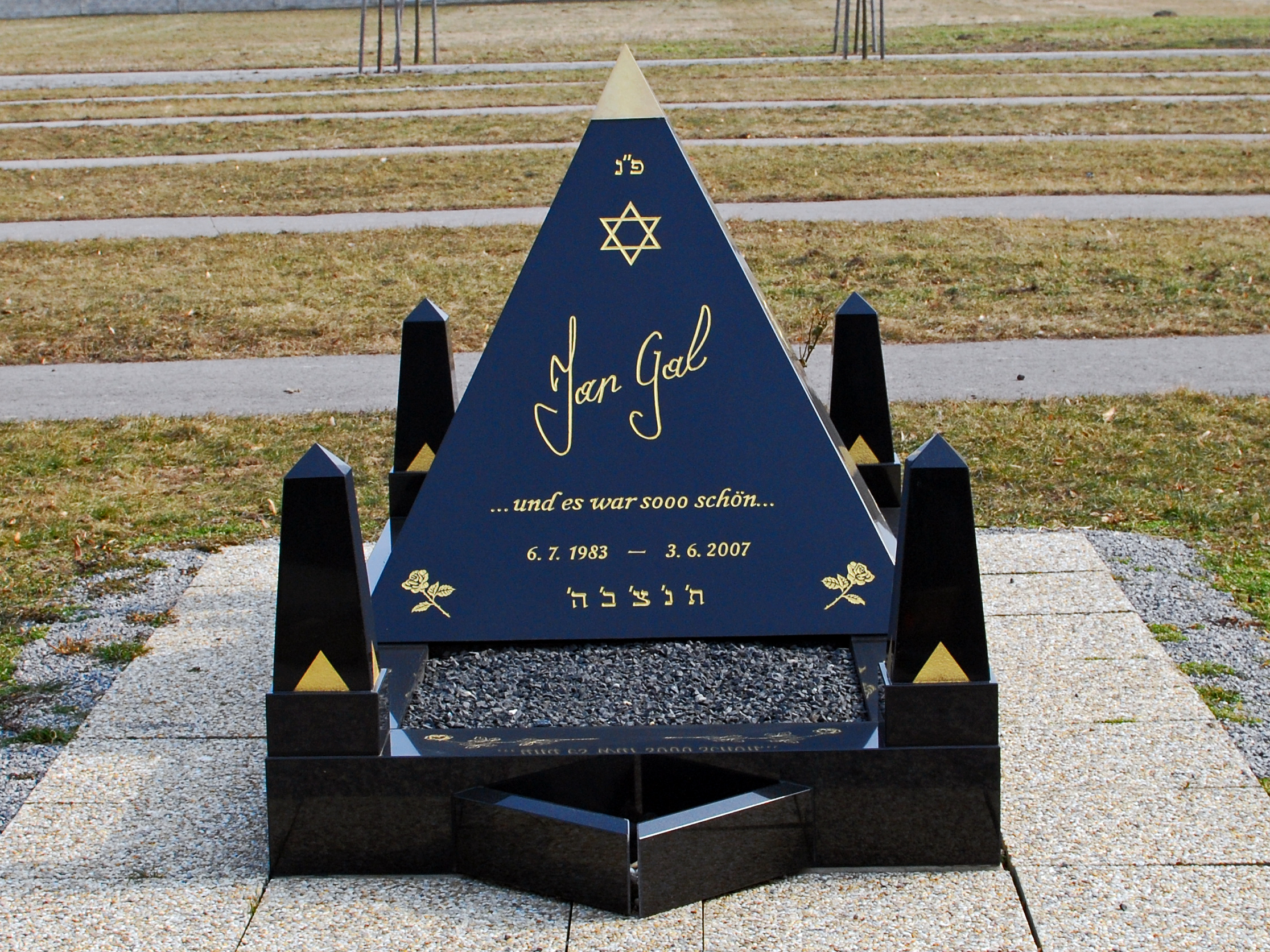
Nowy Cmentarz Żydowski – grób Jana Gala

### Cmentarz ewangelicki
Wspólnota kościołów protestanckich została zalegalizowana w 1856, po zawarciu przez cesarstwo austriackie konkordatu z Watykanem w 1855. Od 1858 wyznawcy kościołów ewangelickich byli chowani na cmentarzu w Matzleinsdorf. Ponieważ dalsza jego rozbudowa nie była możliwa, a od 1876 władze domagały się jego zamknięcia wobec tego jedynym wyjściem był budowa nowego cmentarza. Pod koniec XIX wieku wiedeńskie zbory ewangelików augsburskich i ewangelików reformowanych nabyły za wschodnim murem Centralnego Cmentarza w Simmering działkę zajmującą 250 hektarów. Oficjalnie został otwarty w 1904 roku i do dzisiaj jest administrowany przez komitet cmentarny zborów ewangelickich. Można do niego wejść przez bramę nr 3 (od ulicy Simmering). Od 1917 od wschodu przylega do niego Nowy Cmentarz Żydowski. Autorami planu cmentarza oraz wybudowanych w 1904 neogotyckiego kościoła cmentarnego (Heilandskirche) oraz Sali Pogrzebowej są Karl Friedrich Wolschner i Rupert Diedtel. Ze względu na wąską działkę istnieje tylko jedna centralna ścieżka, po obu stronach której znajdują się groby. Cmentarz jest nadal czynny, a jego powierzchnia wykorzystana jest w zaledwie 40%

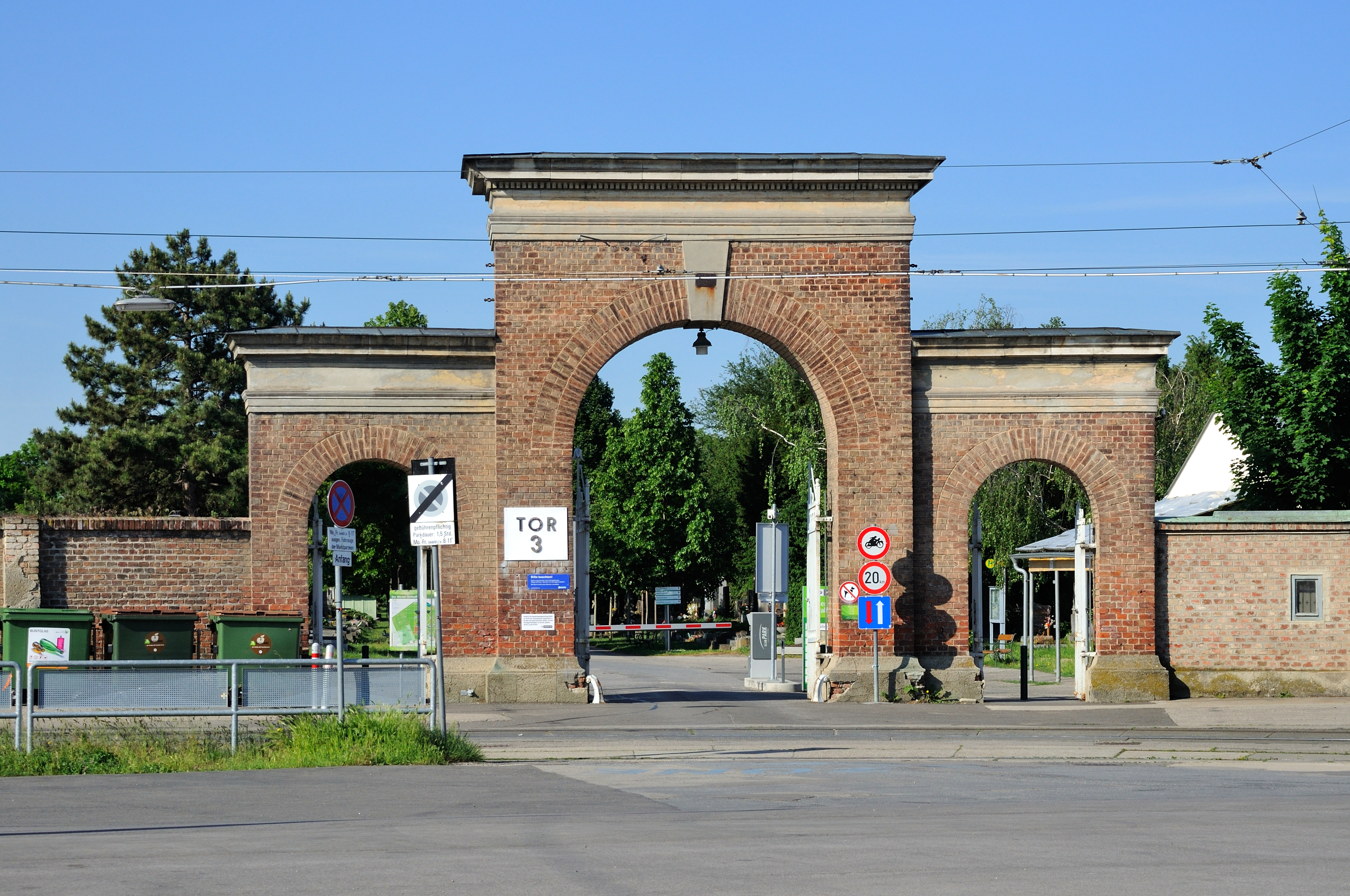
Brama wejściowa na Cmentarz Ewangelicki
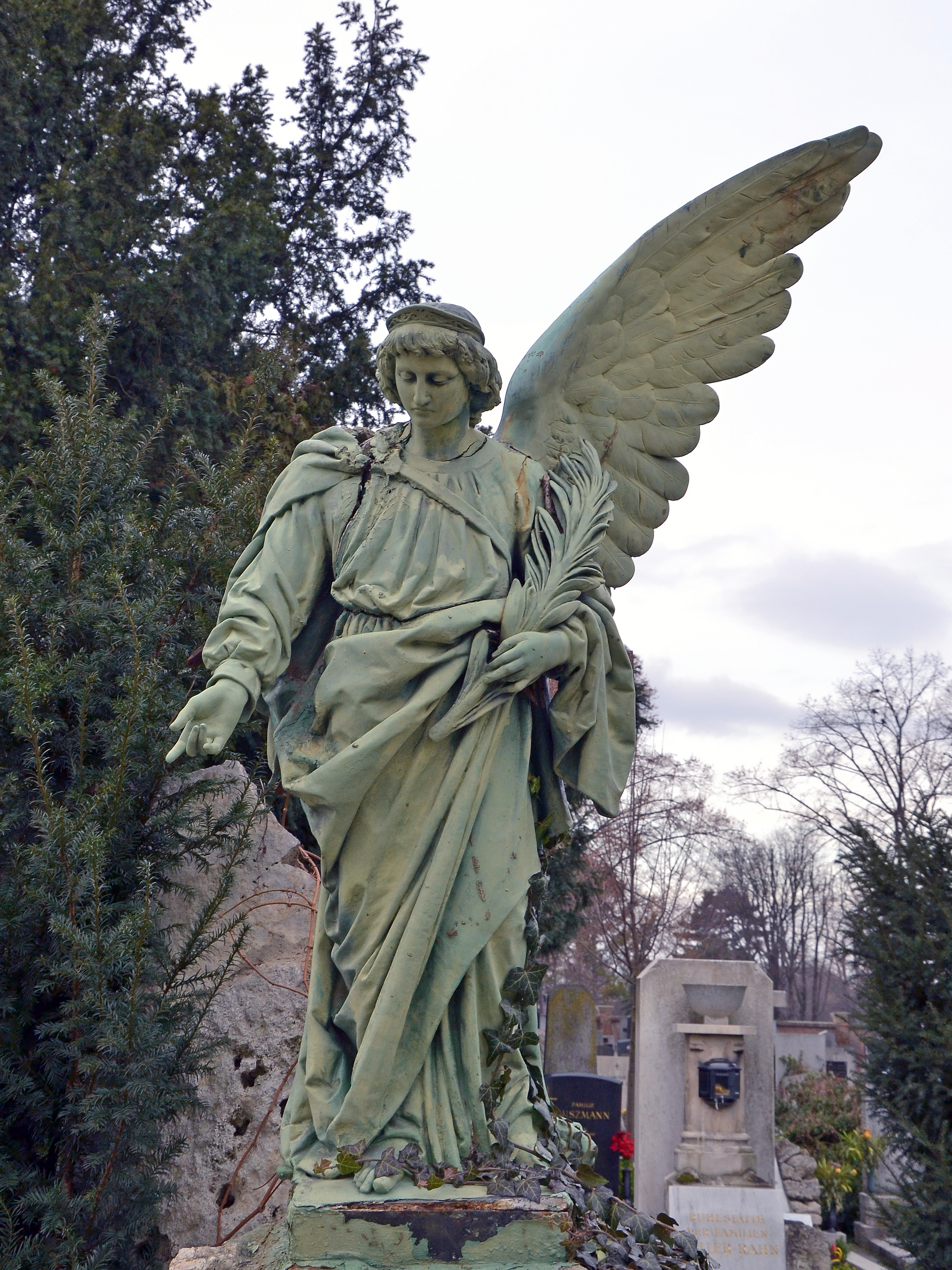
Cmentarz Ewangelicki – anioł cmentarny
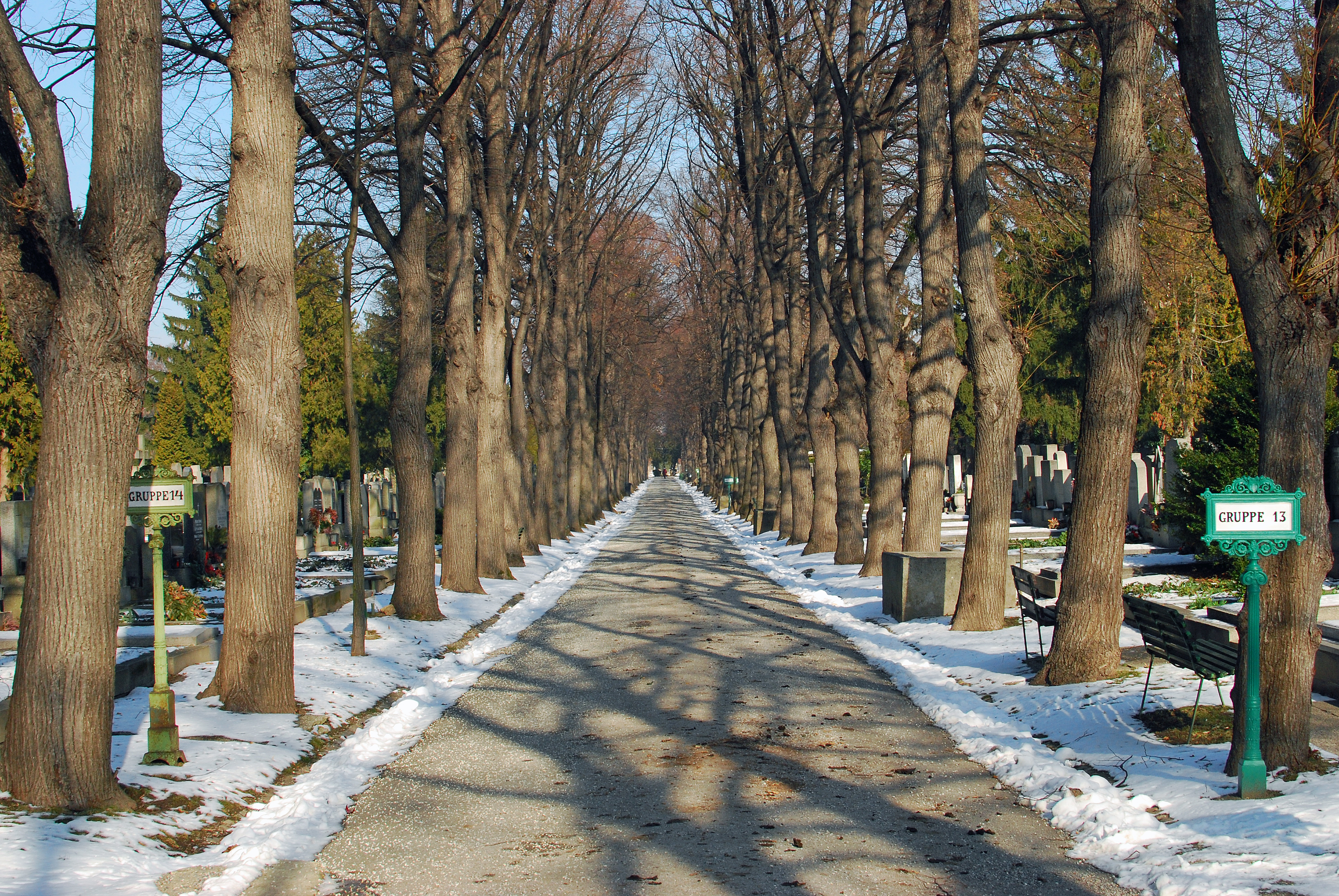
Cmentarz Ewangelicki – aleja centralna
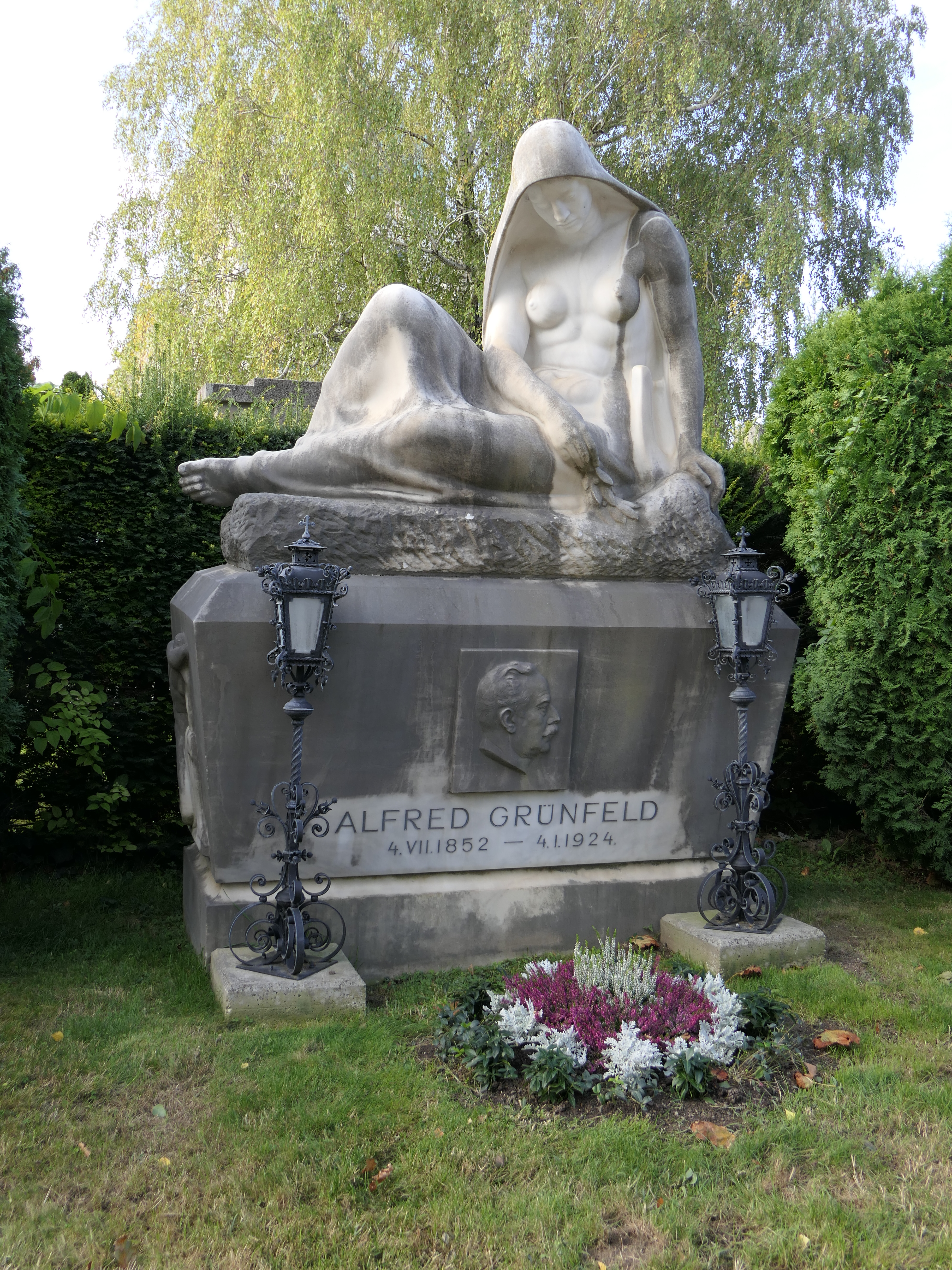
Cmentarz Ewangelicki – grób Alfreda Grünfelda
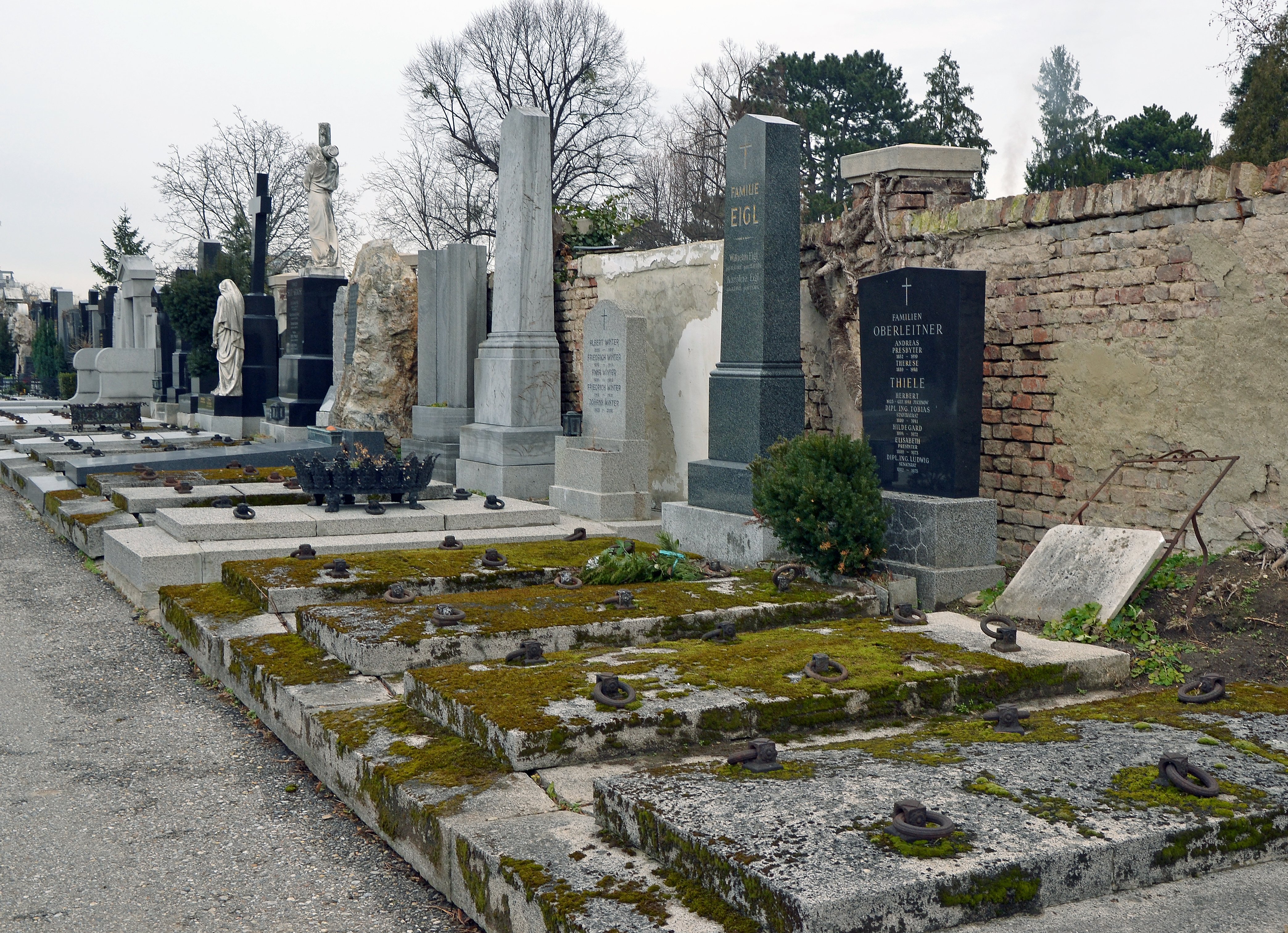
Cmentarz Ewangelicki – groby ewangelików reformowanych

### Cmentarze chrześcijan kościołów ortodoksyjnych.

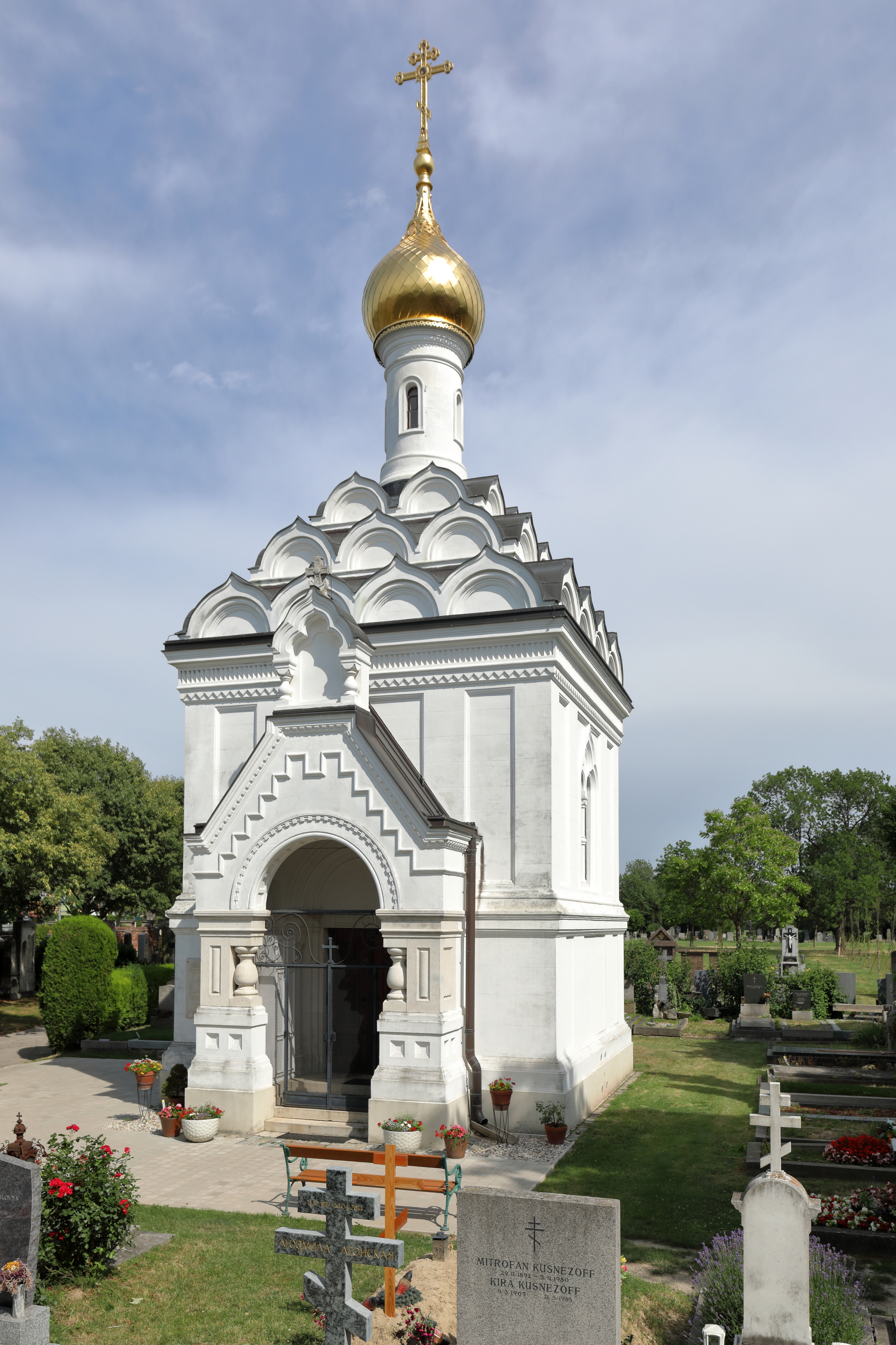
cerkiew cmentarna św. Łazarza

Najstarszym z nich jest uruchomiony w 1895 cmentarz wyznawców rosyjskiego kościoła prawosławnego (sektor 21) wokół cerkwi św. Łazarza. Obecnie obok niego funkcjonują na Cmentarzu Centralnym wyodrębnione oddziały wyznawców wschodnich kościołów ortodoksyjnych: bułgarskiego (sektor 22), greckiego (sektor 30 A), koptyjskiego (sektor 27), rumuńskiego (sektor 38), serbskiego (sektor 38 B) i syryjskiego (sektor 27 A).

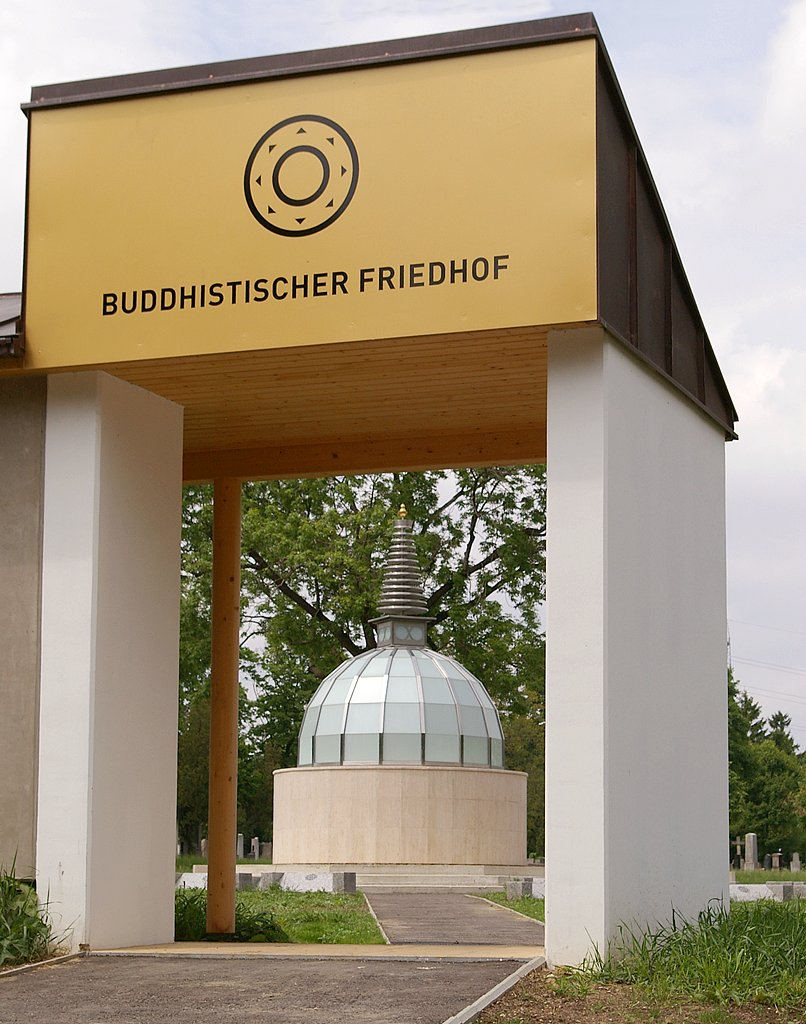
Wejście do sektora buddyjskiego Cmentarza Centralnego

### Cmentarze wyznawców islamu
Muzułmanie są chowani na Cmentarzu Centralnym od końca XIX wieku. Pierwszy oddział islamski powstał w połowie lat 70. (sektor 27 B), a następnie dodatkowy oddział islamsko-egipski (sektor 27 A). Groby są – niezależnie od przebiegu chodników – zorientowane zgodnie z kierunkiem modlitwy Qibla zalecanym przez Koran, tj. W kierunku Mekki. Ponieważ obydwa te oddziały wkrótce zostaną zapełnione władze miasta Wiednia utworzyły nowy cmentarz muzułmański w 23 dzielnicy Wiednia – Liesing, otwarty 3 października 2008.

### Cmentarz wyznawców buddyzmu
Od 2005 roku istnieje również oddział buddyjski na Cmentarzu Centralnym. Projekt powstał na podstawie projektu architekta Christofa Riccabona. Grupy grobów są tworzone w postaci ośmioramiennego koła wokół stupy, osiem segmentów koła symbolizuje szlachetną ośmiokrotną ścieżkę buddyzmu. Dwanaście kamieni umieszczonych wzdłuż ścieżki wokół rośliny reprezentuje przyczyny warunkowego wschodzenia, a tym samym odrodzenia. Wyznawcy buddyzmu są chowani zarówno w trumnach, jak i urnach.

## Polskie groby na Cmentarzu Centralnym
Wiedeń przez cały wiek dziewiętnasty i początek dwudziestego pozostawał miastem stołecznym także dla części ziem polskich: Galicji i Śląska Cieszyńskiego. Będąc w latach 1867–1918 stolicą cesarstwa austriackiego (Przedlitawii) był miejscem pracy wielu polskich urzędników i wojskowych Austro-Węgier. Liczba Polaków w Wiedniu wzrosła wielokrotnie w latach pierwszej wojny światowej gdy do Wiednia przybyły rzesze polskich uchodźców wojennych z zajętej przez Rosjan Galicji. Na Cmentarzu Centralnym obecność Polaków w Wiedniu zaznaczyła się licznymi grobami, z których część zachowała się do dzisiaj. Należą do nich m.in. groby: fundatorki Domu Polskiego Heleny i uczestnika Wiosny Ludów oraz ministra dla Galicji Floriana Ziemiałkowskich (sektor 47 A – grób nr 21), lekarza chirurga, profesora uniw. wiedeńskiego Jana Hofmokla (sektor 47 A – grób nr 22), pisarza, badacza historii i kultury włoskiej, ministra dla Galicji – Kazimierza Chłędowskiego (Nowe Arkady – lewa strona, nr katakumby 31), feldmarszałka armii austriackiej Edmunda Zaremby i jego żony Gizeli (sektor 71 B – grób 83), architekta Juliana Niedzielskiego (sektor 14 A – grób honorowy nr 10), posła do parlamentu austriackiego i członka Izby Panów Jana Kantego Krasickiego (sektor 41 A – grób 4), inżyniera i profesora Politechniki Wiedeńskiej Ludwika Przerwy-Tetmajera (sektor 14 B – grób honorowy nr 35), rosyjskiego kompozytora polskiego pochodzenia Siergieja Bortkiewicza (sektor 30 A – grób honorowy nr 5), feldmarszałka armii austriackiej Feliksa Jabłonowskiego (sektor 0 – grób honorowy nr 9), pianisty i kompozytora Teodora Leszetyckiego (sektor 0 – grób honorowy nr 94), rodziny Majewskich (sektor 12 C – grób 5), rodziny Kotowskich (sektor 71 B – grób 11), rodzin Kowalskich i Jaroszów (sektor 15 E – grób nr 33), rodziny Sikorskich (sektor 82 A – grób 26). W okresie II wojny światowej w Austrii Dolnej pojawili się znowu liczni Polacy, przede wszystkim jako jeńcy wojenni i robotnicy przymusowi. Część z nich zmarła i została pochowana na Cmentarzu Centralnym. Ich miejsce pochówku specjalnie wyodrębnione tworzy polski cmentarz wojenny (sektor 88). Licznie emigrowali także Polacy do Wiednia w drugiej połowie XX wieku, zwłaszcza po wydarzeniach stanu wojennego w Polsce. Również oni byli i są chowani na Cmentarzu Centralnym – przykładem jest grób polskiego pisarza Adama Zielińskiego i jego żony Zofii pochowanych w Starych Arkadach (krypta 22), czy grób redaktora naczelnego portalu „AUSTRIAPOL Dialog – Magazin – interkulturellen Dialog” Adama Kiss-Orskiego (Sektor 4 – grób 43). Osobną grupę polskich grobów stanowią te które nie dotrwały do naszych czasów, należą do nich miejsca pochówku m.in. posła do parlamentu austriackiego Seweryna Smarzewskiego, członka austriackiej Izby Panów Stanisława Stadnickiego, Krajowego Weterynarza Galicji Ludwika Timoftiewicza, posła do austriackiej Rady Państwa, urzędnika austriackiego ministerstwa rolnictwa Władysława Struszkiewicza i wielu innych.

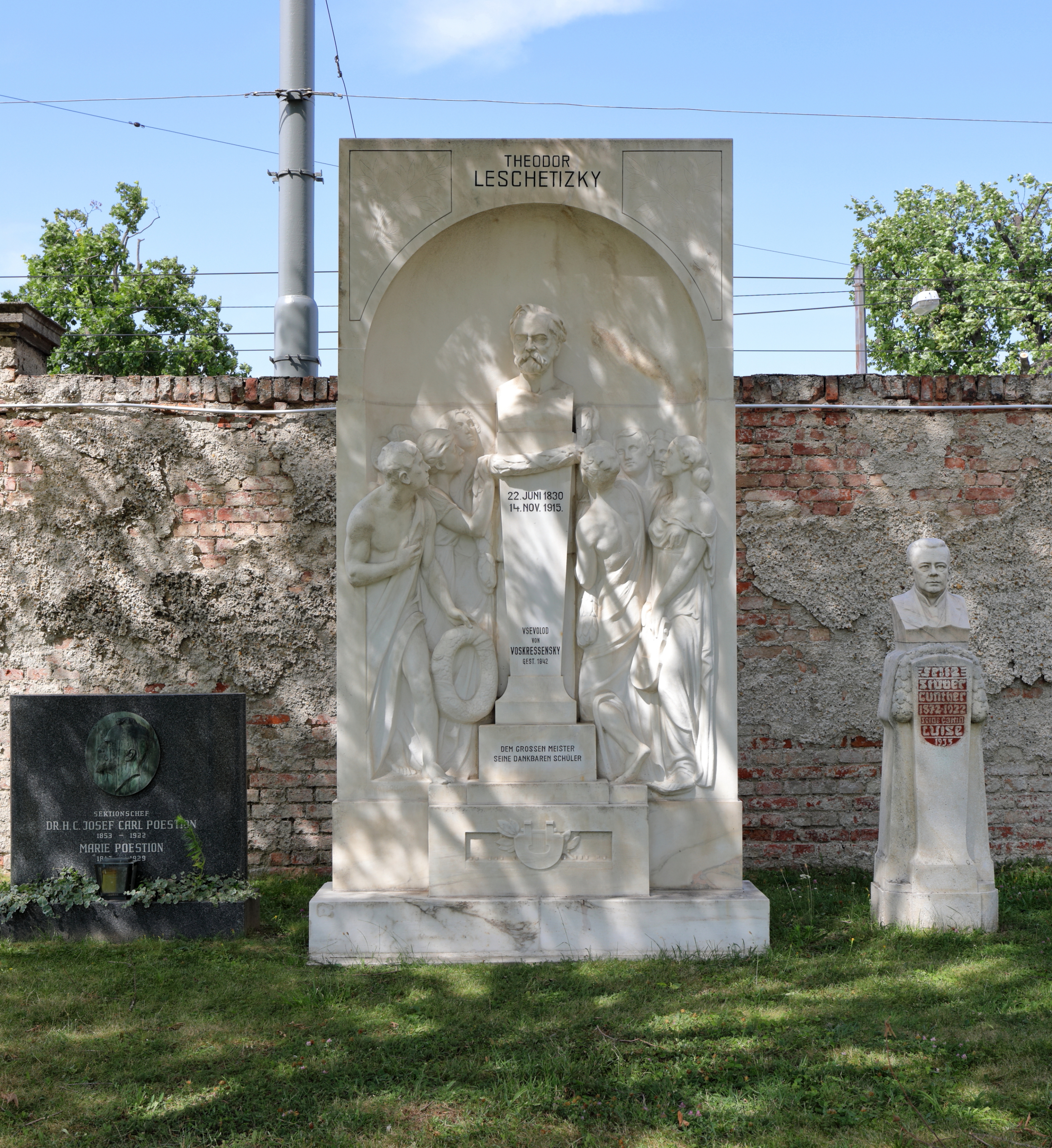
Grób Teodora Leszetyckiego
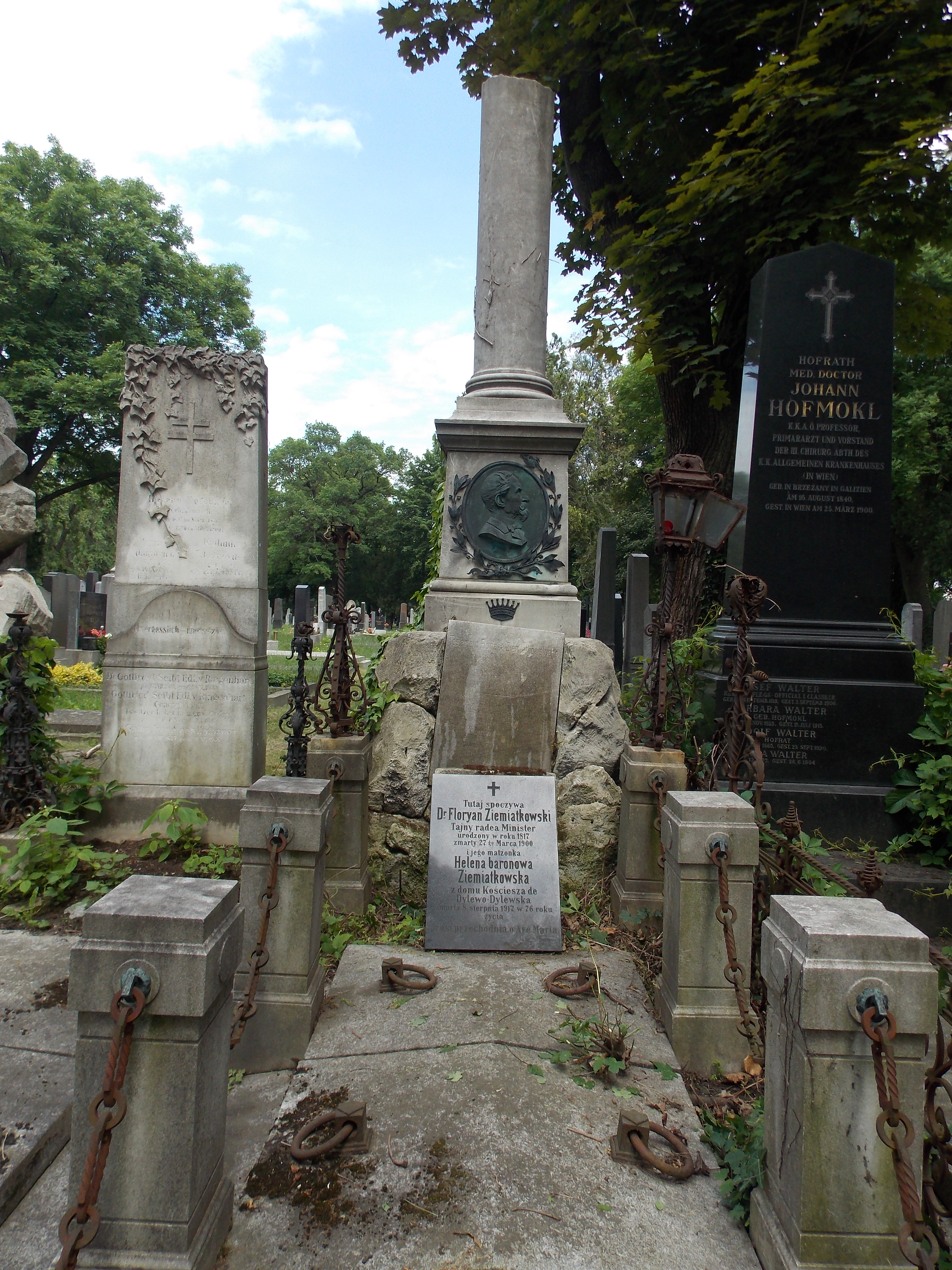
Grób rodziny Ziemiałkowskich – widok ogólny
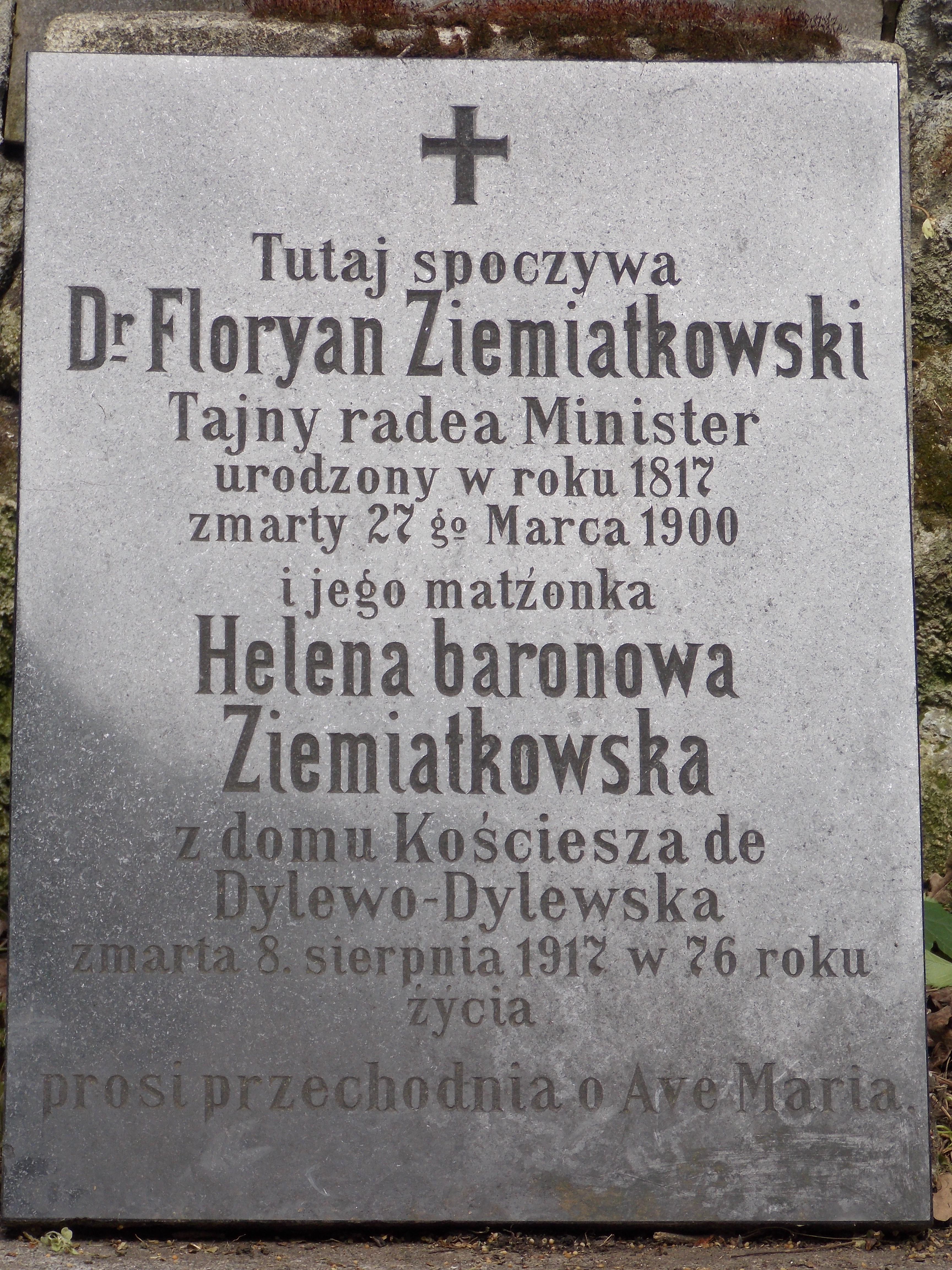
Grób rodziny Ziemiałkowskich- tablica
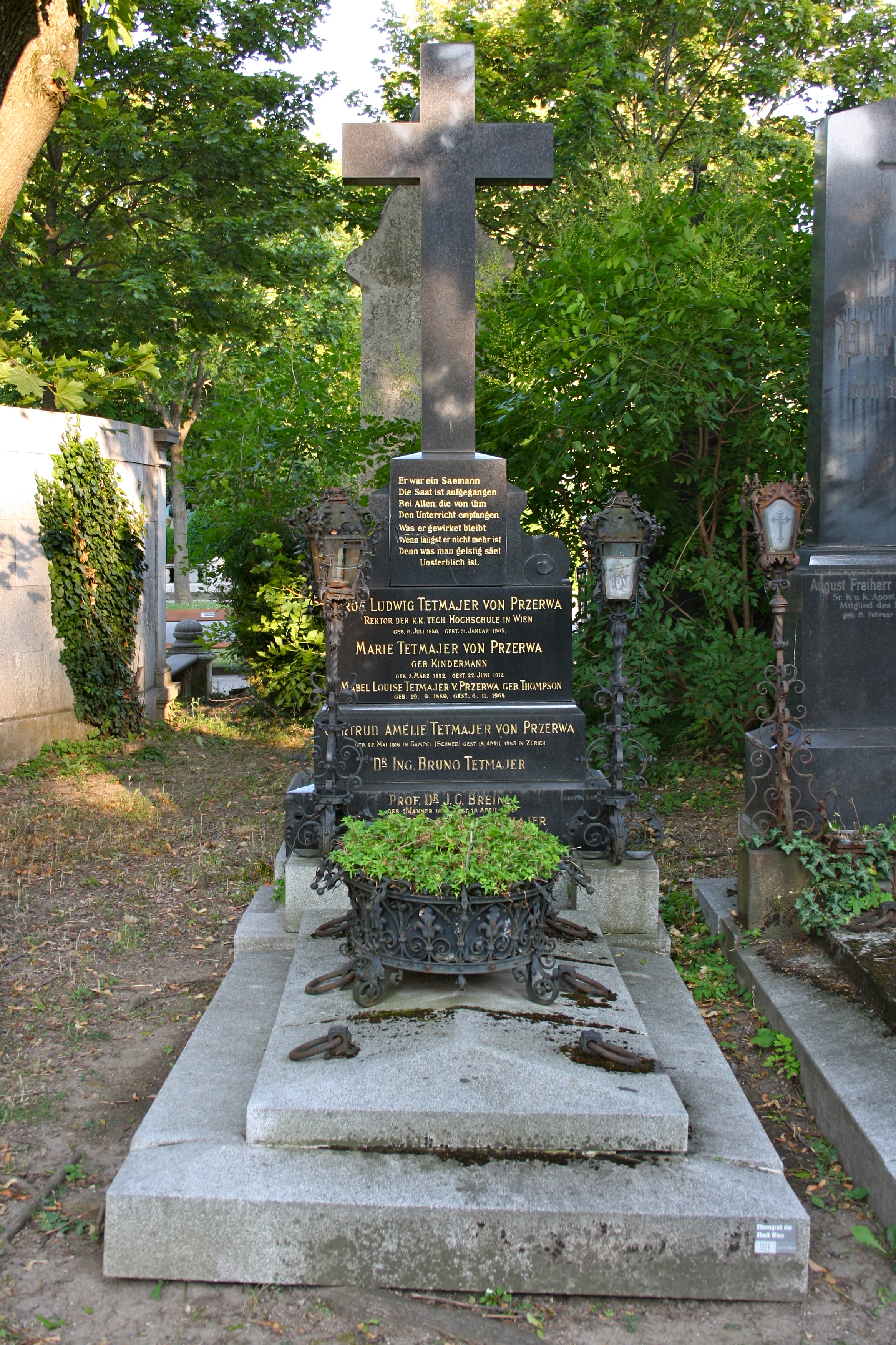
Grób Ludwika Przerwy-Tetmajera
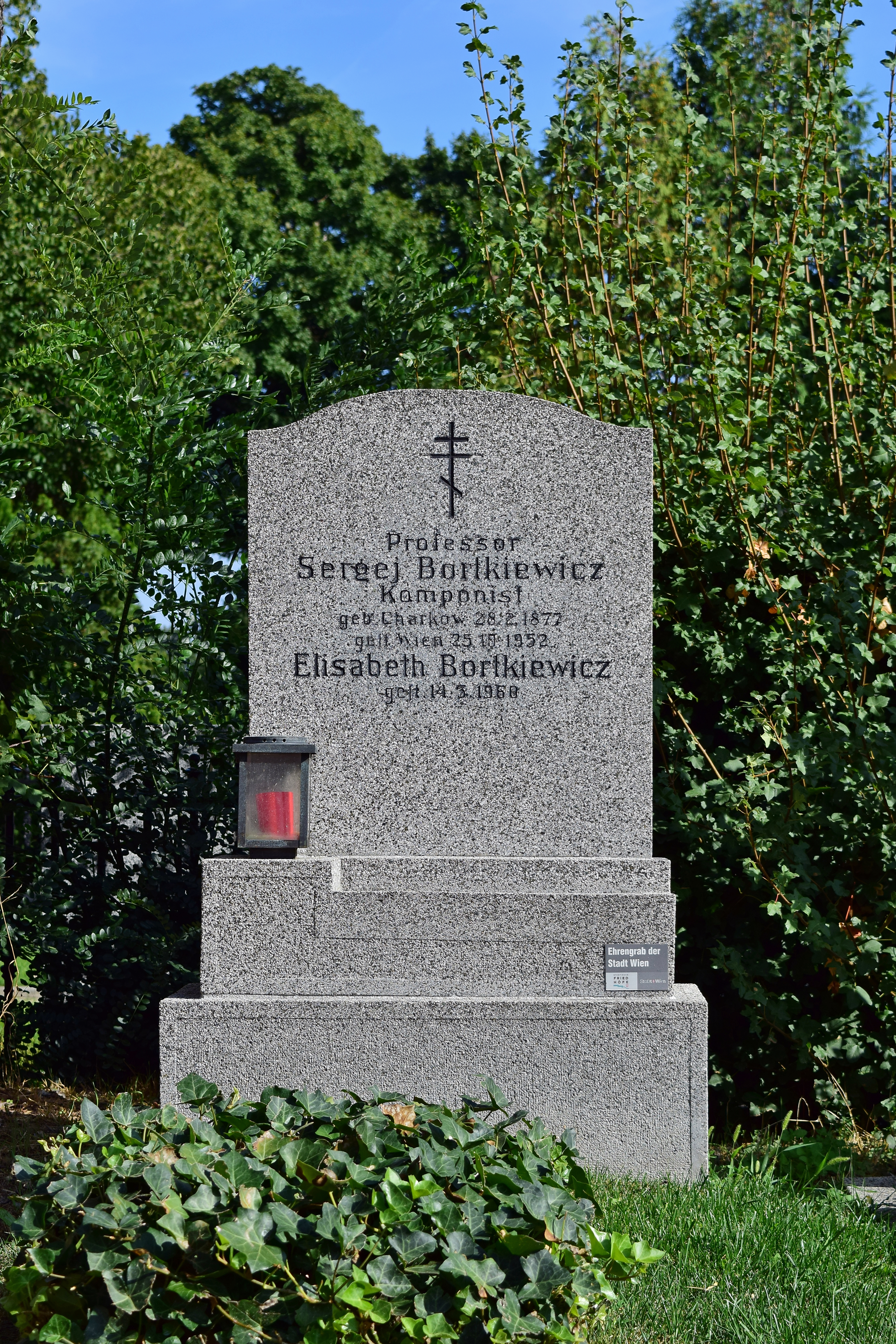
Grób Siergieja Bortkiewicza
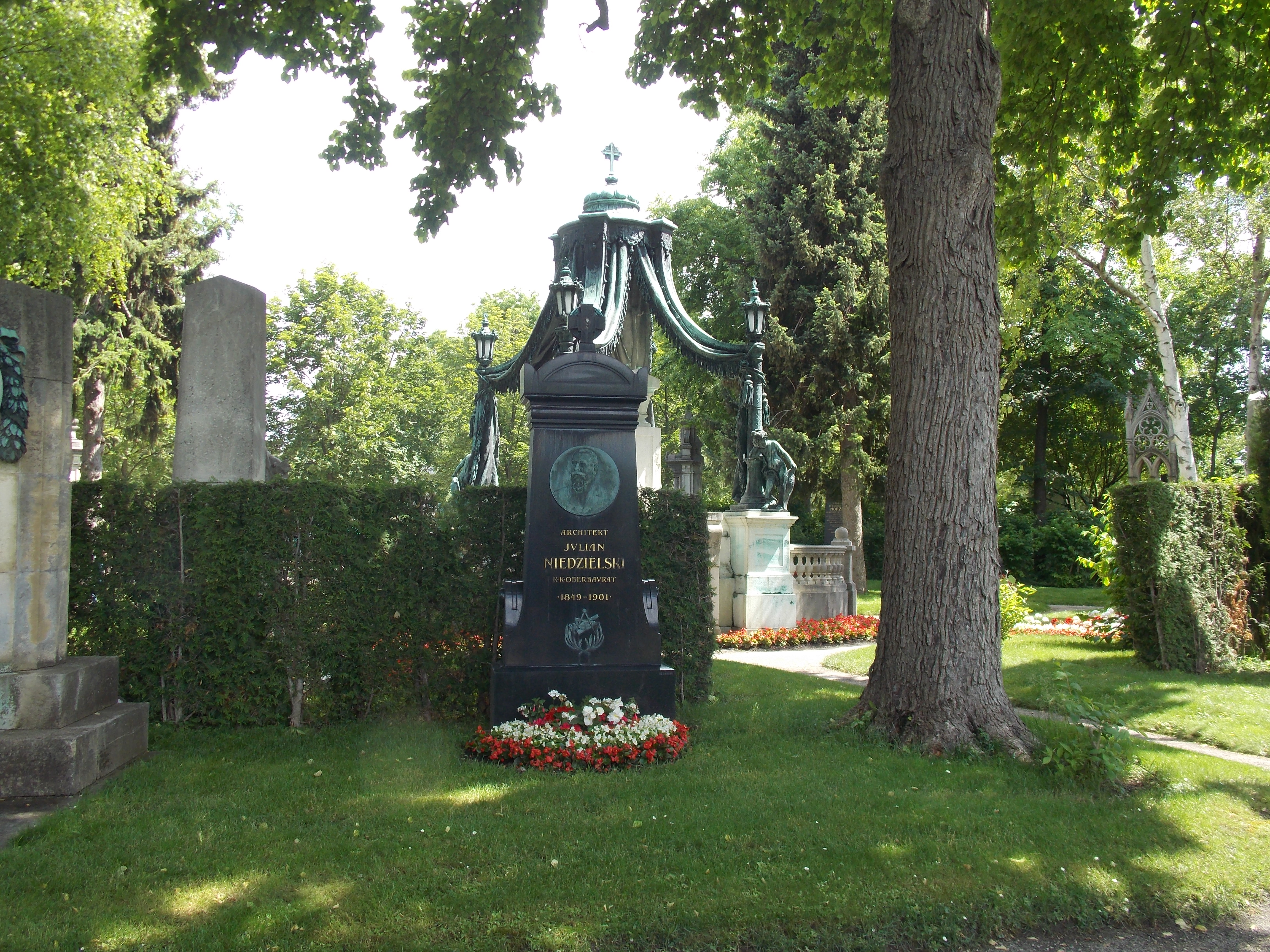
Grób Juliana Niedzielskiego
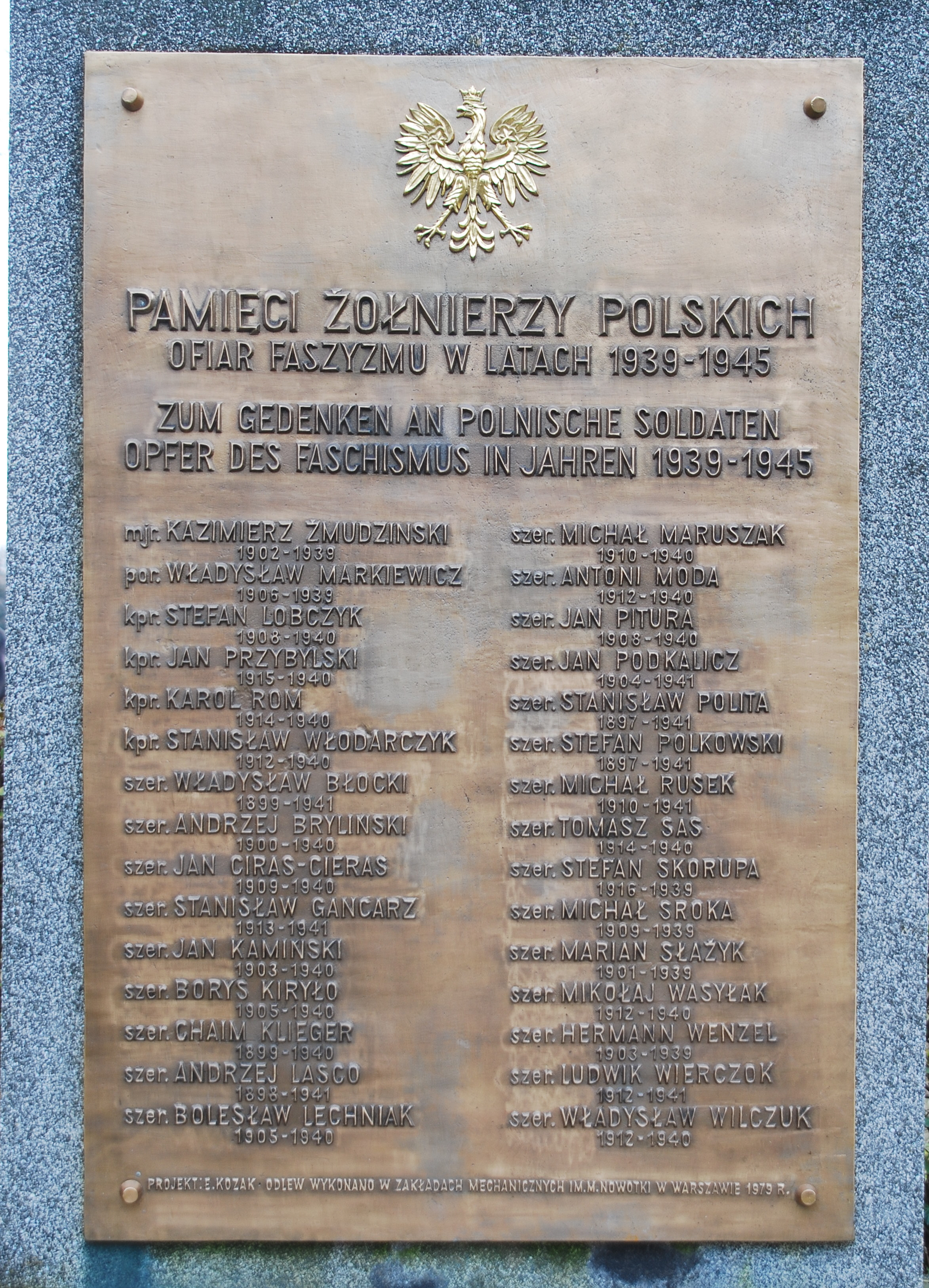
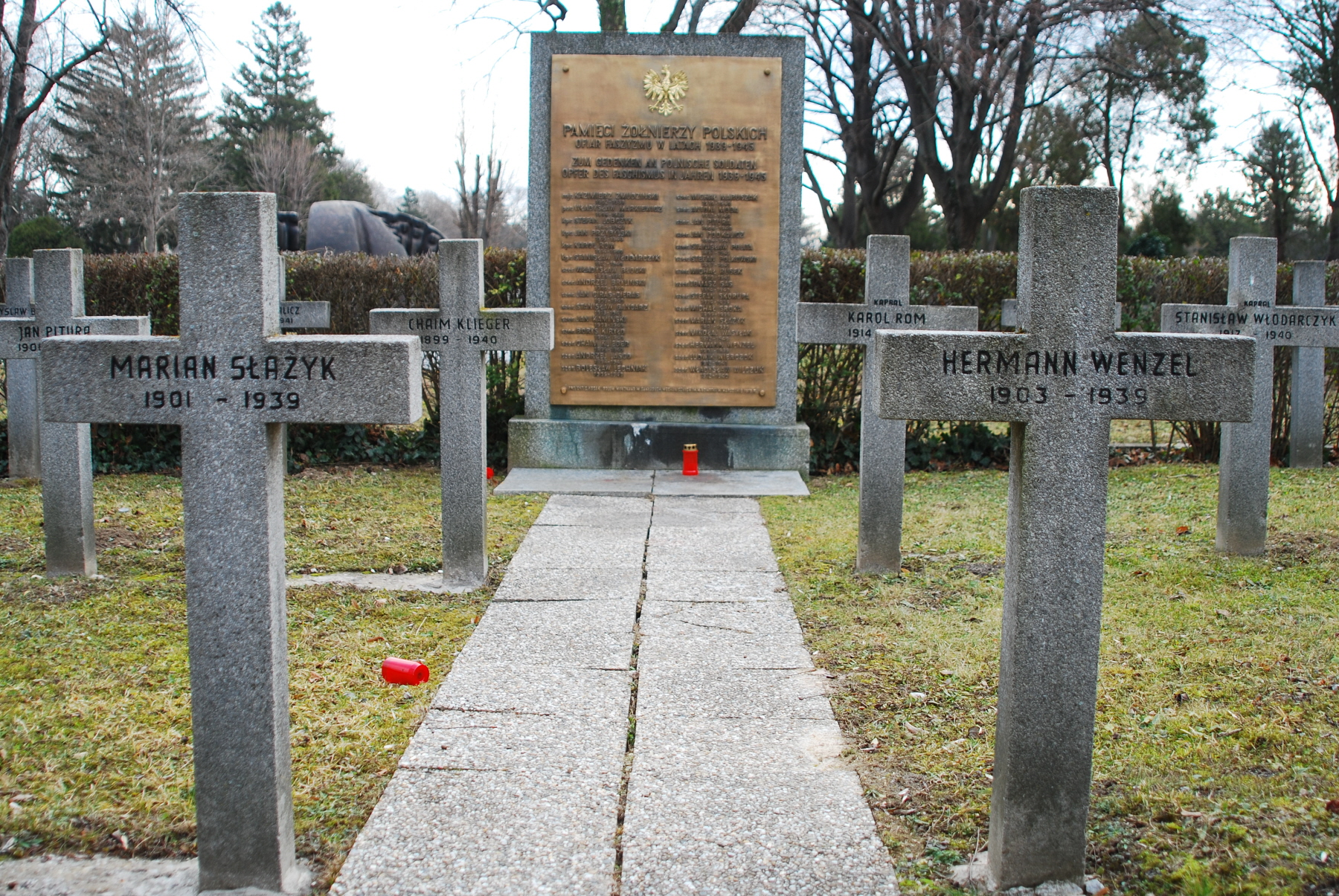
Cmentarz polskich żołnierzy – jeńców wojennych z lat 1939–1945
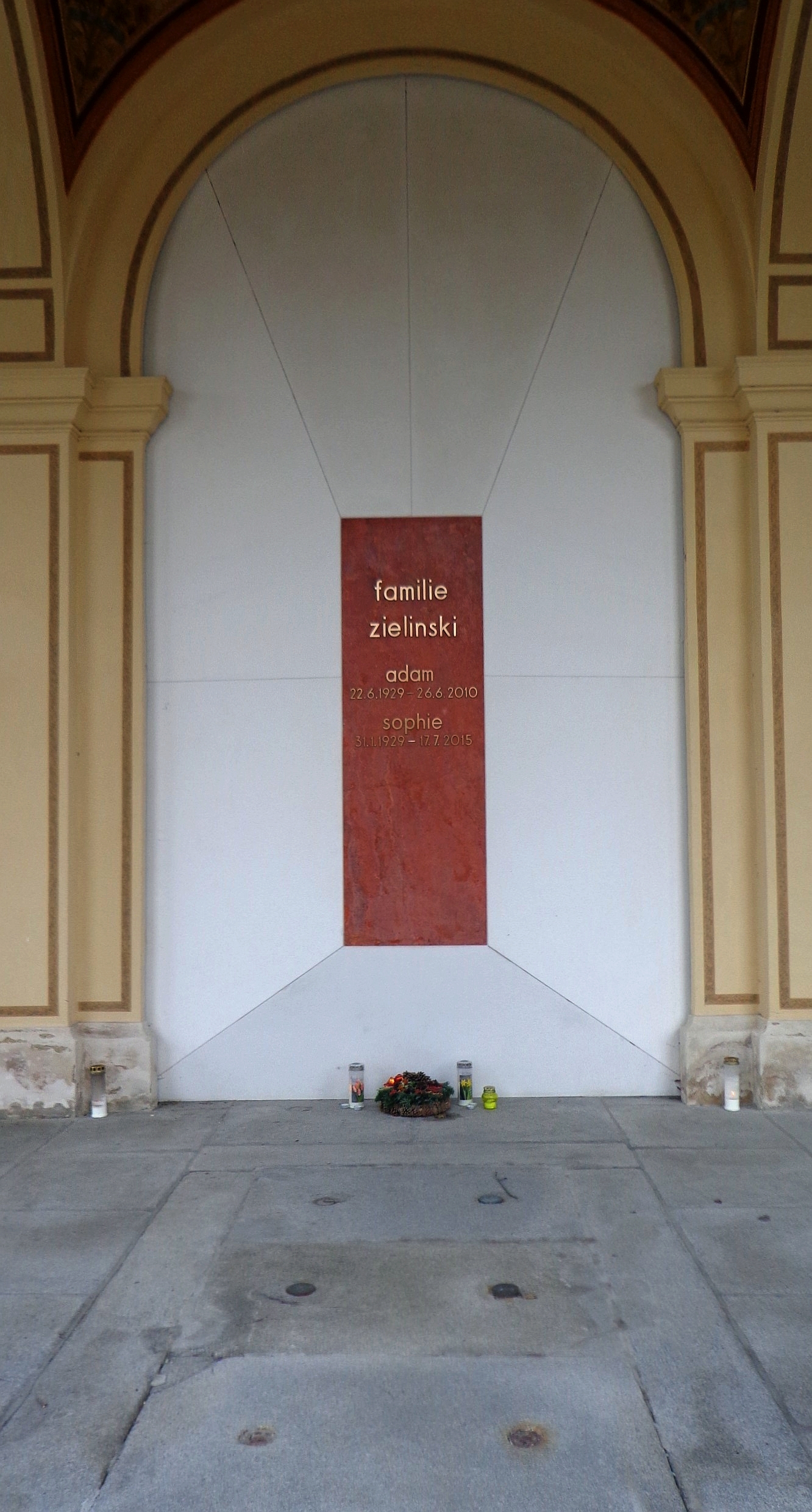
Stare Arkady – grób pisarz Adama Zielińskiego i jego żony Zofii

## Cmentarze i pomniki wojenne w obrębie Cmentarza Centralnego

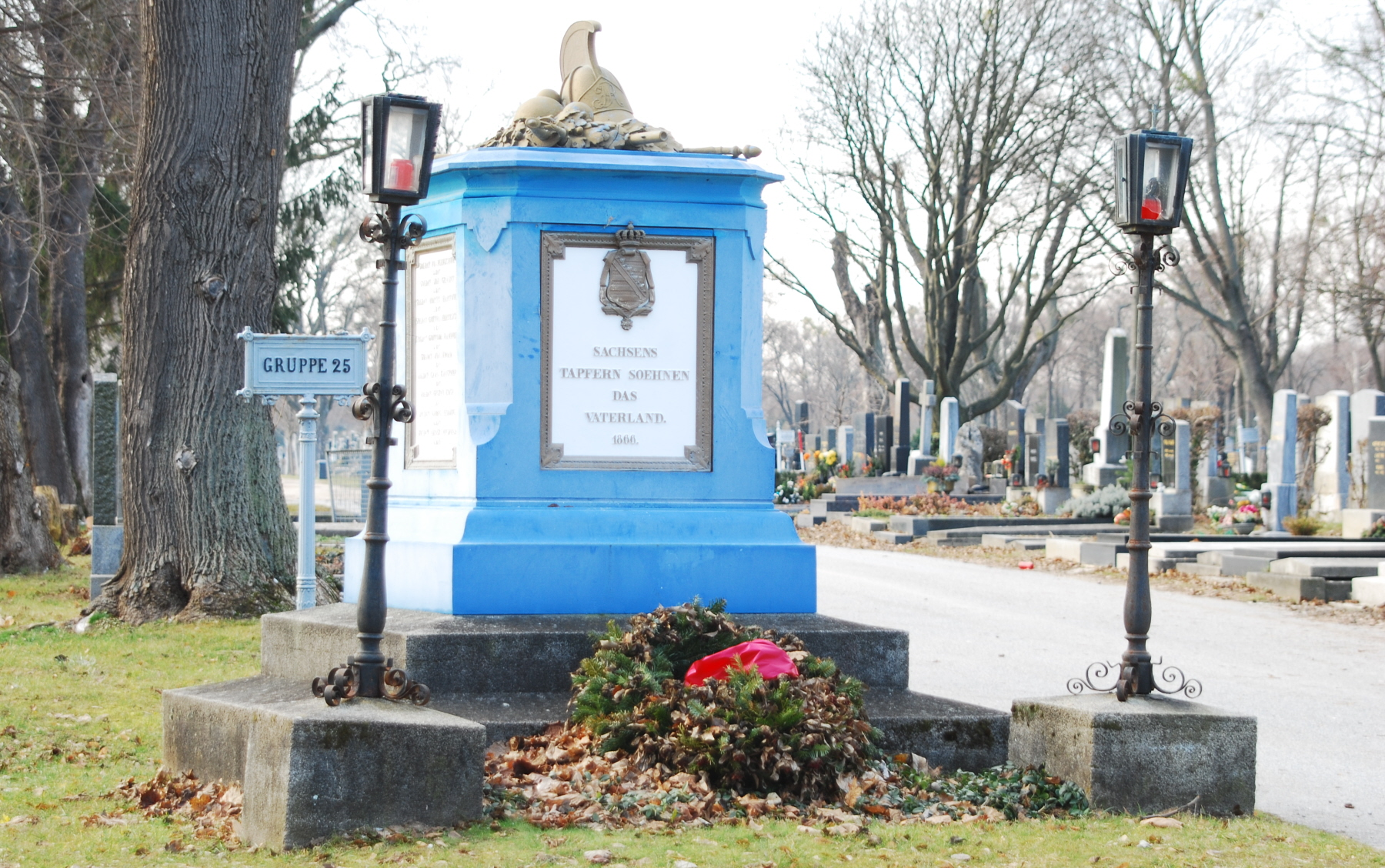
Pomnik żołnierzy saskich z 1866

W obrębie Cmentarza Centralnego w Wiedniu znajdują się liczne pomniki oraz wyodrębnione cmentarze wojenne na których pochowani są uczestnicy konfliktów które dotknęły tę część Europy. Najważniejszymi spośród nich są:

### Pomnik żołnierzy saskich z wojny 1866
Pochowano tu żołnierzy saskich którzy walczyli razem z Austriakami podczas wojny prusko-austriackiej 1866 o hegemonię w Rzeszy Niemieckiej.

### Cmentarze z okresu I wojny światowej

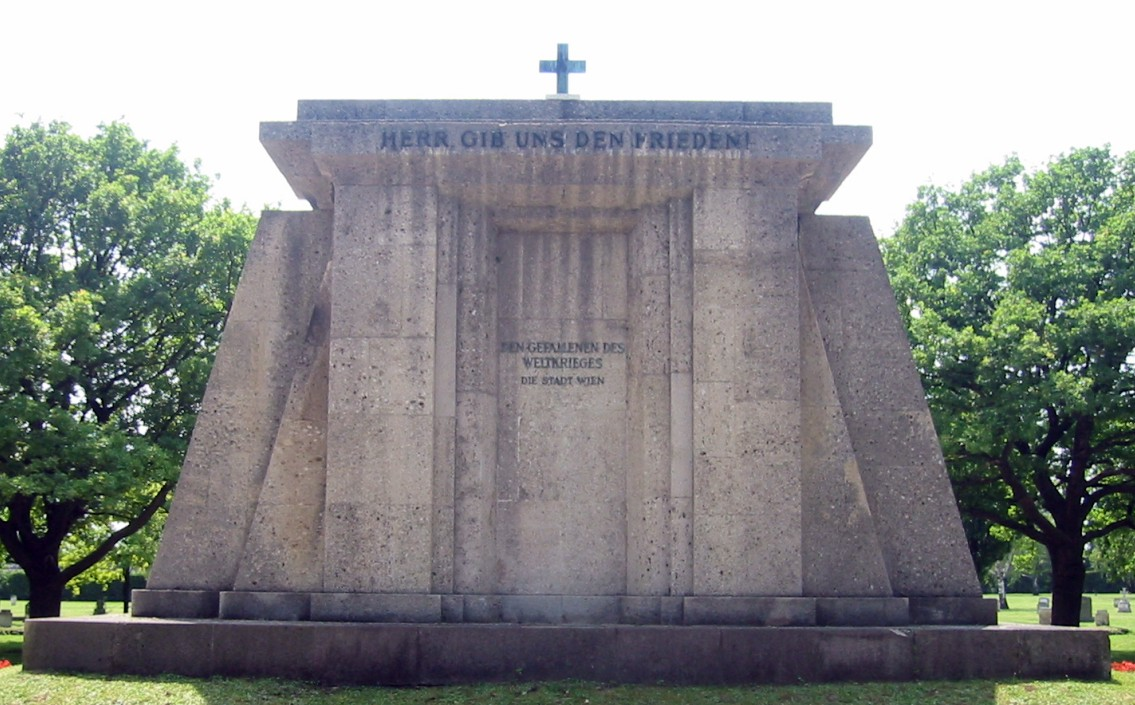
Wejście na cmentarz ofiar I wojny światowej

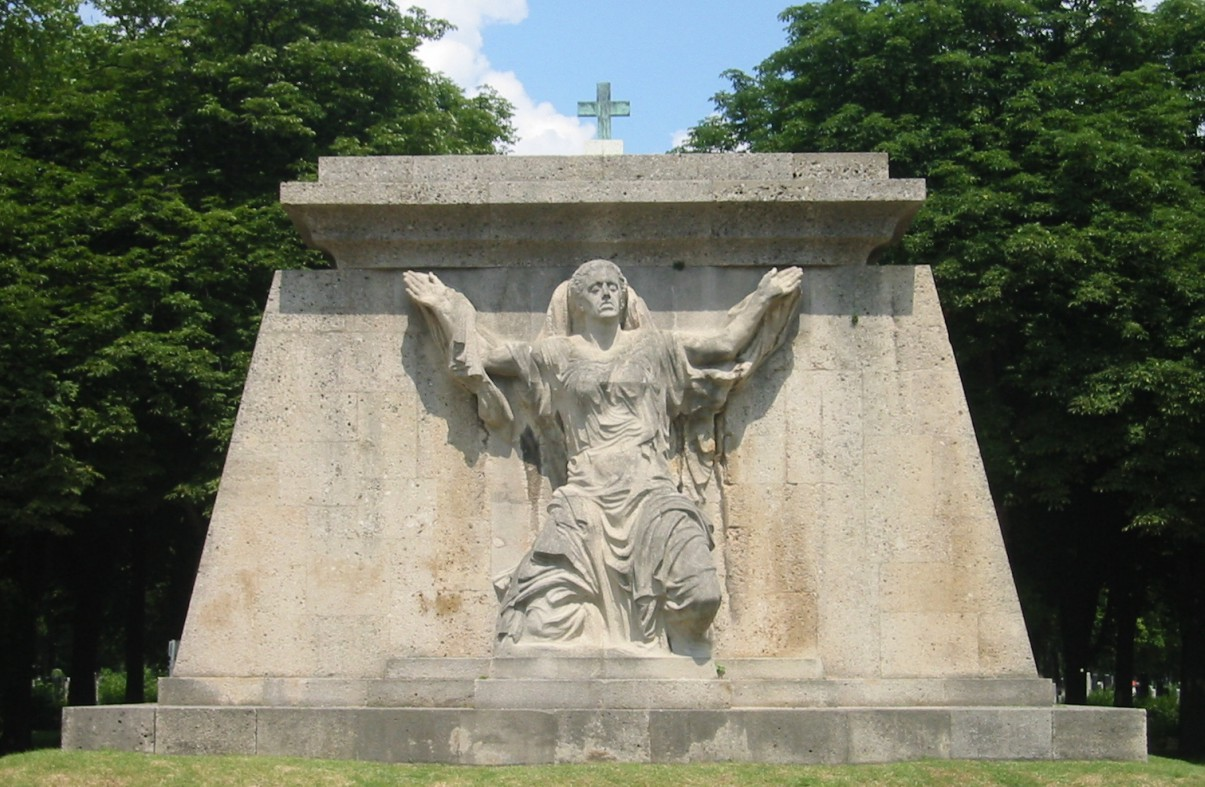
Pomnik Matki Boskiej Bolesnej

Cmentarz ofiar I wojny światowej – położony w południowej części Cmentarza Centralnego. Pochowani na nim zostali żołnierze armii austro-węgierskiej oraz jeńcy z armii włoskiej, rosyjskiej, serbskiej, rumuńskiej zmarli w latach 1914–1918. Na cmentarzu pochowanych jest w sumie kilkadziesiąt tysięcy żołnierzy oraz jeńców wojennych. Został bardzo zniszczony podczas II wojny światowej, tak że część jego obszaru powróciła do stanu dzikości – w którym jest utrzymywana do dziś. Pierwotnie znajdowały się na nim wydzielone kwatery poszczególnych rodzajów broni, a także niektórych jednostek, a także narodowości służących w armii państwa habsburskiego. Były także wydzielone kwatery żołnierzy armii nieprzyjacielskich – jeńców wojennych. Z tego założenia ocalały jego niektóre elementy i groby wraz z monumentalnym pomnikiem ku czci Matki Bożej Bolesnej, zaprojektowanym przez Antona Hanaka w 1925 (sektor 91)
Osobne cmentarze
cmentarz żołnierzy armii austro-węgierskiej Żydów – wraz z Mauzoleum bohaterów armii austro-węgierskiej znajduje się w sektorze 76.
cmentarz żołnierzy rosyjskich jeńców – sektor 68 A.
cmentarz żołnierzy rumuńskich jeńców – sektor 68 A.

cmentarz żołnierzy włoskich jeńców – sektor 68 A.

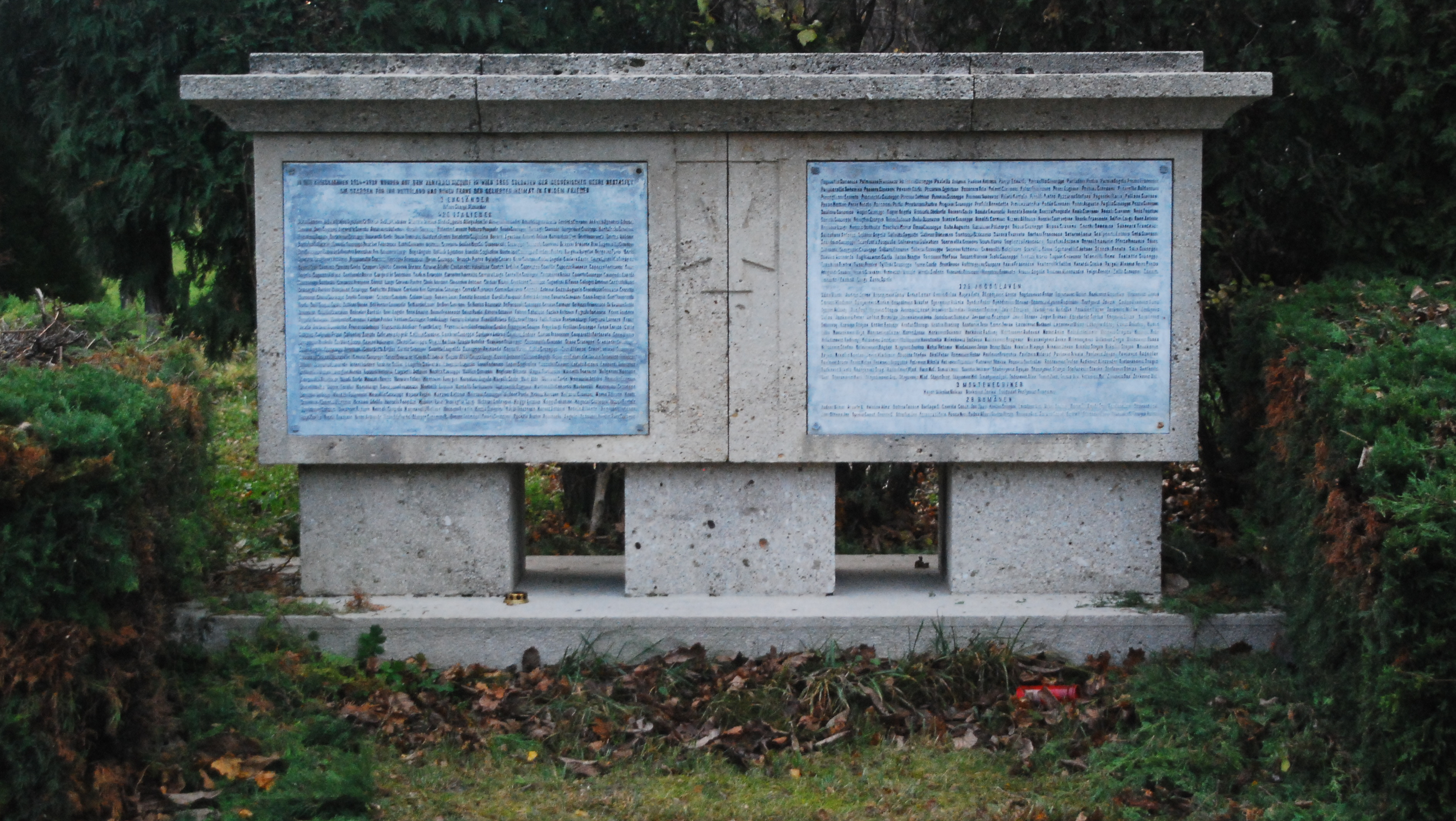
Zbiorowy grób jeńców włoskich, serbskich, czarnogórskich i rumuńskich
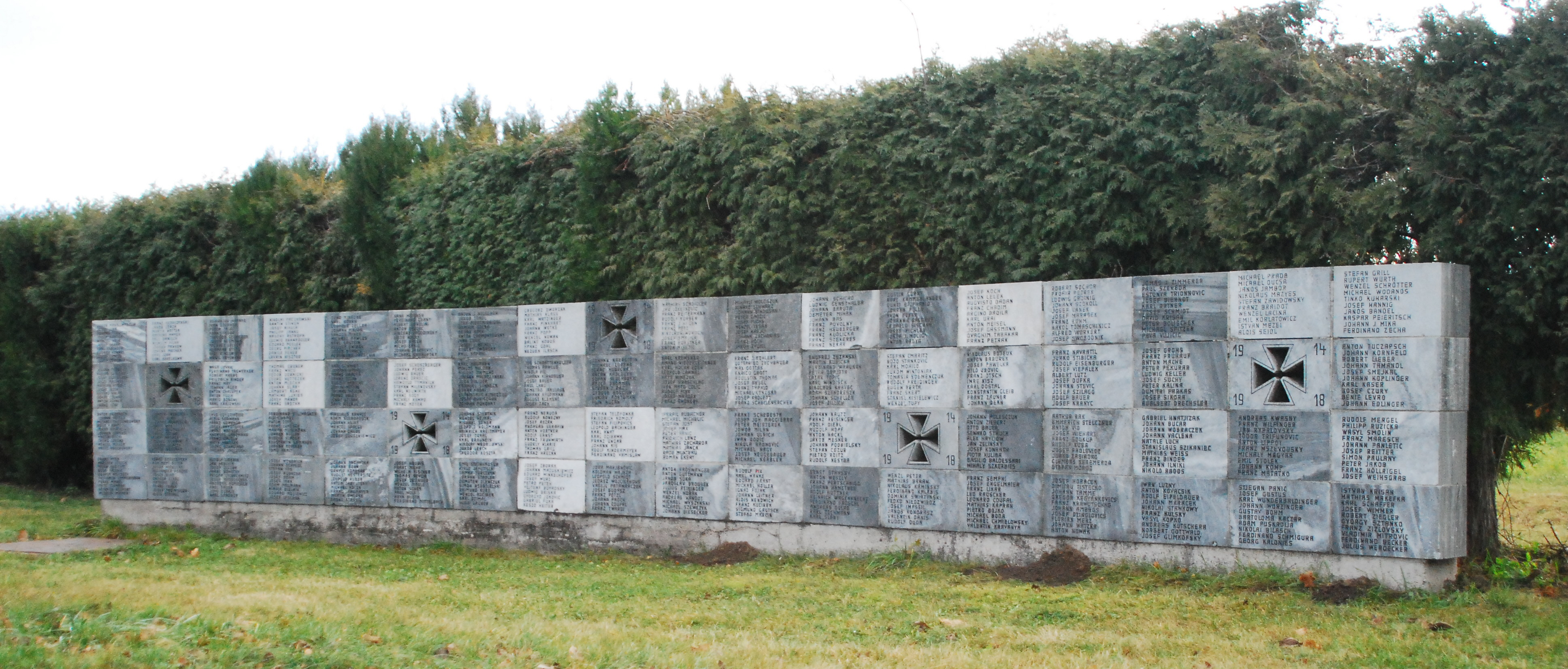
Zbiorowy grób żołnierzy armii austro-węgierskiej różnych narodowości
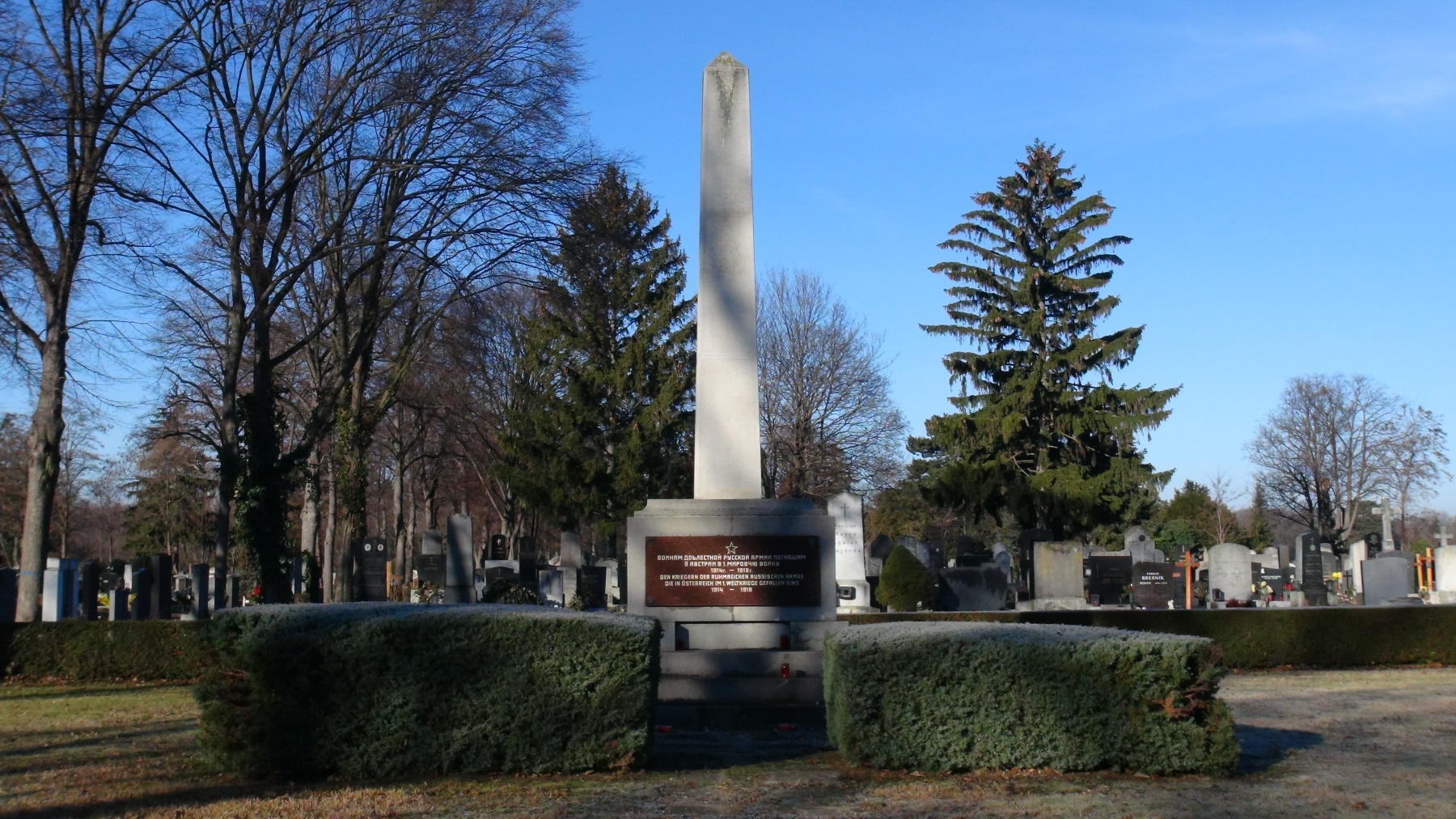
Zbiorowy grób rosyjskich jeńców wojennych
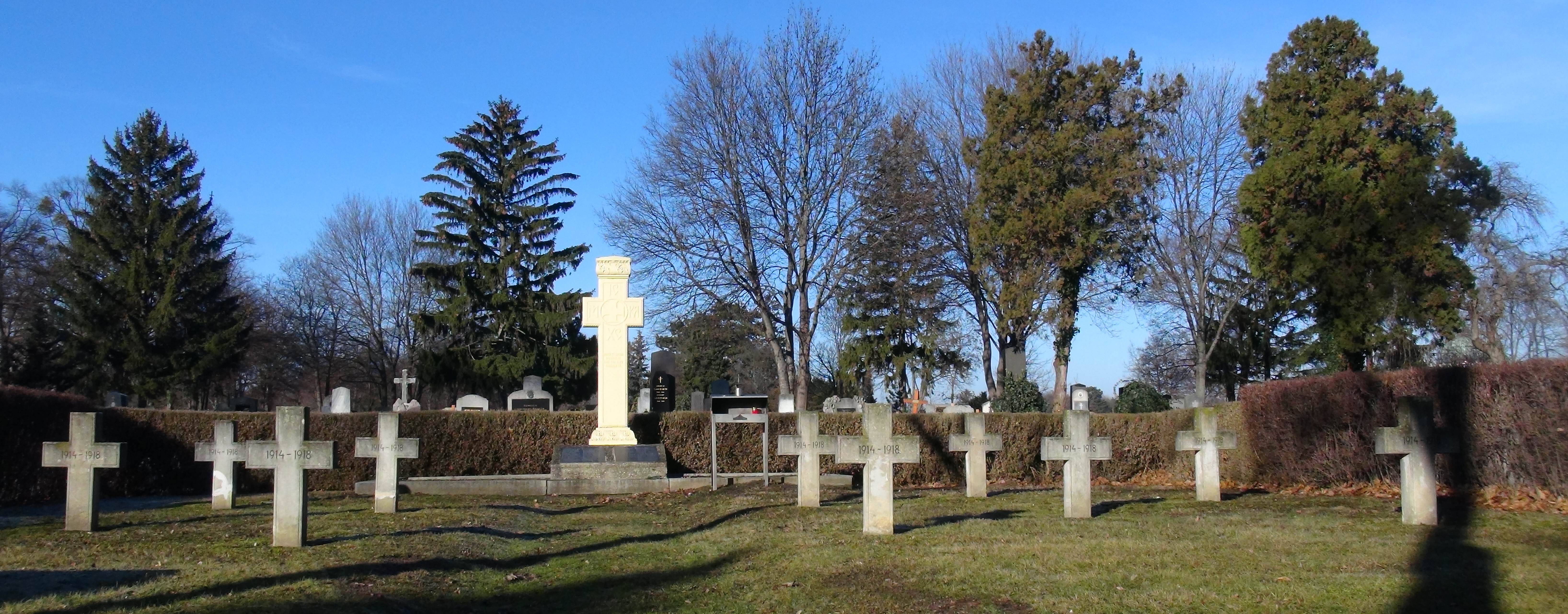
grupa grobów rumuńskich jeńców wojennych
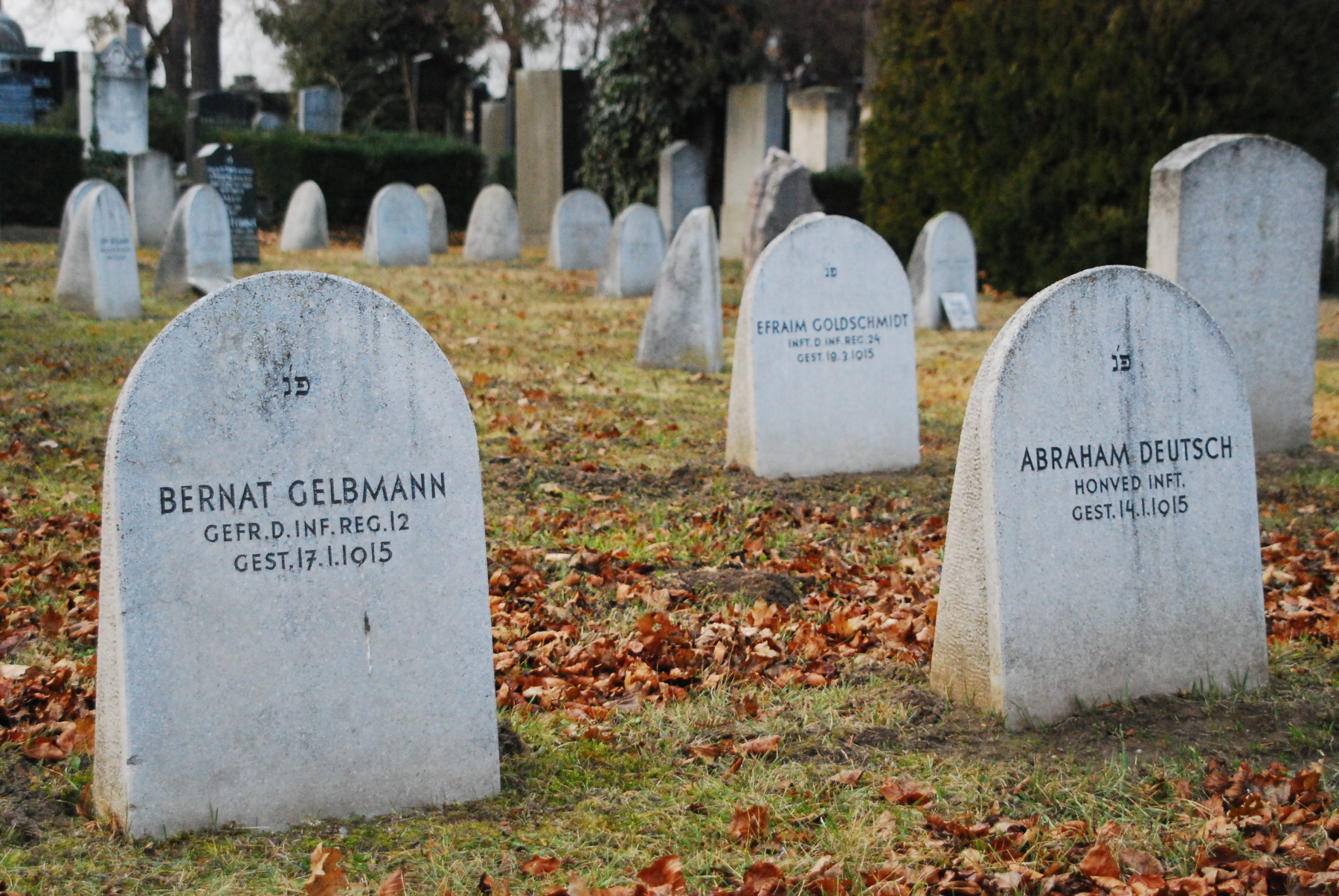
cmentarz Żydów – żołnierzy armii austro-węgierskiej
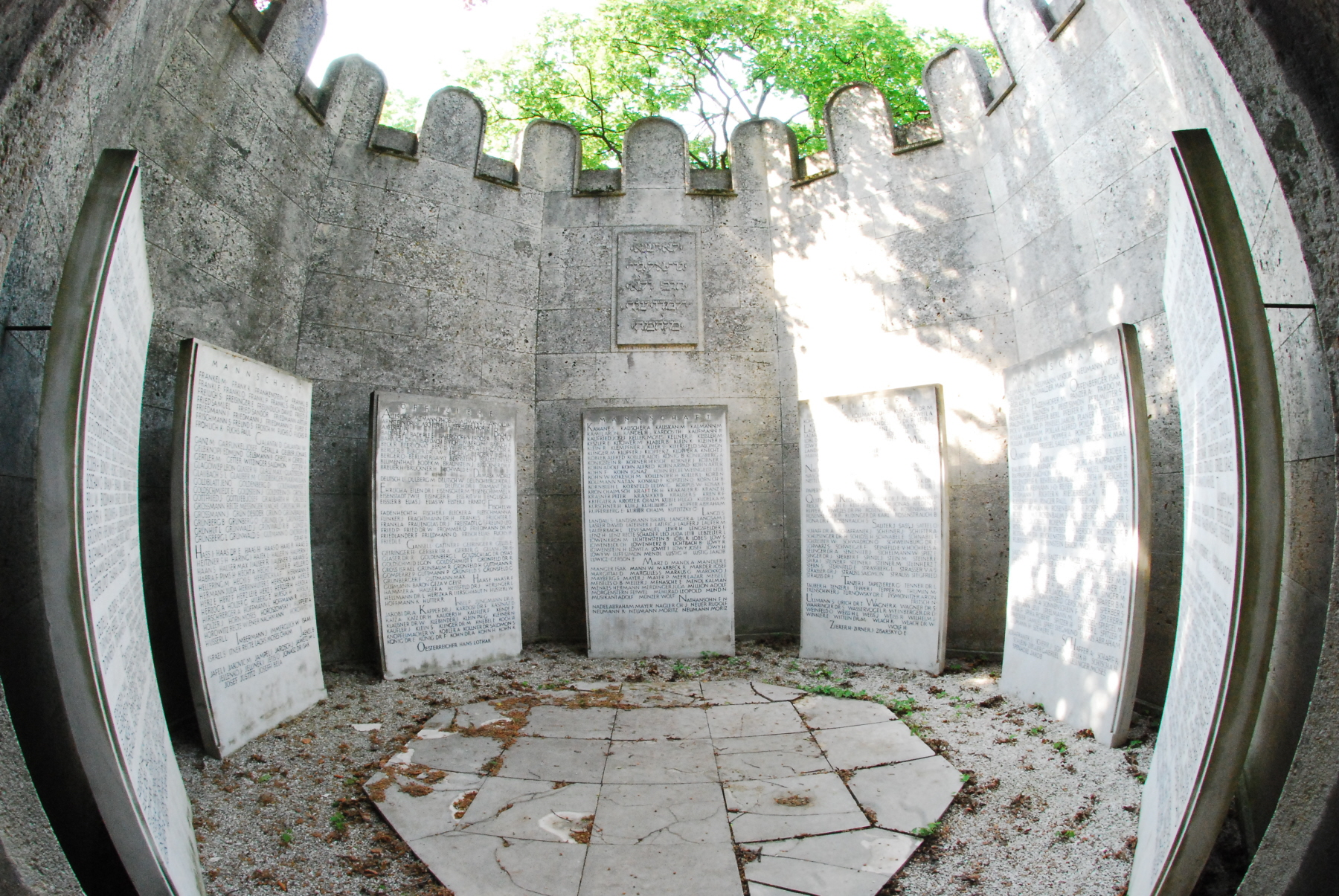
Pomnik Żydów – bohaterów armii austro-węgierskiej (od wewnątrz)

### Cmentarze i pomniki z okresu II wojny światowej

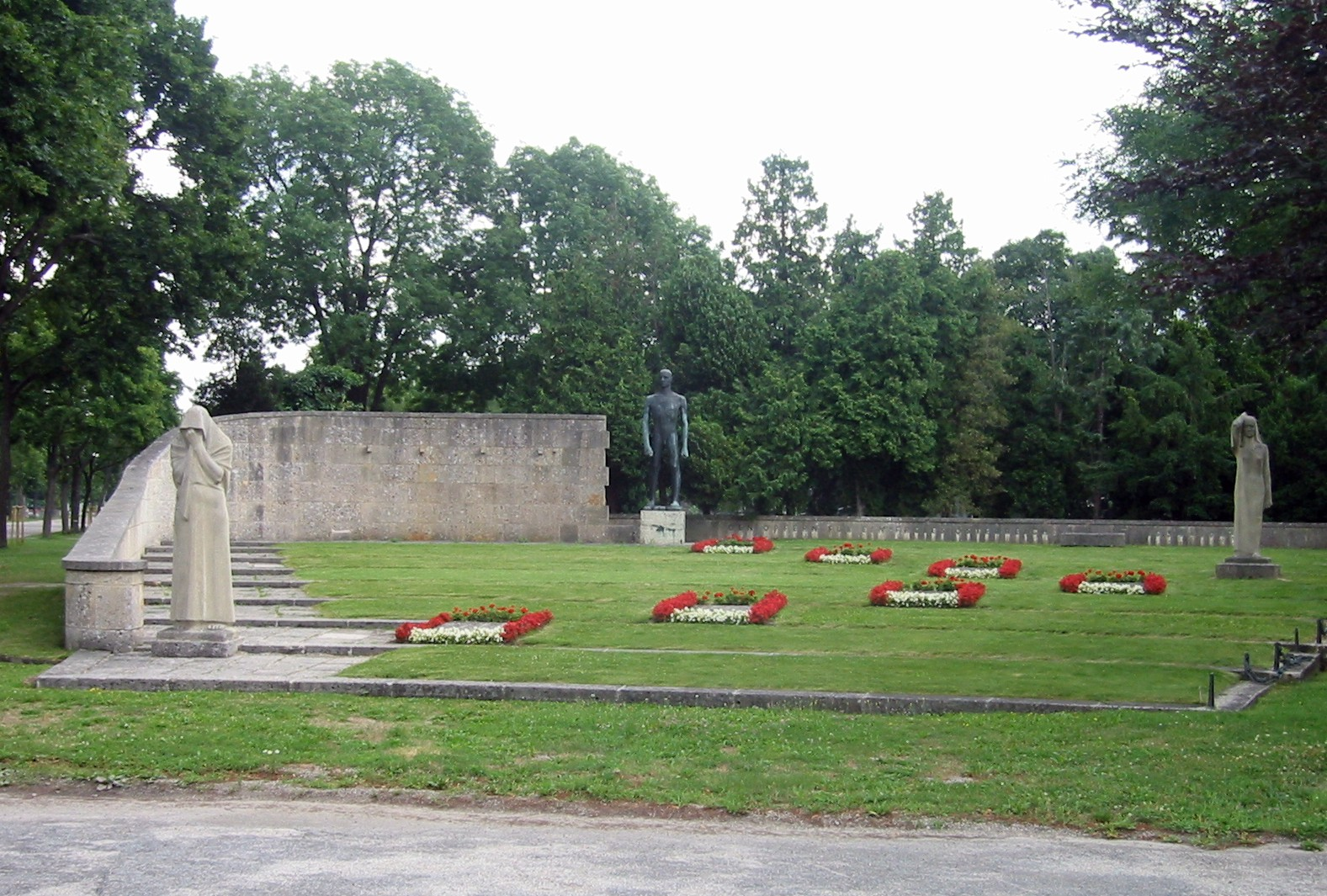
Pomnik Wiednia dla ofiar faszyzmu

Pomnik Ofiar Wolnej Austrii 1934–1945 (Mahnmal für die Opfer für ein freies Österreich 1934–1945) – pomnik autorstwa Fritza Cremera, Wilhelma Schütte i Margarete Schütte-Lihotzky ufundowany przez miasto Wiedeń dla tych, którzy „zginęli w walce z nazistowskim faszyzmem i dla wolnej, niepodległej Austrii” – został postawiony w 1948 (sektor 41)
Pomnik bojowników czeskiego ruchu oporu zamordowanych przez nazistów 1938-1945 – pomnik 72 uczestników czeskiego pochowanych w sektorze 42 G.
Cmentarz ofiar nazizmu 1938-1945 – stanowi go sektor 40. W okresie 1938–1945 chowano na nim członków ruchu oporu i dezerterów z Wehrmachtu którzy decyzją Sądu Okręgowego w Wiedniu byli rozstrzeliwani i chowani w masowych grobach szybowych na zamkniętej dla ludności części cmentarza. Krewni ofiar nie byli informowani o miejscu ani czasie pochówku.
Cmentarz ofiar bombardowania Wiednia 1944-1945 – położony w sektorze 40. W okresie 1944–1945 chowano tu ofiary nalotów lotniczych
Cmentarz polskich żołnierzy – jeńców wojennych 1939-1945 – położony w sektorze 88. W okresie 1939–1945 chowano tu zmarłych polskich jeńców wojennych
Cmentarz jugosłowiańskich żołnierzy – jeńców wojennych 1941-1945 – położony w sektorze 88. W okresie 1941–1945 chowano tu zmarłych jugosłowiańskich jeńców wojennych
Cmentarz żołnierzy francuskich – jeńców wojennych 1940-1945 – Położony jest w sektorze 88. W okresie 1940–1945 chowano tu zmarłych francuskich jeńców wojennych. Na cmentarzu znajduje się symboliczny pomnik żołnierzy francuskich którzy zmarli podczas walk i okupacji Wiednia w trakcie wojny V koalicji antyfrancuskiej z Napoleonem..
Cmentarz żołnierski z lat 1939–1945 (Soldatenfriedhof 1939-1945) – położony w południowej części Cmentarza Centralnego. Pochowani na nim są żołnierze armii niemieckiej (Wehrmachtu) w liczbie 7 031 osób, znajduje się w sektorze 97
Cmentarz żołnierzy Armii Czerwonej 1945 (Friedhof der Soldaten der Roten Armee 1945) – położony na południe od kościoła Karola Boremeusza (w sektorze 44 A). Pochowanych zostało tu 2 624 żołnierzy Armii Czerwonej poległych podczas walk o zdobycie Wiednia w 1945.

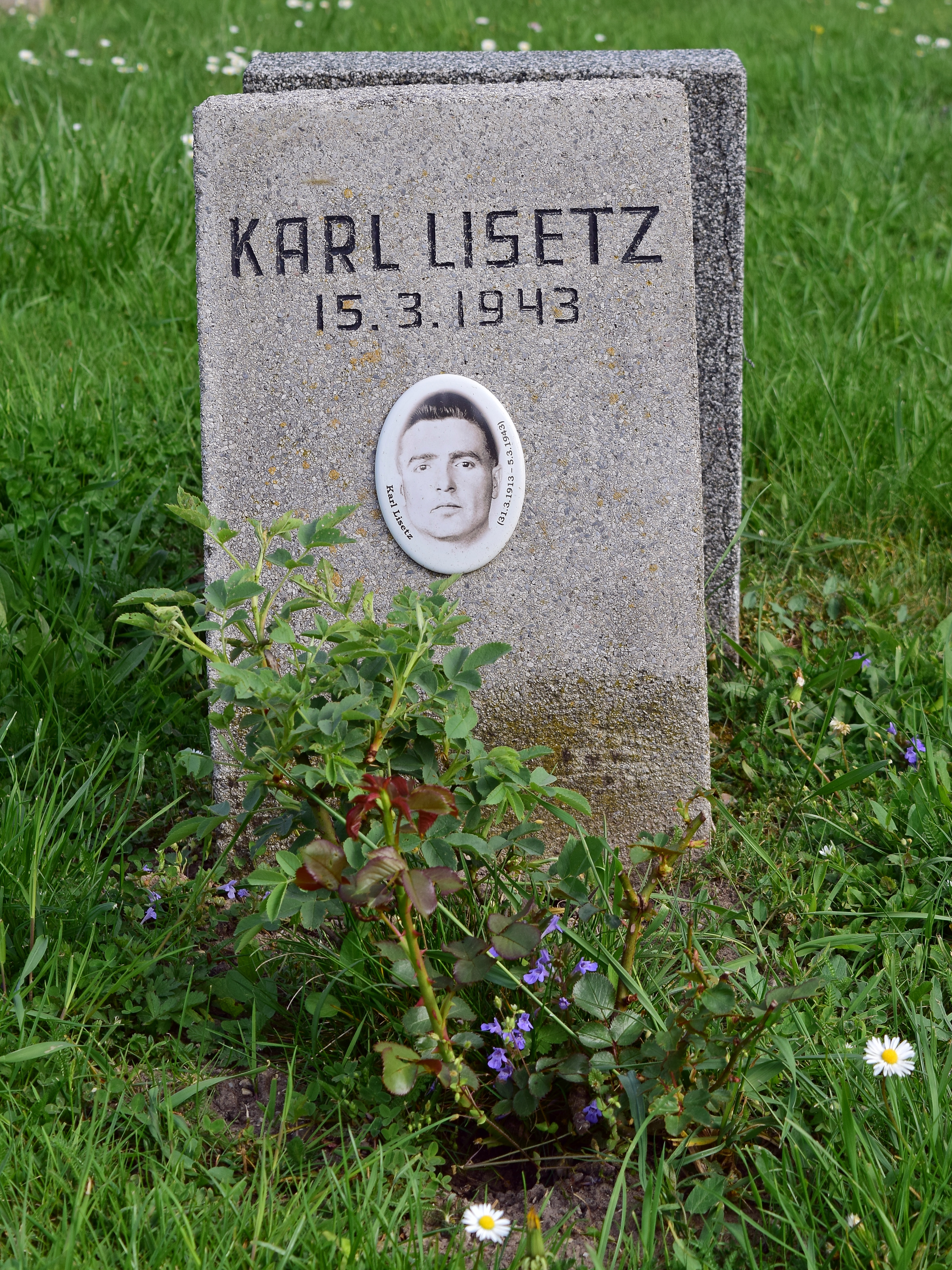
grób Karla Lisetza – zamordowanego przez nazistów
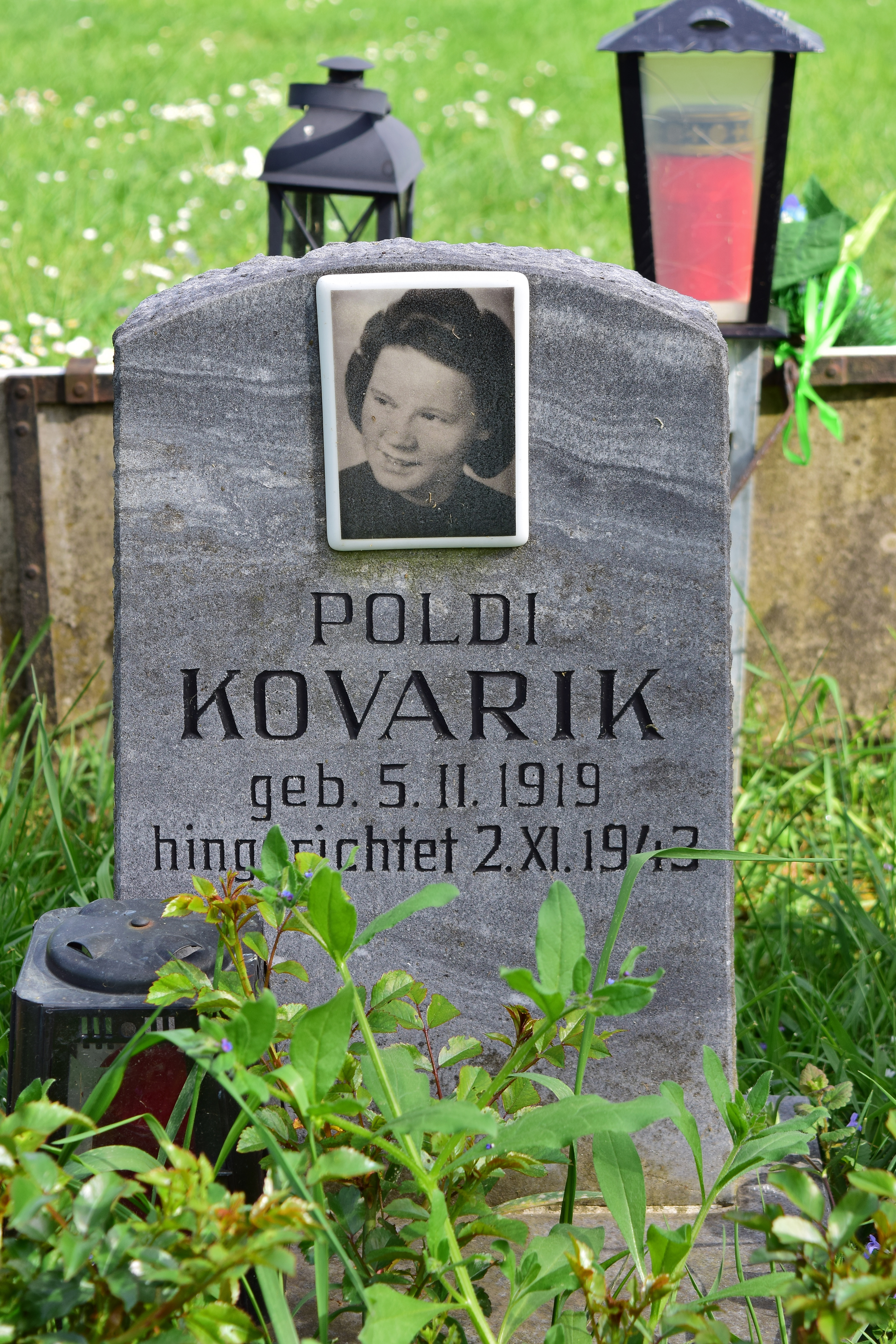
Grób Leopoldine Kovarik – zamordowanej przez nazistów
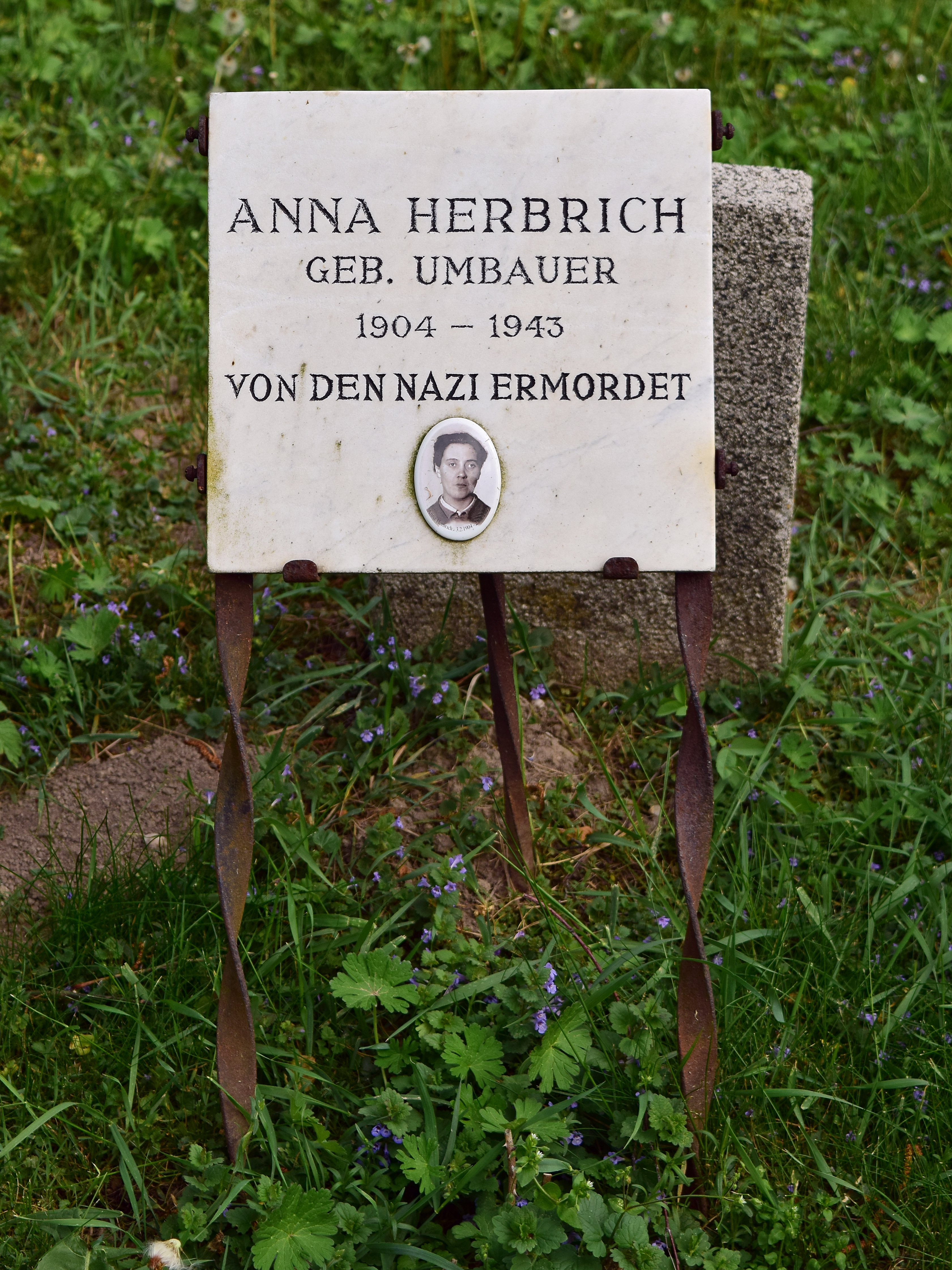
Grób Anny Herbrich – zamordowanej przez nazistów
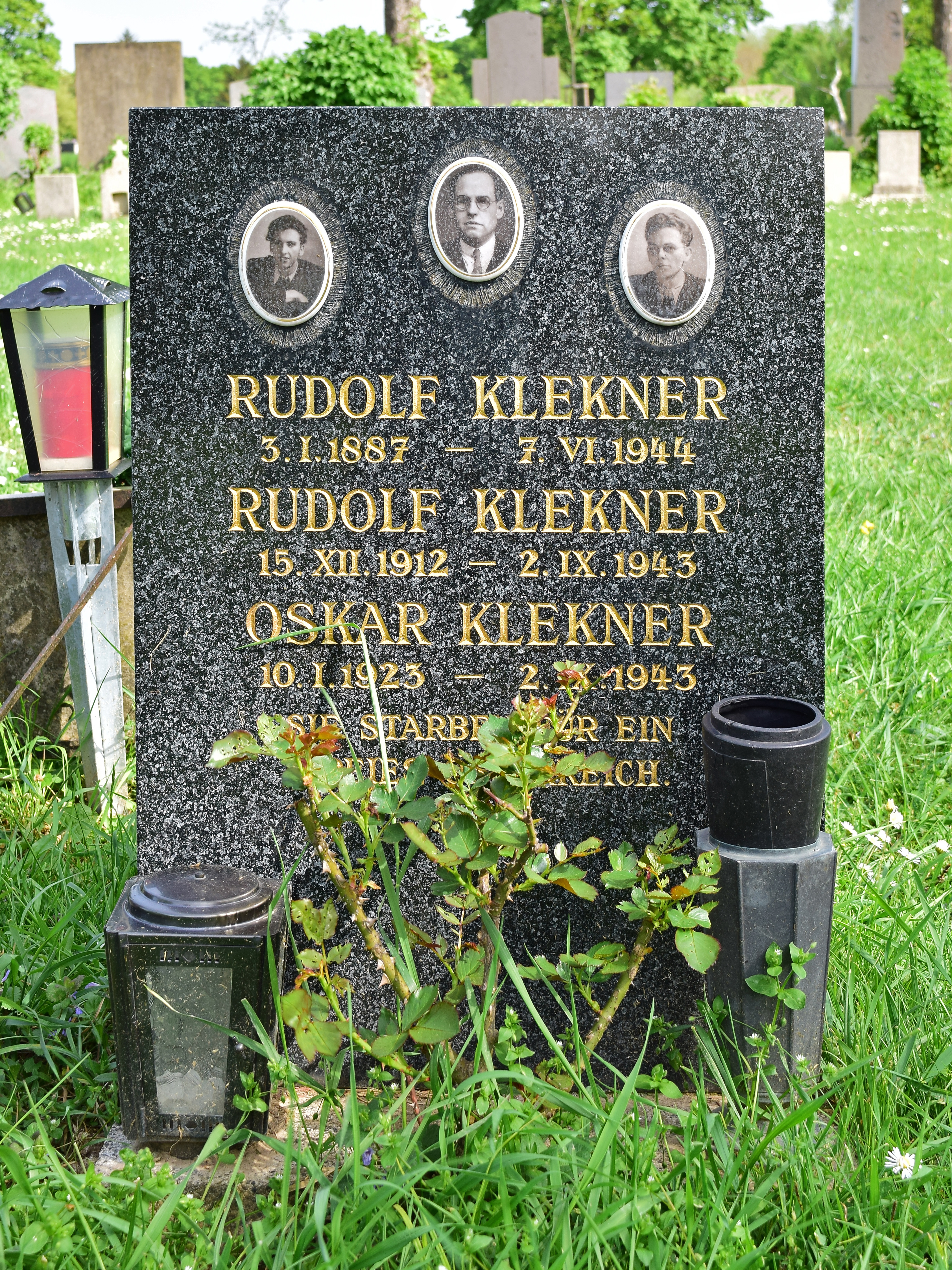
Grób rodziny Kleknerów – zamordowanych przez nazistów
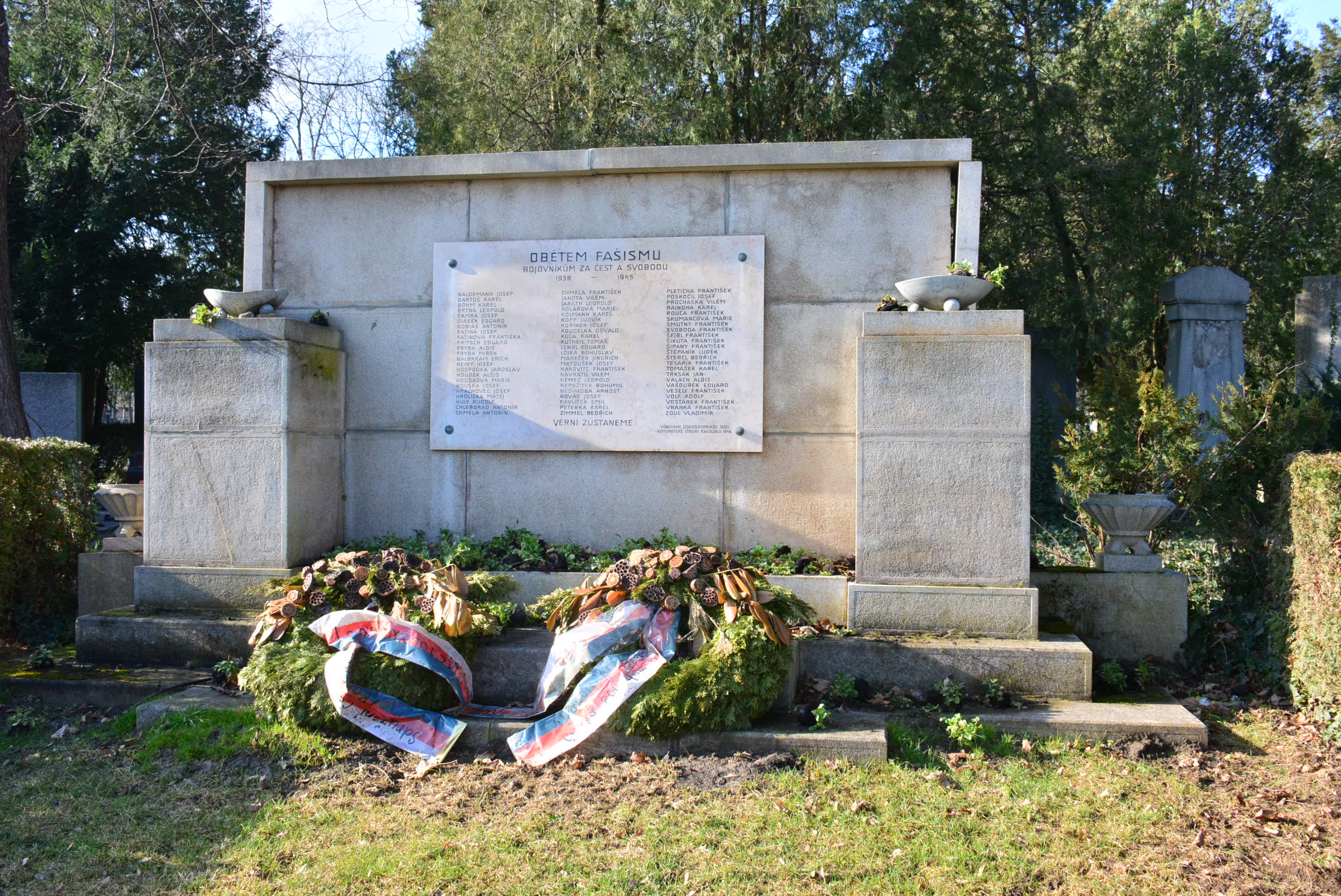
Pomnik bojowników czeskiego ruchu oporu
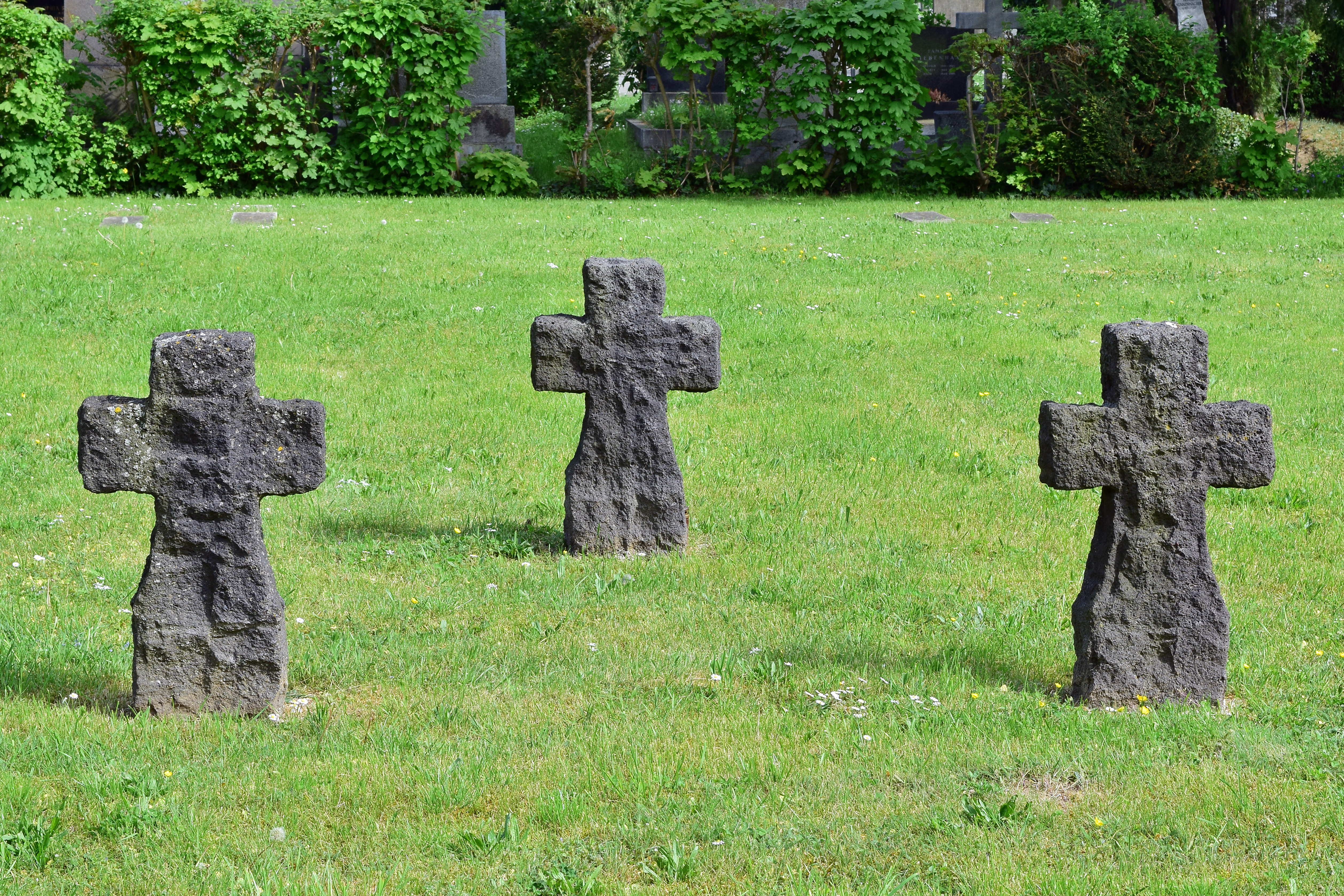
Masowy grób ofiar nalotów lotniczych na Wiedeń (1944-1945)
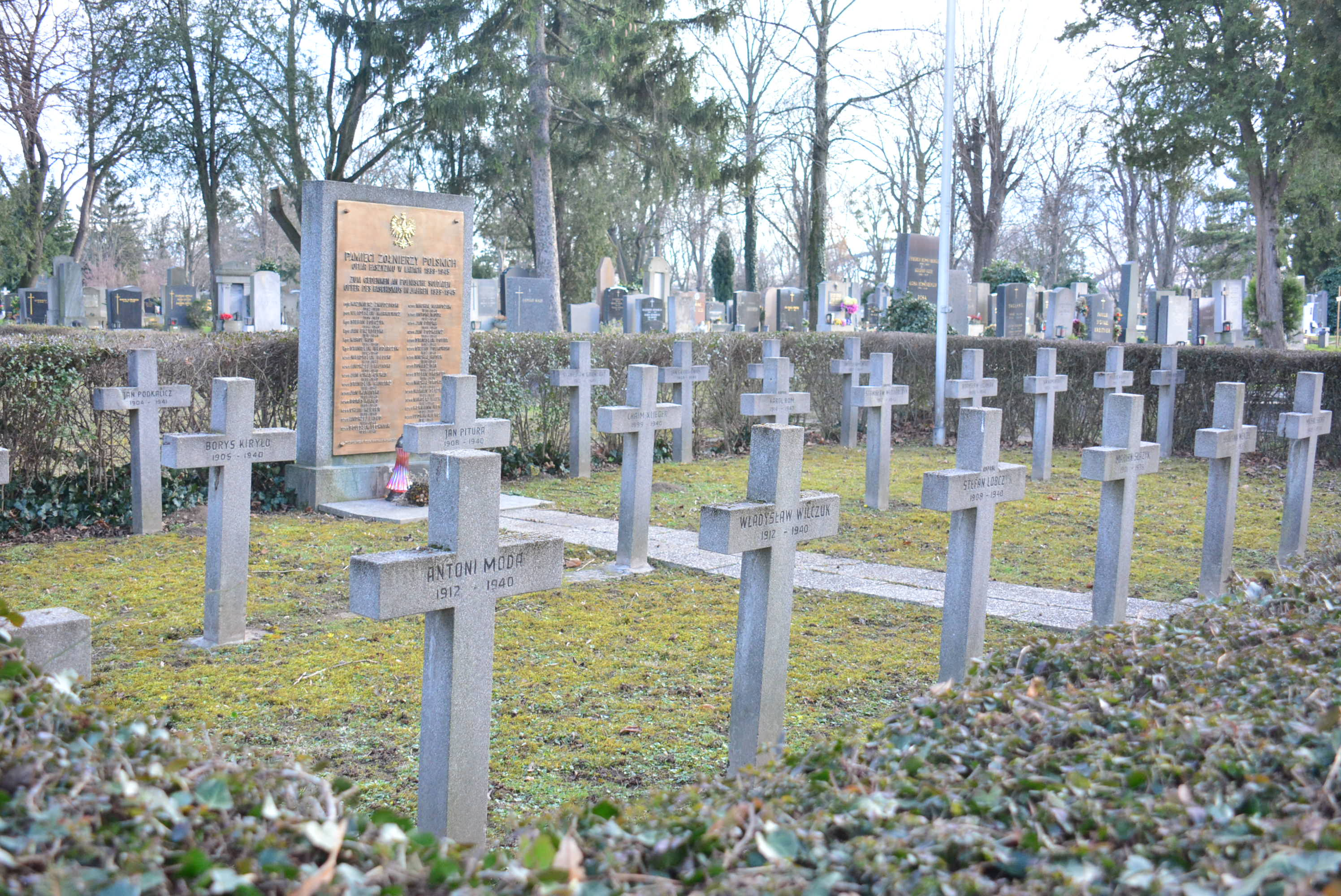
Cmentarz polskich żołnierzy – jeńców wojennych 1939-1945
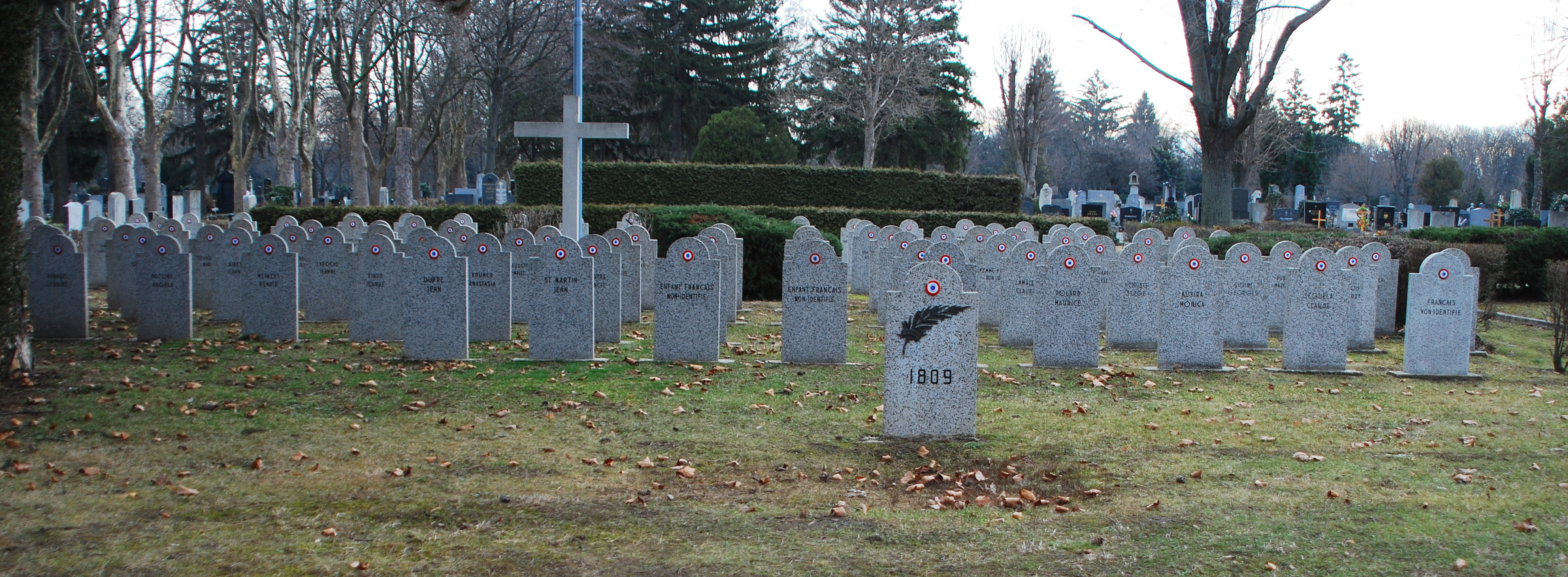
Cmentarz żołnierzy francuskich – jeńców wojennych 1940-1945
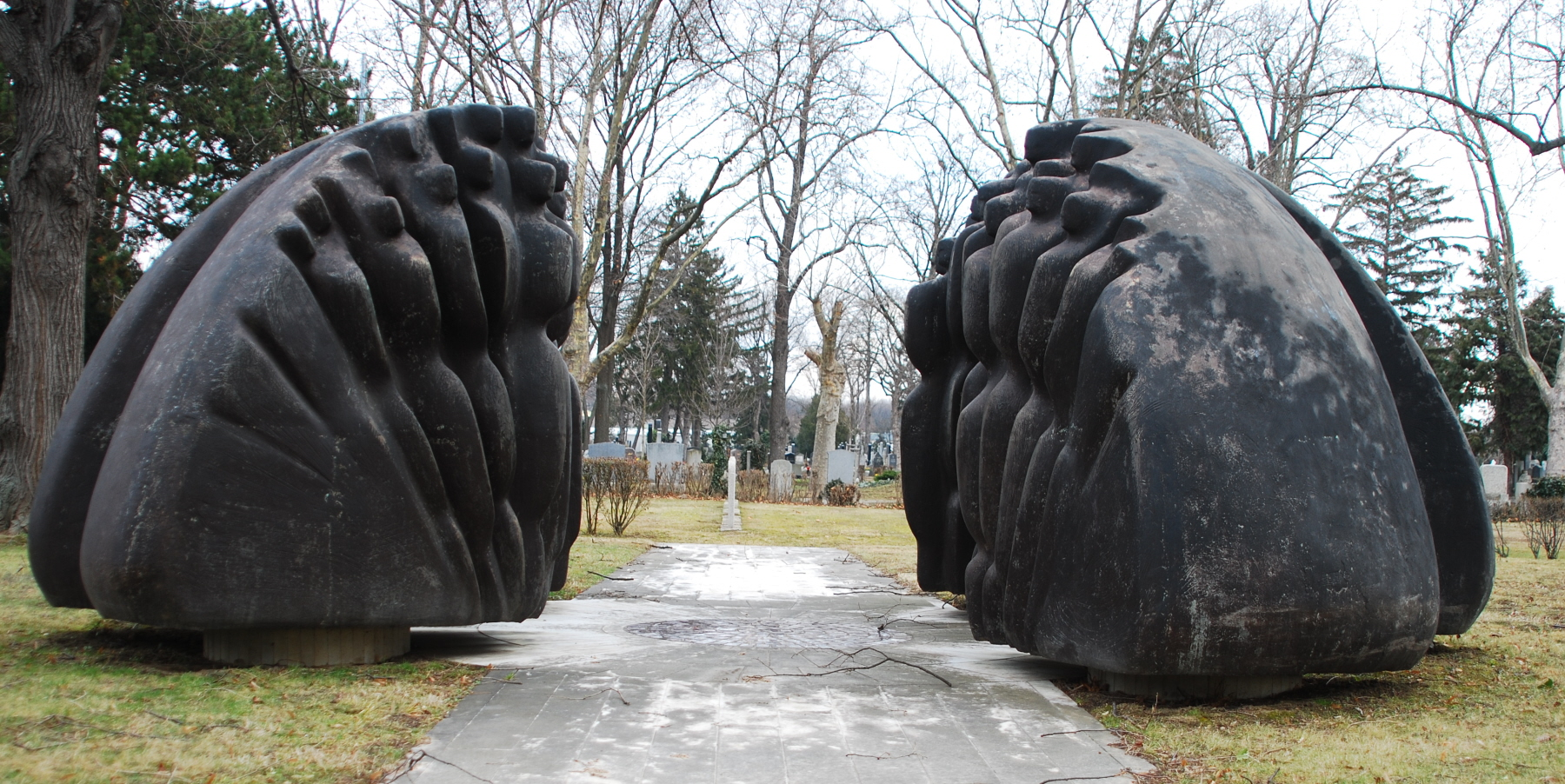
Pomnik upamiętniający żołnierzy jugosłowiańskich którzy zmarli podczas niewoli
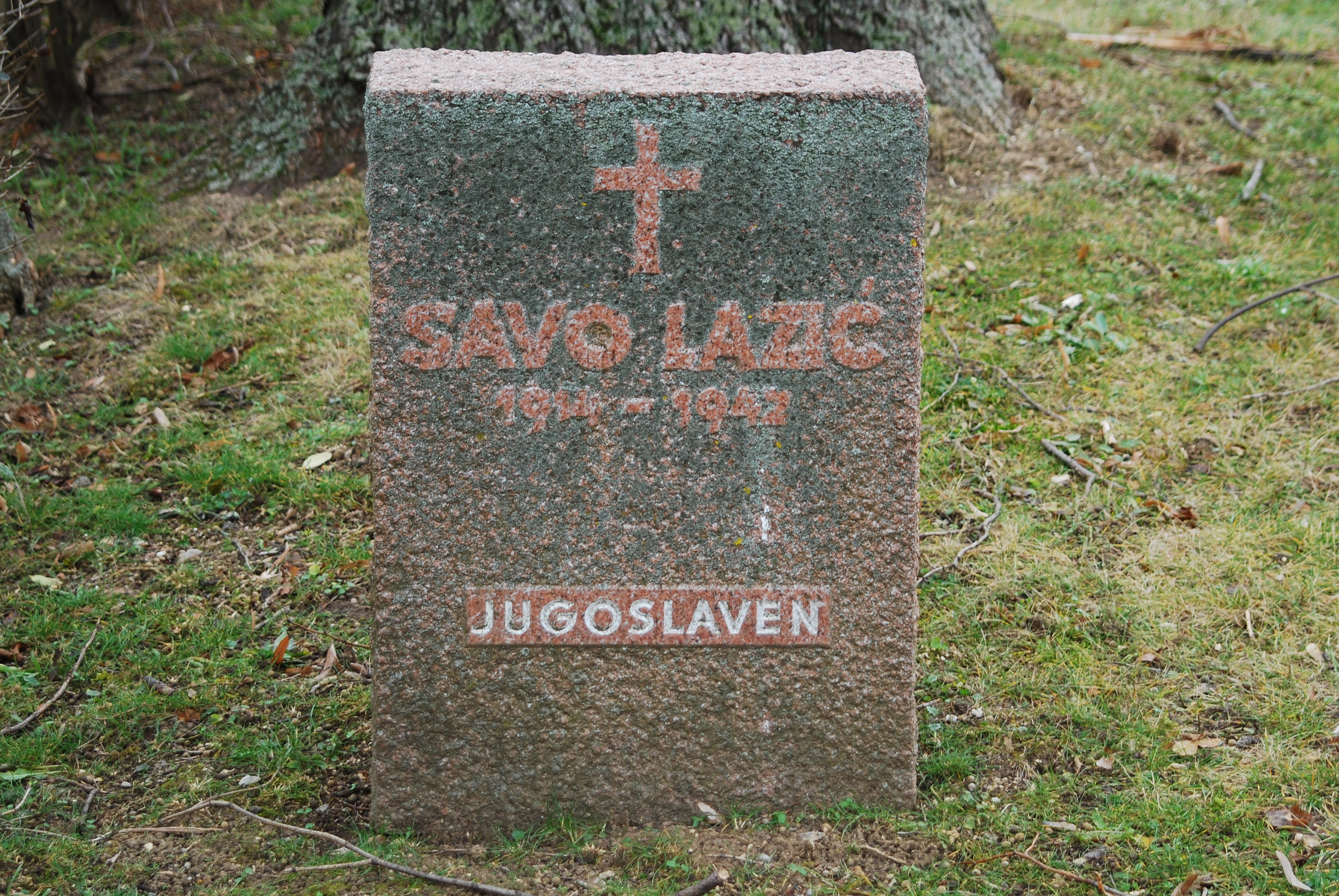
Grób Savo Lazisa – żołnierza jugosłowiańskiego
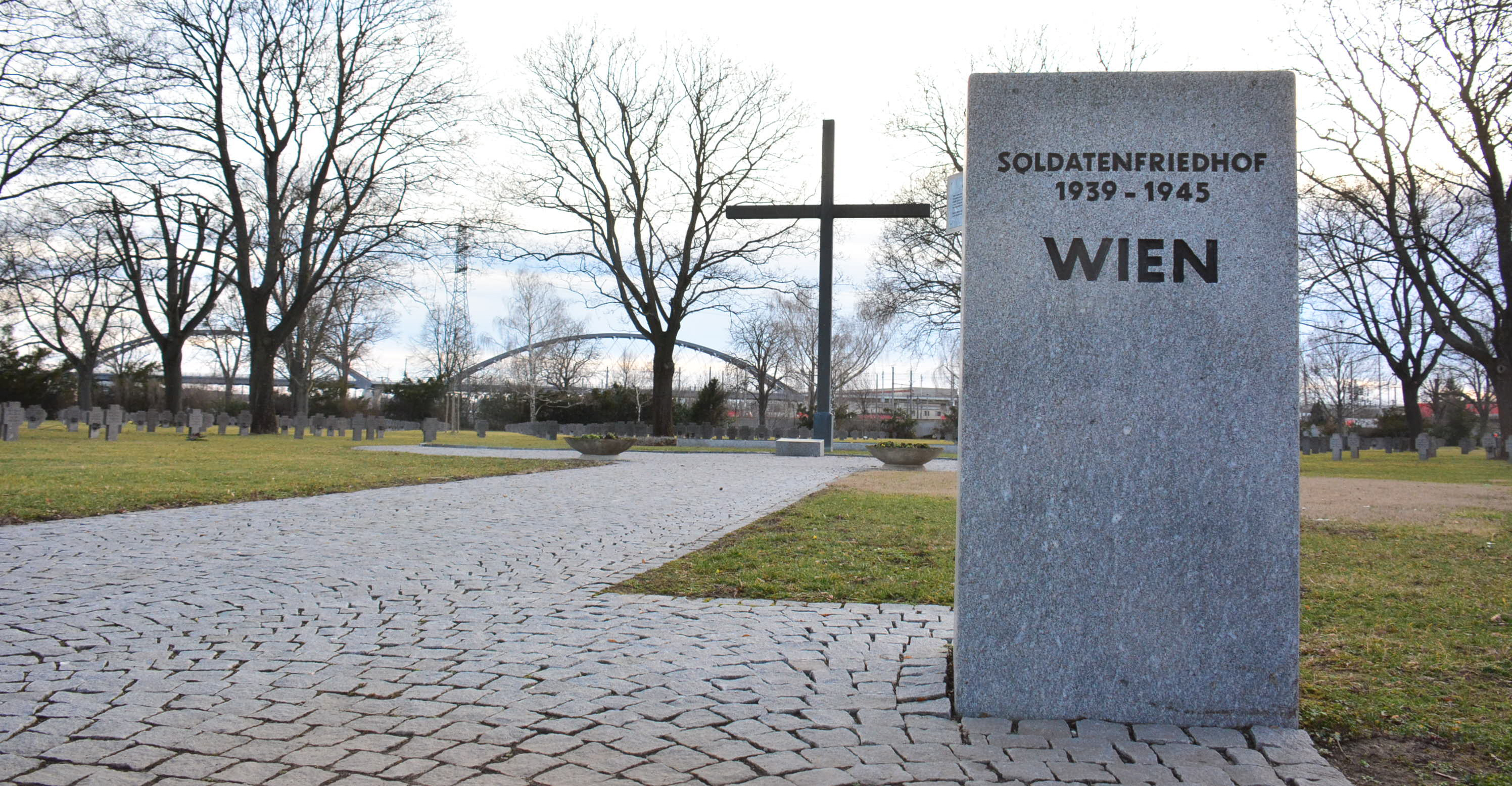
Wejście na cmentarz żołnierski 1939-1945
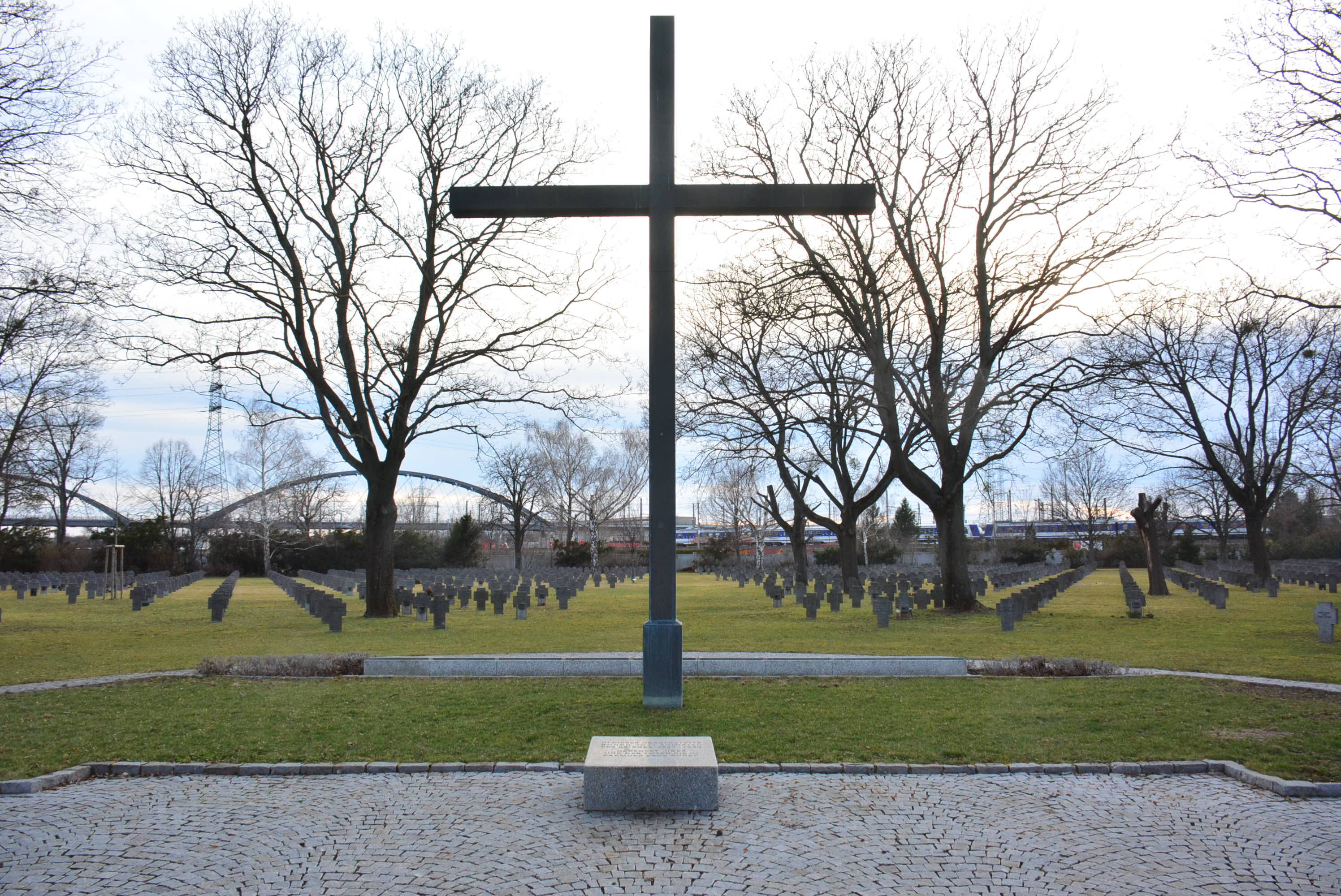
Krzyż na cmentarzu żołnierskim 1939-1945
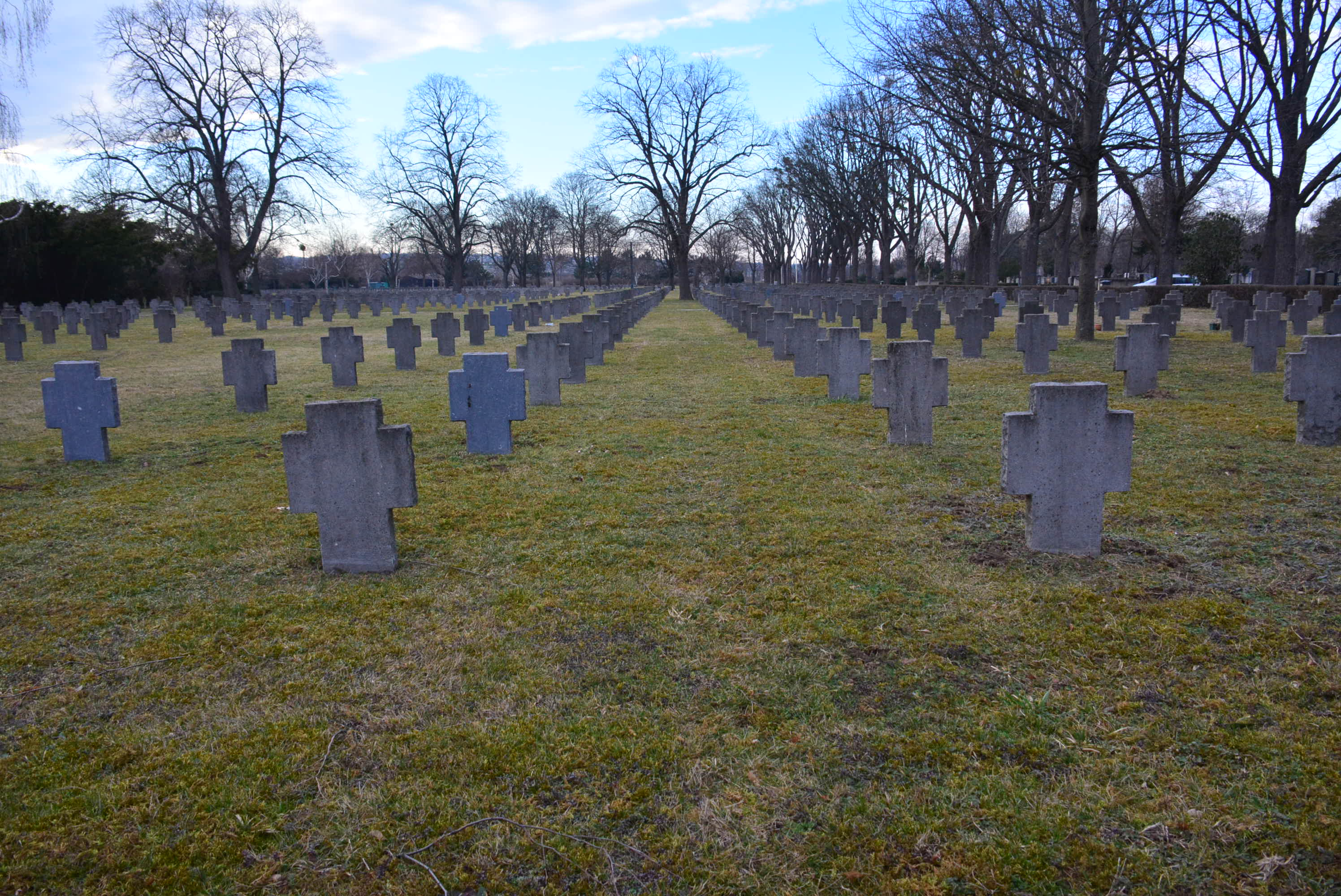
Groby na cmentarzu żołnierskim 1939-1945
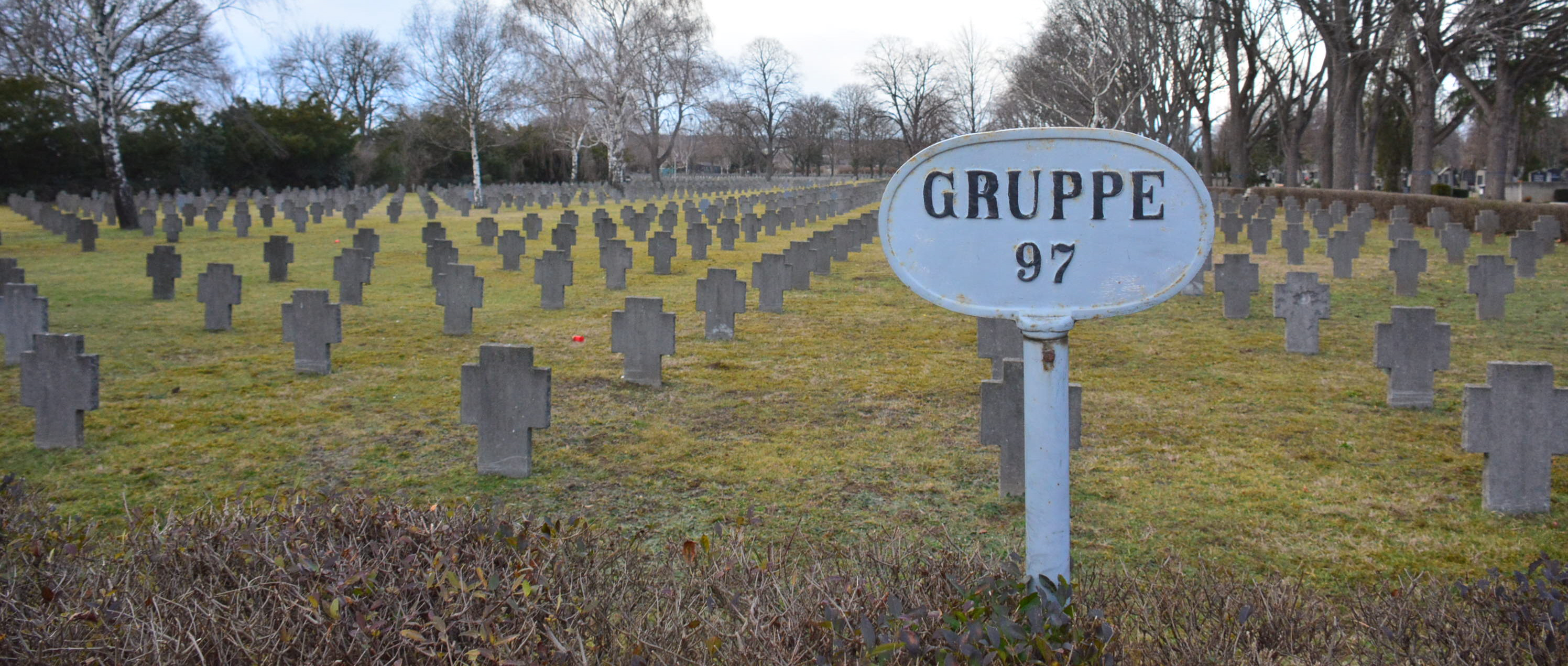
Groby na cmentarzu żołnierskim z lat 1939–1945
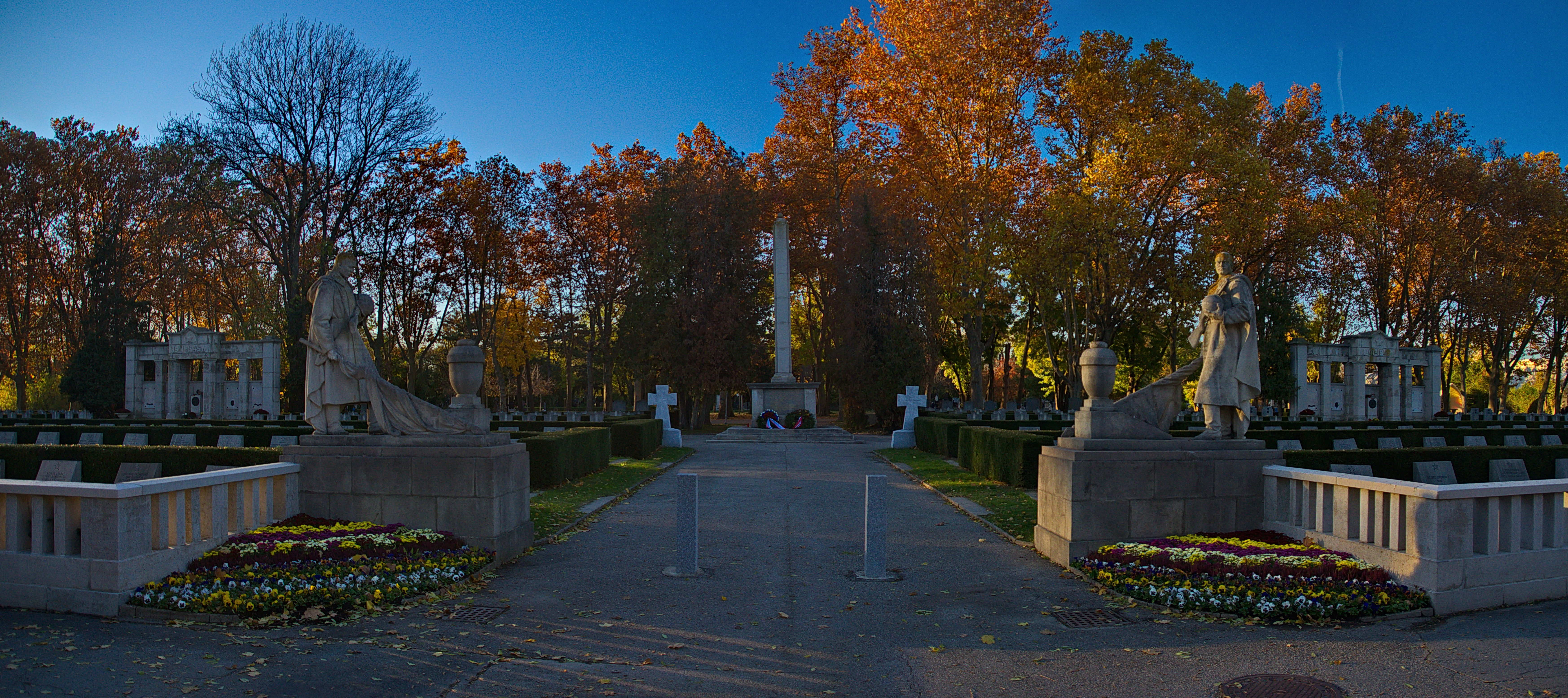
Cmentarz żołnierzy Armii Czerwonej 1945 – część centralna
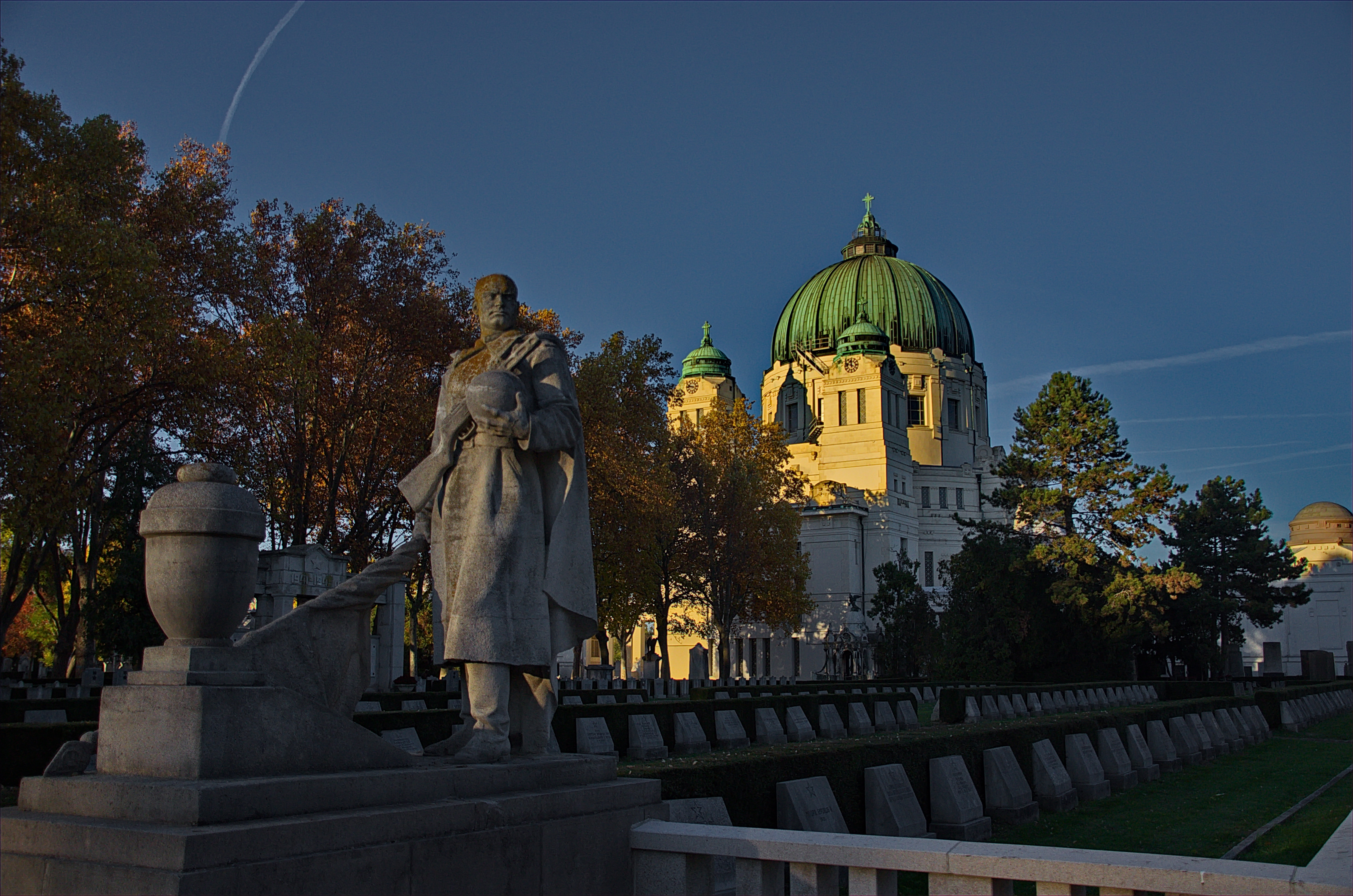
Cmentarz żołnierzy Armii Czerwonej 1945 – część północna

## Cmentarz jako park krajobrazowy
Cmentarz Centralny jest częścią wschodniego zielonego pasa otaczającego Wiedeń. Rośnie tu około 17 000 drzew. Imponujące założenie poprzecinane alejami drzew takich platany oraz porośnięte rzadkimi okazami drzew i krzewów tworzy w istocie unikalny park krajobrazowy. Z części cmentarza (sektor 23) przy bramie nr 3 uczyniono park publiczny (Park de Ruhe und Kraft) zaś między sektorami 91 i 97 znajduje się obszar dzikiej przyrody – ostoja miejscowej zwierzyny. Cmentarz jest domem dla różnorodnej fauny. Najczęstsze są liczne wiewiórki, które Wiedeńczycy nazywają „Hansi” i są względnie ufne, ponieważ goście cmentarza często karmią je orzechami. Do największych zwierząt tu występujących należy około 20 jeleni. Znajdują się tu siedliska pustułek, chomików, borsuków, kun, żab i innych małych zwierząt. Bite ścieżki wewnątrz cmentarza stanowią ponad 80 kilometrową sieć naturalnych ścieżek rowerowych.